# Vichy
Pour les articles homonymes, voir Vichy (homonymie).
Vichy (prononcé /vi.ʃi/), appelée parfois autrefois Vichy-les-Bains, est une ville du centre de la France, située dans le sud-est du département de l'Allier, en région Auvergne-Rhône-Alpes. Elle est une des principales villes de la région historique du Bourbonnais. Ses habitants sont appelés les Vichyssois et les Vichyssoises.
Bâtie sur les bords de la rivière Allier, à la limite de la plaine de la Limagne bourbonnaise et de la montagne bourbonnaise, elle est connue dès l'Antiquité pour ses sources thermales et connaît un grand essor au XIXe siècle, notamment avec la production de la célèbre pastille de Vichy, créée en 1825. Elle est choisie pour être la capitale de l’État Français de 1940 à 1944, durant la période du régime de Vichy.
La ville, avec dix autres stations thermales européennes (Grandes villes d'eaux d'Europe), est inscrite au patrimoine mondial de l'UNESCO depuis le 24 juillet 2021.
Vichy est la deuxième commune du département en nombre d'habitants (25 702 en 2022) après Montluçon. Avec son unité urbaine, forte de 66 886 habitants en 2022, elle est la première agglomération du département. Son aire d'attraction rassemble 49 communes et 92 291 habitants en 2022.

## Géographie

### Localisation
Vichy se situe sur la rive droite de la rivière Allier, principal affluent de la Loire, à cheval entre la montagne bourbonnaise et la Limagne bourbonnaise, à une altitude moyenne de 263 mètres, au sud-est du département de l'Allier.
Par la route, Vichy est située à 55 km au sud de Moulins (préfecture de l'Allier) et à la même distance au nord de Clermont-Ferrand (préfecture du Puy-de-Dôme). Lyon, capitale régionale, est située à 150 km au sud-est et la capitale nationale, Paris, à 359 km.

### Communes limitrophes
Six communes jouxtent Vichy, les deux plus importantes étant Cusset à l'est avec 13 329 habitants et Bellerive-sur-Allier, à l'ouest de l'autre côté de la rivière avec 8 898 habitants. La liaison directe avec Charmeil ne peut s'effectuer par la route sans devoir passer par Bellerive-sur-Allier via le pont de l'Europe ou par Creuzier-le-Vieux via le pont Boutiron.
| Charmeil             | Creuzier-le-Vieux |           |
|                      | Vichy             | Cusset    |
| Bellerive-sur-Allier | Abrest            | Le Vernet |

### Géologie et relief

#### Caractéristiques géologiques
Il existe deux types de formations géologiques sur le territoire communal : des formations alluvionnaires, correspondant au lit majeur des cours d'eau, et composées de sables mais aussi de galets ; ainsi que des formations sédimentaires tertiaires principalement composées de calcaire et de grès.
L'histoire géologique de la commune débute par la mise en place, au Cambrien supérieur, de granite ; des apports de granite issus de la montagne bourbonnaise viennent au Viséen.
Les sources de Vichy sont issues de terrains sédimentaires mis en place dans le bassin d'effondrement de la Limagne. Les divers forages de ces sources ont mis en évidence une alternance de sables, de marnes sableuses et de grès.
La commune se situe sur une terrasse de graviers du diluvium quaternaire. Au sud, une colline est formée d'une alternance de couches marneuses et calcaires. Les collines du nord sont aussi formées par des assises tertiaires. Il n'y a pas de traces de formations de l'ère secondaire.

#### Relief
La commune s'étend sur 585 ha et son altitude varie entre 243 et 317 m.
Le relief, typique d'une vallée fluviale de plaine, est accentué par la proximité de la montagne bourbonnaise.

### Hydrographie

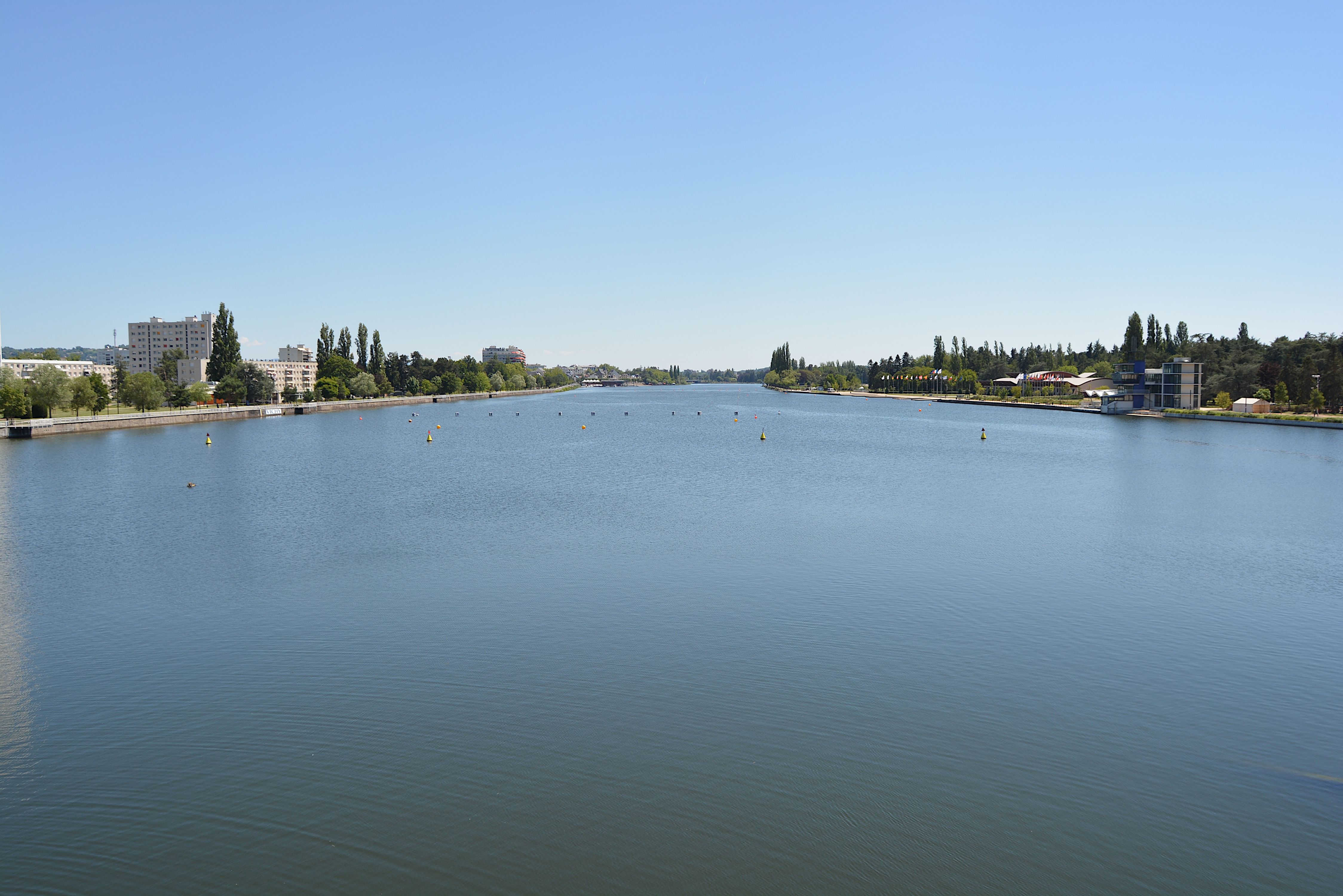
La rivière Allier (lac d'Allier) depuis le pont de l'Europe, en juillet 2022.

La rivière Allier constitue la limite occidentale de la commune de Vichy, située en rive droite. Elle coule donc du sud vers le nord. Sa pente très faible (0,1 %) « entraîne une lenteur de l'écoulement des eaux » et « une faible force de creusement et de charriage », empêchant « d'entailler un lit profond et rectiligne ». Son cours n'était « pas constitué d'un chenal unique » ; il est devenu linéaire en 1860. Un lac artificiel est aménagé en 1963 : le lac d'Allier.
Le Sichon, affluent rive droite de l'Allier, prend sa source en montagne bourbonnaise à Lavoine et se jette dans la rivière Allier au droit de l'esplanade.

### Climat
L'agglomération se situe dans un « régime climatique de transition » entre les climats océanique dégradé et continental, ; mais elle comporte quelques caractéristiques du climat de montagne, comme l'abondance des précipitations en s'approchant de la montagne bourbonnaise, avec 779,5 mm en moyenne par an.
Une station météorologique est installée le 1er janvier 1941 à 249 m, à l'aérodrome de Charmeil.
| Ville             | Ensoleillement · (h/an) | Pluie · (mm/an) | Neige · (j/an) | Orage · (j/an) | Brouillard · (j/an) |
| ----------------- | ----------------------- | --------------- | -------------- | -------------- | ------------------- |
| Médiane nationale | 1 852                   | 835             | 16             | 25             | 50                  |
| Vichy             | 1 880                   | 790             | 19             | 24             | 36                  |
| Paris             | 1 717                   | 634             | 13             | 20             | 26                  |
| Nice              | 2 760                   | 791             | 1              | 28             | 2                   |
| Strasbourg        | 1 747                   | 636             | 26             | 28             | 69                  |
| Brest             | 1 555                   | 1 230           | 6              | 12             | 78                  |
| Bordeaux          | 2 070                   | 987             | 3              | 32             | 78                  |

| Mois                                  | jan.       | fév.      | mars       | avril     | mai       | juin      | jui.      | août      | sep.      | oct.      | nov.       | déc.       | année      |
| ------------------------------------- | ---------- | --------- | ---------- | --------- | --------- | --------- | --------- | --------- | --------- | --------- | ---------- | ---------- | ---------- |
| Température minimale moyenne (°C)     | −0,9       | −0,2      | 1,1        | 3,4       | 7         | 10,2      | 12,1      | 11,8      | 9,4       | 6,4       | 2,3        | −0,5       | 5,2        |
| Température moyenne (°C)              | 2,9        | 4,3       | 6,4        | 9,1       | 12,9      | 16,3      | 18,8      | 18,3      | 15,8      | 11,8      | 6,5        | 3,3        | 10,5       |
| Température maximale moyenne (°C)     | 6,7        | 8,7       | 11,7       | 14,8      | 18,7      | 22,4      | 25,5      | 24,7      | 22,2      | 17,1      | 10,8       | 7,1        | 15,9       |
| Record de froid (°C) date du record   | −26,9 1971 | −24 1963  | −13,3 2005 | −7,2 1973 | −4,2 1976 | −0,2 1962 | 3,7 1979  | 1,7 1966  | −2 1972   | −9 1997   | −11,3 1998 | −18,5 1962 | −26,9 1971 |
| Record de chaleur (°C) date du record | 19,2 1947  | 25,7 1960 | 27 2021    | 30,8 1949 | 33,5 2017 | 39,7 2019 | 41,2 1983 | 40,6 2003 | 36,4 1987 | 31,1 2023 | 26,2 2015  | 21,7 1989  | 41,2 1983  |
| Ensoleillement (h)                    | 66,1       | 88,1      | 136,6      | 170,9     | 197,1     | 232,6     | 270,7     | 237,8     | 197,9     | 135,9     | 82,3       | 64,2       | 1 880,2    |
| Précipitations (mm)                   | 52,1       | 48,2      | 51         | 62,9      | 107,6     | 79,4      | 60,6      | 75,4      | 77        | 64,7      | 56,9       | 54,4       | 790,2      |

| Mois                                             | jan.          | fév.         | mars          | avril        | mai          | juin         | jui.         | août         | sep.         | oct.         | nov.          | déc.          | année      |
| ------------------------------------------------ | ------------- | ------------ | ------------- | ------------ | ------------ | ------------ | ------------ | ------------ | ------------ | ------------ | ------------- | ------------- | ---------- |
| Température minimale moyenne (°C)                | −0,4          | −0,2         | 1,9           | 3,9          | 8,1          | 11,2         | 13,3         | 12,9         | 9,8          | 7,3          | 2,8           | 0,4           | 6          |
| Température moyenne (°C)                         | 3,5           | 4,4          | 7,4           | 9,8          | 14           | 17,4         | 19,9         | 19,5         | 16           | 12,4         | 7             | 4,1           | 11,3       |
| Température maximale moyenne (°C)                | 7,4           | 9            | 13            | 15,8         | 20           | 23,5         | 26,4         | 26,1         | 22,2         | 17,6         | 11,2          | 7,8           | 16,7       |
| Record de froid (°C) date du record              | −26,9 05.1971 | −24 05.1963  | −13,3 01.2005 | −7,3 08.2003 | −4,2 01.1976 | −0,2 04.1962 | 3,7 04.1979  | 1,7 26.1966  | −2 27.1972   | −9 30.1997   | −11,3 23.1998 | −18,5 28.1962 | −26,9 1971 |
| Record de chaleur (°C) date du record            | 19,2 16.1947  | 25,7 28.1960 | 27 31.2021    | 30,8 16.1949 | 33,5 28.2017 | 39,7 27.2019 | 41,2 31.1983 | 40,6 12.2003 | 36,4 17.1987 | 30,6 02.1985 | 26,2 08.2015  | 21,7 16.1989  | 41,2 1983  |
| Ensoleillement (h)                               | 78,1          | 94,8         | 153,7         | 175,4        | 203,4        | 225          | 248,9        | 238,3        | 183,5        | 128,1        | 76,7          | 55,9          | 1 861,7    |
| Précipitations (mm)                              | 46,8          | 39,8         | 44,2          | 69,3         | 98,2         | 78,2         | 71,6         | 74,2         | 75,4         | 68           | 63,3          | 50,5          | 779,5      |
| dont nombre de jours avec précipitations ≥ 1 mm  | 10            | 8,9          | 9             | 10,8         | 12,2         | 9,5          | 8,1          | 8,8          | 8,7          | 10,4         | 10,3          | 10            | 116,7      |
| dont nombre de jours avec précipitations ≥ 5 mm  | 3             | 2,5          | 2,8           | 4,5          | 6,2          | 4,9          | 3,7          | 4,3          | 4,2          | 4,3          | 4,1           | 3,1           | 47,6       |
| dont nombre de jours avec précipitations ≥ 10 mm | 1             | 0,7          | 0,8           | 1,9          | 3            | 2,5          | 2,2          | 2,4          | 2,7          | 1,8          | 1,9           | 1,1           | 21,9       |
| Nombre de jours avec neige                       | 4,8           | 4,7          | 2,6           | 1            | 0            | 0            | 0            | 0            | 0            | 0            | 1,5           | 3,7           | 18,3       |
| Nombre de jours avec grêle                       | 0             | 0,1          | 0,3           | 0,6          | 0,3          | 0,2          | 0,2          | 0,3          | 0,1          | 0            | 0             | 0             | 2,3        |
| Nombre de jours d'orage                          | 0,1           | 0,2          | 0,4           | 1,3          | 5            | 4,9          | 5,7          | 5            | 2,6          | 1            | 0,1           | 0,1           | 26,2       |
| Nombre de jours avec brouillard                  | 5             | 3,1          | 1,6           | 1,2          | 2,1          | 1,4          | 0,8          | 1,2          | 3,9          | 5,1          | 5,2           | 4,7           | 35,4       |

Dans les années 2010, la ville de Vichy a battu des records de température. Le 1er juillet 2015, elle a enregistré la température la plus élevée d'Europe avec 40,1 °C. Le record de température maximale en juillet a été battu le 24 juillet 2019 avec 41,3 °C, battant d'un dixième l'ancien record de 1983,.
La station de Vichy-Ville, ouverte en 1952, a enregistré un record de 41,3 °C le 31 juillet 2020.

## Urbanisme

### Typologie
Au 1er janvier 2024, Vichy est catégorisée centre urbain intermédiaire, selon la nouvelle grille communale de densité à sept niveaux définie par l'Insee en 2022.
Elle appartient à l'unité urbaine de Vichy, une agglomération intra-départementale regroupant treize communes, dont elle est ville-centre,,. Par ailleurs la commune fait partie de l'aire d'attraction de Vichy, dont elle est la commune-centre,. Cette aire, qui regroupe 50 communes, est catégorisée dans les aires de 50 000 à moins de 200 000 habitants,.
En outre, Vichy est la ville principale d'une zone d'emploi inter-départementale de 144 communes (dont huit dans le département du Puy-de-Dôme) et d'un bassin de vie inter-départemental de 30 communes (dont sept dans le département du Puy-de-Dôme).

### Occupation des sols
Plus des deux tiers de la superficie communale était urbanisée en 2011, selon la direction départementale des territoires de l'Allier. Le tableau ci-dessous montre la répartition de l'occupation du sol :
| Espace                                             | Part |
| -------------------------------------------------- | ---- |
| Espace urbanisé                                    | 68 % |
| Domaine public fluvial                             | 14 % |
| Domaine des parcs (thermal et le long de l'Allier) | 14 % |
| Espace agricole                                    | 3 %  |
| Espace boisé, naturel et en eau                    | 1 %  |
| Source : DDT Allier                                |      |

En dépit d'une baisse continue de la population de 1968 (33 506 habitants) à 1999 (26 528 habitants), Vichy affiche une densité de population de près de 4 500 habitants par kilomètre carré, favorisant le développement de l'automobile. Cependant, la répartition de la population est inégale en fonction des quartiers. Près de la moitié de la superficie communale (281,9 hectares sur 585) sont des espaces habités.

### Morphologie urbaine et quartiers
La ville définit onze quartiers. Deux d'entre eux ont été définis comme « quartiers prioritaires » en 2014 : Les Ailes – Port de Charmeil et Cœur d'Agglo (à cheval avec Cusset).

#### Les Ailes – Port de Charmeil

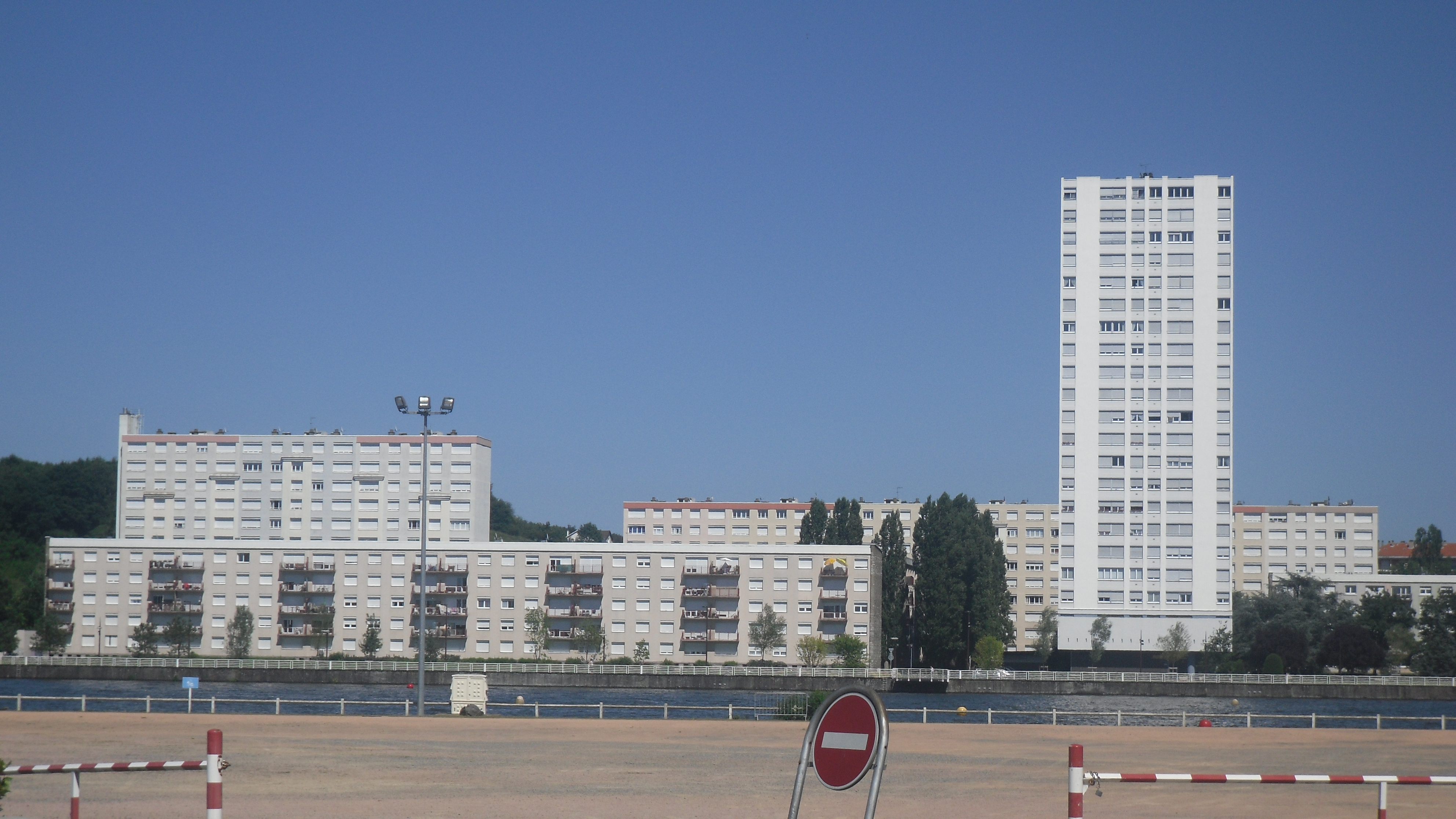
La cité des Ailes.

Les Ailes – Port de Charmeil est l'un des deux quartiers prioritaires de l'agglomération vichyssoise. Avec une population de 1 750 habitants et un revenu médian de 8 600 €, il bénéficie d'une bonne desserte par les transports en commun et de la présence d'une zone commerciale.
Les premiers bâtiments ont été construits dans les années 1960 et les axes de communication ont été créés en conséquence (boulevards du Maréchal-de-Lattre-de-Tassigny, du Maréchal-Franchet-d'Esperey et le pont de l'Europe) ainsi que le lac d'Allier inauguré en 1963. Dans les années 2010, la SEMIV — devenue Vichy Habitat en 2020 — a rénové les 574 logements de la cité afin de réduire les consommations énergétiques. Ces travaux se sont achevés en juin 2015 pour un coût de 14,7 millions d'euros,. Une partie du bâtiment H a été déconstruite afin de créer une nouvelle vue sur la rivière en mars 2013,.
Le site Port de Charmeil, situé plus au nord, près du collège Jules-Ferry, est géré par France Loire, et comprend une résidence rénovée au début des années 2010.

#### Les Bartins – Jeanne d'Arc – Beauséjour
Les rues des Bartins, de Beauséjour et la route de Creuzier sont les principales voies d'accès, avec des commerces implantés de part et d'autre de la rue des Bartins. La rue Jean-Jaurès relie les Bartins au centre-ville via le marché couvert. Les hauteurs du quartier, vers Beausoleil (à la limite avec Creuzier-le-Vieux), sont réservés à l'habitat individuel. Ce quartier est limité à l'ouest par le stade Darragon, une partie de l'esplanade du lac d'Allier à l'ouest et par le Sichon au sud. Son développement remonte à l'entre-deux-guerres et une église est édifiée.

#### République – Lac d'Allier
Des immeubles de plus de vingt mètres de hauteur ont été construits dès la mise en service du boulevard bordant la rivière. Certains habitants bénéficient d'une vue panoramique sur le lac d'Allier.

#### Champ Capelet
La rue d'Alsace dessert le centre communal d'action sociale.

#### Les Graves – Les Romains
Les boulevards des noms de ces quartiers constituent les principaux axes. Le premier, entre le Sichon et le carrefour entre la rue des Bartins et la zone industrielle de Cusset, marque la limite orientale du quartier et de la commune ; de l'autre côté, on retrouve des magasins de la zone commerciale des Peupliers. Des bâtiments basse consommation (BBC) ont été construits entre le Sichon et la rue du Pré-Fleuri rénovée.
Au sud de ce quartier, on retrouve une partie du quartier prioritaire Cœur d'agglo : la partie vichyssoise présente « un habitat diffus ».

#### Denière – Hôpital
Limité par l'avenue de Gramont au nord, les emprises ferroviaires de la gare à l'ouest, le centre hospitalier au sud et la rue de Vendée et le boulevard urbain à l'est.

#### Cœur de ville – Jaurès – Victoria
Le « cœur de ville » est à dominante commerçante. Les rues piétonnes rénovées à partir des années 1990 sont dotées d'un revêtement spécial. Les rues praticables aux véhicules à moteur et aux cyclistes sont à sens unique.
Dans le cadre de la redynamisation de l'activité commerciale de la ville, les rues principales desservant le quartier ont été rénovées : rue Clemenceau dans les années 1990, rue de Paris en 2011, rue du Maréchal-Foch en 2016, rue Wilson en 2018, rues Lucas et Sornin en 2019. Ce quartier est limité au sud par la rue du Maréchal-Joffre et à l'est par la gare.

#### Quartier thermal
Limité à l'ouest par le parc Napoléon-III et à l'est par la rue Georges-Clemenceau, il englobe aussi le parc des Sources et les passages reliant les rues Clemenceau et Wilson. Les établissements thermaux y sont implantés, ainsi que plusieurs hôtels de luxe. Sa desserte est assurée par l'avenue Pierre-Coulon (ouverte en 1984) et le boulevard des États-Unis.

#### Vieux Vichy
Il comprend le parc Kennedy par-delà le boulevard du même nom.

#### Quartier de France et de la Croix-Saint-Martin
En bordure de l'Allier, ce quartier, ébauché entre la rue de Nîmes (actuelle rue du Maréchal-Lyautey), l'avenue des Célestins et le parc des Bourins, a été construit à partir d'un terrain vague et aménagé seulement pendant l'entre-deux-guerres.
Les Docks de Blois, dernière friche industrielle de la commune, entre la voie ferrée et la rue du Maréchal-Lyautey, ont laissé place à un ensemble comprenant l'école de kinésithérapie, des logements et un supermarché de 1 500 m2. D'un coût de 15 millions d'euros, les travaux, qui ont commencé fin 2016 par la démolition des anciens bâtiments, se sont achevés au troisième trimestre 2018,.

#### Les Garets
Ce quartier s'étend jusqu'à la rue de la côte Saint-Amand.

### Logement
Le parc de logements à Vichy est globalement ancien : plus de la moitié des logements ont été construits avant 1949, selon les données de 2013. Des opérations programmées d'amélioration de l'habitat menées depuis 1991 ont permis la rénovation de plus de 3 100 logements. Ces projets de réhabilitation sont menés par Vichy Habitat — anciennement SEMIV (Société d'économie mixte immobilière de Vichy) —, qui gère aussi les logements locatifs de la commune.
De nombreux hôtels privés ont fait l'objet de projets de réhabilitation et transformation en appartements haut de gamme, dans le cadre de la loi Malraux. L'abondance de nouveaux logements risque de peser sur un marché locatif dont l'offre est déjà bien fournie dans l'ancien et où la demande reste limitée en raison de la fragilité du bassin d'emploi. Pour preuve, différents programmes locatifs neufs peinent à trouver un locataire malgré un important recours local à la publicité. Concernant l'accession à la propriété, Vichy représente en effet une destination attractive pour les personnes désireuses de bénéficier d'équipements et d'infrastructures dignes d'une grande agglomération sans en subir les inconvénients. C'est pourquoi les appartements en centre-ville, pour peu qu'ils offrent un niveau de prestations irréprochable en termes d'emplacement, stationnement, ascenseur, balcon… sont très recherchés. Sur ce plan, la demande est loin d'être saturée.
L'immobilier urbain est aussi en plein changement. Le quartier des Ailes, au nord de la ville, concentre les deux tiers du parc social locatif de la SEMIV ; 574 logements ont été rénovés entre 2013 et 2015 en vue de la création d'un écoquartier. La ville prévoit de réaliser 1 250 nouveaux logements d'ici 2040. D'autres projets sont également en cours :
- la construction de la résidence Tours et Charmilles à l'entrée de la ville[30] : en remplacement de l'ancien hôtel de Tours, ce projet porté par Vichy Habitat prévoit dix logements sur six niveaux, pour une livraison prévue en 2025[31] ;
- la réhabilitation du site de la Banque de France, fermé en 2006 : le projet immobilier Millésime 1853, porté par le groupe Cogedim, près du carrefour des Quatre-Chemins, prévoit 25 appartements de standing et une résidence seniors de 93 logements (avec la démolition de l'ancien cinéma Tivoli) pour une livraison prévue en 2025[30] ;
- l'ancien hôtel Régina (avenue Thermale), abandonné depuis trente ans[32] : porté par le groupe CIR, une cinquantaine de logements et un espace commercial sont prévus pour une livraison en 2025[30] ;
- l'îlot Gramont, près de la gare, avec 43 logements dont 39 sociaux et une surface commerciale ; les travaux débuteront en 2025 pour une livraison en 2027[33].

La part de logements sociaux, de 15 % en 2015, est en dessous des 25 % requis par la loi Duflot du 18 janvier 2013.
Vichy comptait, en 2020, 22 182 logements ; ce nombre est en augmentation par rapport à 2014 (20 972). Parmi ces logements, 70,0 % étaient des résidences principales, 8,2 % des résidences secondaires et 21,8 % des logements vacants ; c'est d'ailleurs la commune possédant le plus de logements vacants en France du fait des constructions liées aux nouvelles lois et de la désertification des anciens logements ; ce taux de vacance anormalement élevé se retrouve surtout dans le centre-ville. Ces logements étaient pour 20,8 % d'entre eux des maisons individuelles et pour 78,3 % des appartements.
Sur les 15 535 résidences principales, en 2020, 42,7 % sont des propriétaires, 55,3 % des locataires — la proportion de logements HLM loués vide est de 9,8 % — et 2,0 % sont logés gratuitement.

### Planification de l'aménagement
Le plan local d'urbanisme (PLU) a été approuvé par le conseil communautaire de Vichy Communauté en septembre 2017 et modifié à plusieurs reprises,.
La ville a également mis en œuvre un site patrimonial remarquable en vue de préserver et de valoriser le patrimoine dans une zone délimitée par les berges de l'Allier, l'hôpital, la gare ferroviaire, le marché, le quartier Jeanne d'Arc et le Sichon (AVAP, ex-ZPPAUP entrée en vigueur en 1997).

### Projets d'aménagement
Dans le quartier des Ailes, après la rénovation des logements, un écoquartier sera construit dans une zone à urbaniser ou à restructurer à court ou moyen terme, conformément au PLU (projet Vichy Lac, 843 logements à construire d'ici la fin des années 2030).
Les berges du Sichon, propriété des riverains, pourraient être réhabilitées avec la création d'un espace piétonnier allant jusqu'au centre de Cusset.
Il reste encore à réaliser les contournements qui doivent améliorer la desserte des communes de l'agglomération en rive gauche. Le contournement sud-ouest est ouvert depuis 2016 ; la mise en service du contournement nord-ouest, encore à l'étude, est prévue dans les années 2020.

### Voies de communication et transports

#### Voies routières

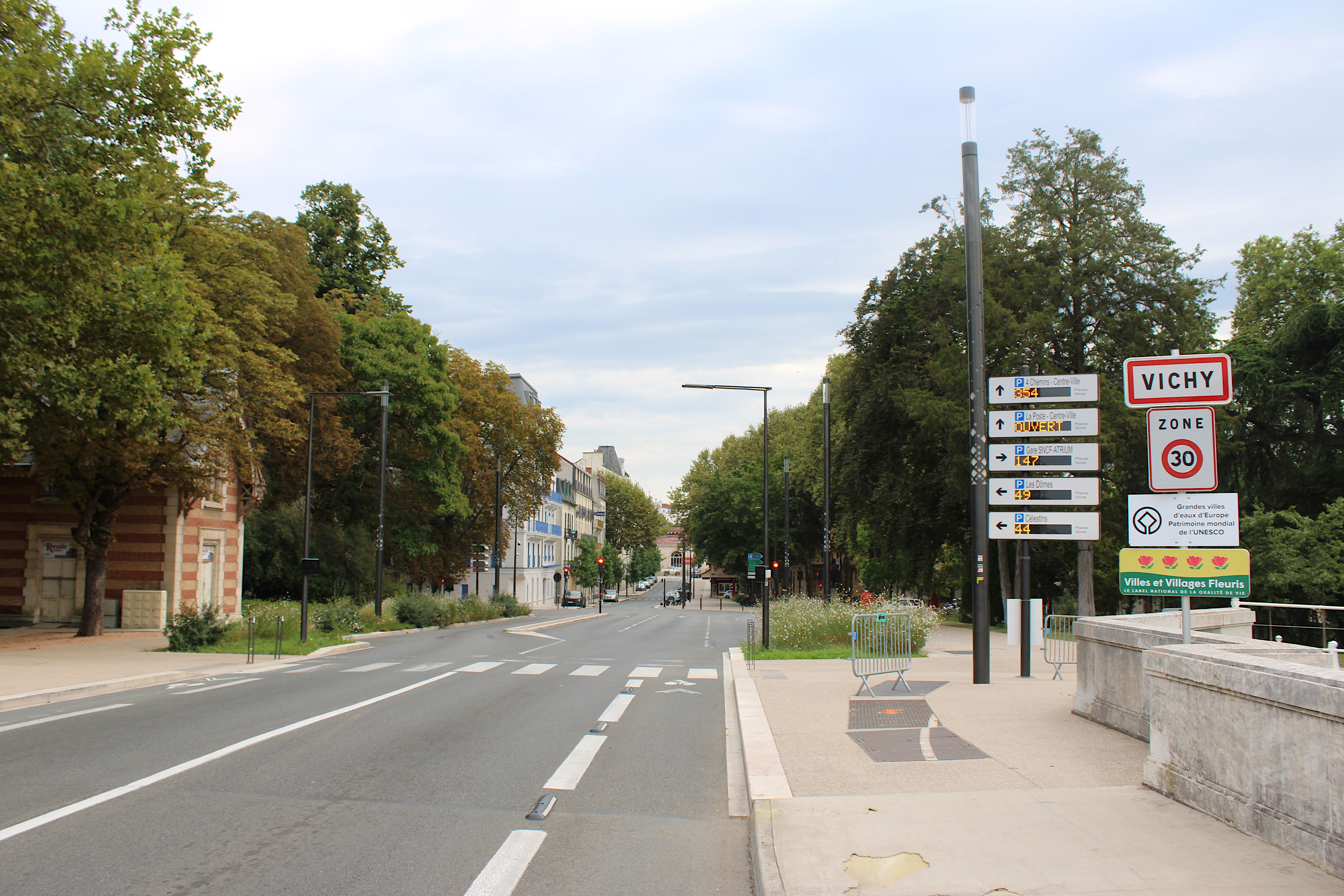
Entrée de Vichy depuis le pont Jacques-Chirac, en septembre 2024.

Vichy a longtemps été à l'écart des grands axes routiers. En 2009, elle était encore le seul bassin de France de plus de 70 000 habitants à ne pas bénéficier d'un accès autoroutier, selon le député Gérard Charasse.

##### Réseau classé
En 2015, le prolongement de l'autoroute A719, reliant l'autoroute A71 à l'ouest de Gannat aux portes de la ville (plus précisément sur la commune d'Espinasse-Vozelle), ainsi que, l'année suivante, du contournement sud-ouest (RD 906 longue de 18,6 km et ouverte le 2 février 2016) ont permis une meilleure desserte de l'agglomération. L'autoroute A89 est à 35 km au sud, en direction de Thiers.
La route départementale 2209 reste l'un des principaux axes majeurs de circulation. Celle-ci relie Gannat à la station thermale via le pont de Bellerive (appelé aussi pont Aristide-Briand et, depuis avril 2023, le pont Jacques-Chirac) et continue vers Cusset et, au-delà de Creuzier-le-Neuf en tant que route nationale 209, vers Varennes-sur-Allier et Moulins.
La route départementale 906e (ancienne RD 906) dessert le sud de l'agglomération (Abrest, Saint-Yorre) et continue comme RD 906 vers Thiers et Le Puy-en-Velay.
Le réseau routier départemental est complété par cinq autres routes assurant une desserte locale : la RD 126 reliant Cusset à Abrest par la Côte Saint-Amand ; la RD 259 à l'est de la commune (portion de l'avenue de la République), la RD 270 en direction du Vernet, la RD 326 correspondant à l'avenue des Célestins et la RD 426 vers Abrest par le camping de la Croix Saint-Martin.

##### Les ponts
Le passage de la rive droite à la rive gauche de l'Allier s'effectue par des ponts gérés par le département :
- depuis le pont de Bellerive (ou pont Aristide-Briand, ou pont Jacques-Chirac depuis 2023, portion de la RD 2209), la RD 1093 dessert le sud-ouest de l'agglomération (Bellerive-sur-Allier, Randan et Clermont-Ferrand) tout comme la RD 984 commençant à Bellerive-sur-Allier ;
- depuis le pont de l'Europe, la RD 6e permet d'accéder au parc omnisports Pierre-Coulon, ainsi qu'à la RD 6 en direction de l'autoroute, de Charmeil et des autres communes de l'agglomération situées en rive gauche.

##### Réseau routier communautaire et communal
Dans le but de fluidifier la circulation routière à l'intérieur de son périmètre, la communauté d'agglomération de Vichy Val d'Allier (puis Vichy Communauté) a construit un boulevard urbain à la limite entre les communes de Vichy et de Cusset. Il a été mis en service par étapes, d'abord entre la RD 2209 et le centre hospitalier Jacques-Lacarin en 2013, puis vers le nord, en direction de la zone commerciale et industrielle des Graves, à Cusset en 2017, Creuzier-le-Vieux depuis le 1er avril 2021, et vers le quartier des Garets le 21 mars 2022. Cette portion de route, appelée « avenue de la Liberté », dessert les équipements structurants de l'agglomération (hôpital Jacques-Lacarin, cité scolaire Albert-Londres, zone commerciale des Graves).
Il existe plus de 10 000 places de stationnement, dont plus de 1 300 payantes essentiellement dans le centre-ville. La ville compte quatre parkings souterrains accessibles au public (La Poste, Les Quatre Chemins, Célestins et Les Dômes) plus un parking de surface géré par une entreprise privée (celui situé derrière la gare SNCF).

#### Modes actifs
Entre 2007 et 2014, l'esplanade du Lac-d'Allier, puis le quai d'Allier et les chemins longeant la rivière sur le parc Napoléon-III, situés le long de la rivière éponyme, ont été rénovés, contribuant au développement des modes actifs. En 2022, la ville a instauré un code de la rue pour améliorer la cohabitation entre les automobilistes d'une part et les modes actifs (piétons, cyclistes…) d'autre part.

##### Voies piétonnes

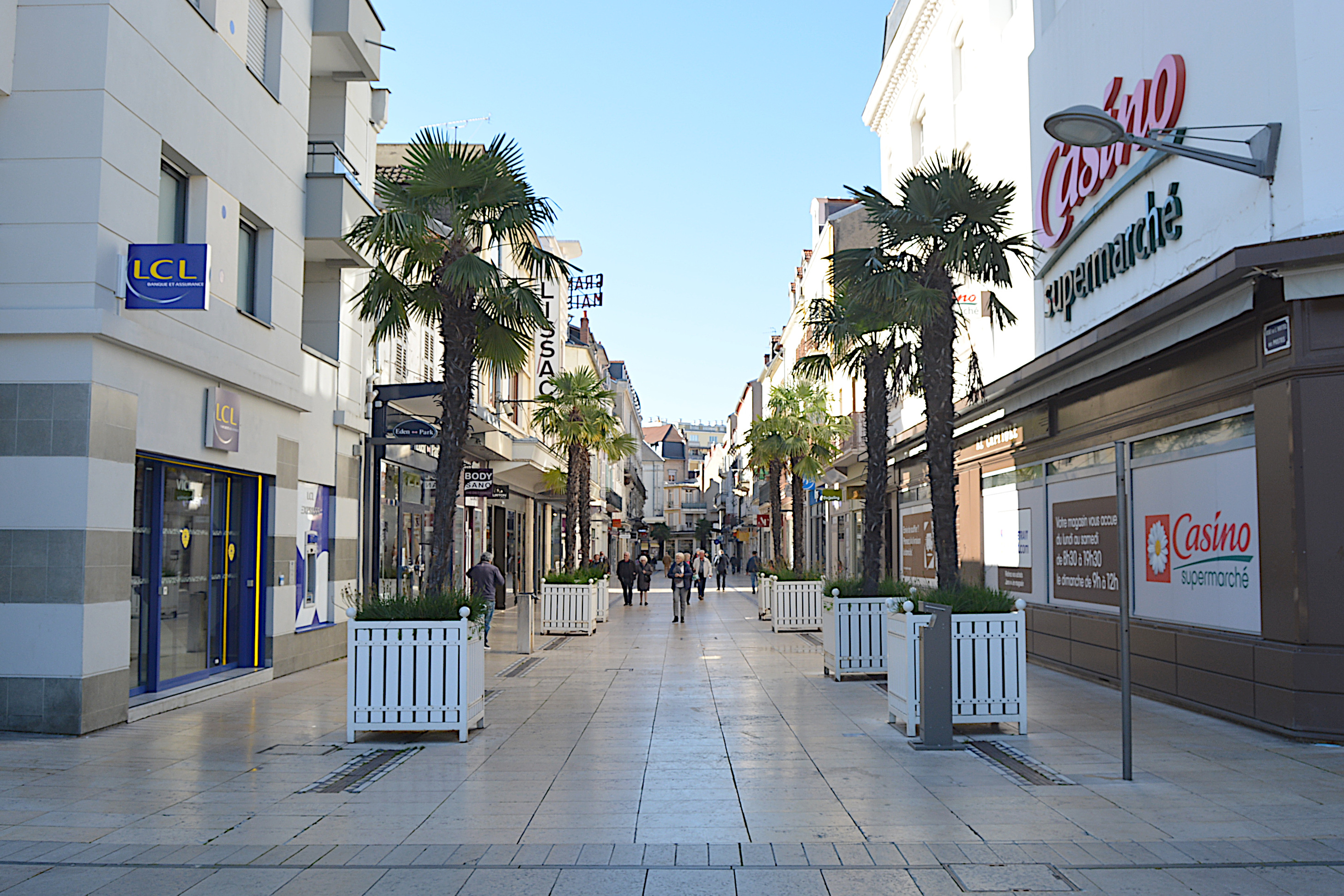
Rue de l'Hôtel-des-Postes, archétype des rues piétonnes du centre-ville de Vichy.

Depuis 1992, la ville de Vichy embellit le centre-ville pour « affirmer la vocation commerciale ». Les rues commerçantes et piétonnes (dont les passages) sont rénovées avec un revêtement comprenant des dalles en calcaire de Rocheret, des frises en lave émaillée et marbre, ainsi que du mobilier urbain adapté et harmonisé.
Selon une étude de la FNAUT de 2020, Vichy est placée en tête des villes où l'on circule le plus à pied, avec 44 % des déplacements réalisés en centre-ville. Le 2 octobre 2023, le conseil municipal de Vichy a présenté un « plan piéton » comprenant la piétonisation temporaire de certaines rues aux sorties des écoles ou définitive.

##### Aménagements cyclables

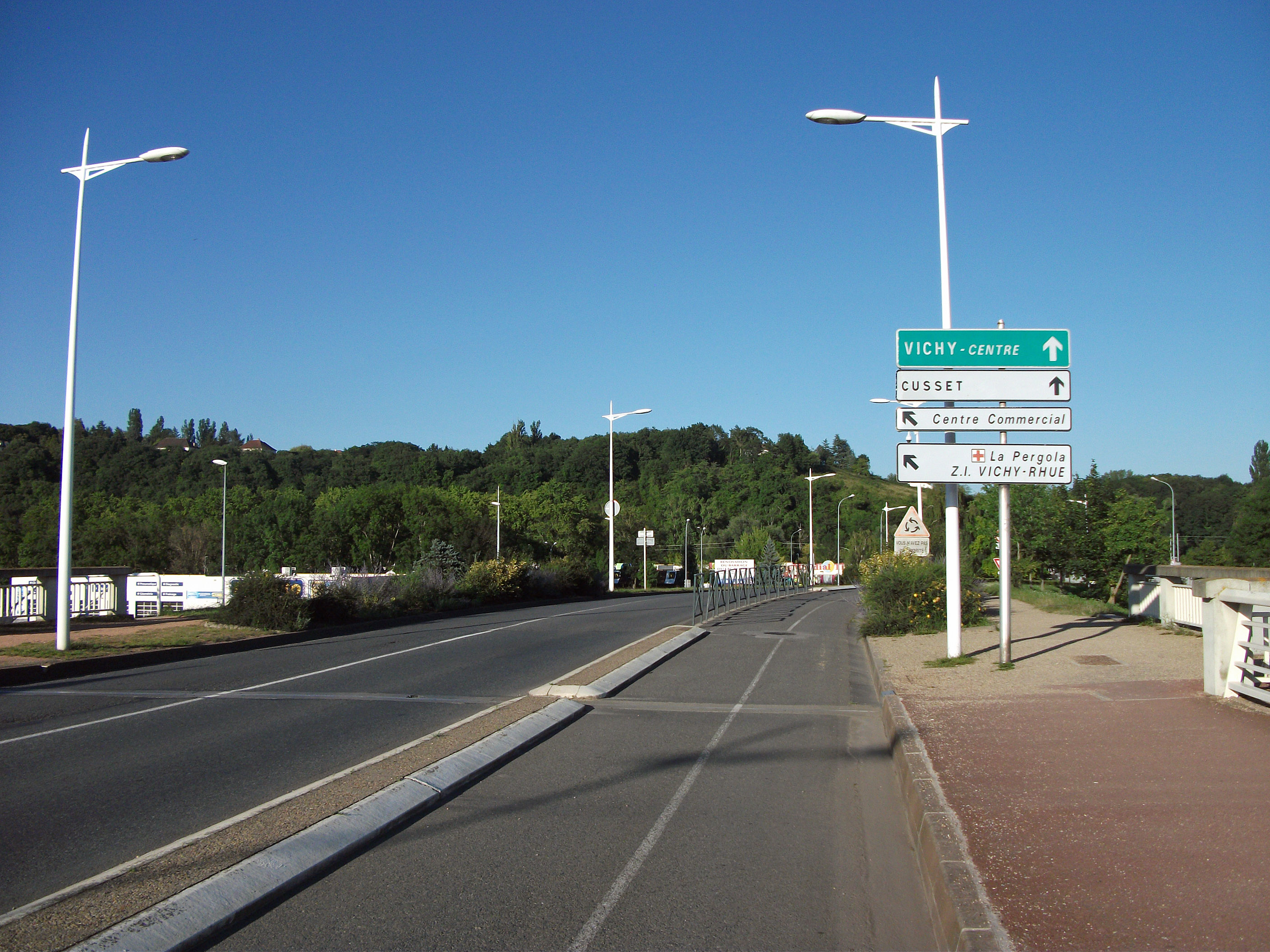
Aménagement cyclable sur le pont de l'Europe, en juillet 2014.

Les aménagements cyclables sont nombreux, notamment avec le réaménagement d'axes majeurs. La ville revendique plus de 220 places de stationnement pour les vélos.
Dans le quartier des Ailes, une piste cyclable longe une partie de l'allée des Ailes jusqu'au collège Jules-Ferry au nord jusqu'à la rue de Beauséjour.
Depuis fin juin 2011, un itinéraire cyclable est créé entre l'avenue de Lyon et le pont de Bellerive, empruntant uniquement des chemins existants, sur une longueur d'environ 1,7 km. Le coût de cet aménagement, incluant les parkings vélos, s'élève à 127 000 €,. Il s'inscrit dans le prolongement d'un autre itinéraire cyclable créé l'année précédente entre le pont de Bellerive et le stade aquatique. Il est complété par des itinéraires cyclables départementaux (Cusset, Lapalisse, Saint-Pourçain-sur-Sioule, Randan).
En 2020, la communauté d'agglomération Vichy Communauté a réalisé la Via Allier, itinéraire de 27 km de long distinct de la véloroute 70 reliant Nevers à Palavas-les-Flots.
Les double-sens cyclables sont généralisés avec la mise en place du « plan piéton ».

#### Transport fluvial
Deux lignes de navettes fluviales, non intégrées au réseau de transports urbains, assurent des liaisons entre les deux rives de l'Allier entre mai et septembre. La ligne 1, fonctionnant de mai à septembre, relie le port de la Rotonde au golf (ou à l'hippodrome les jours de courses), tandis que la ligne 2, fonctionnant de juillet à septembre, relie le pont Jacques-Chirac aux terrains de camping de la rive gauche.
Ces lignes sont assurées avec les navettes La Mouette II et La Pastille.

#### Transports en commun

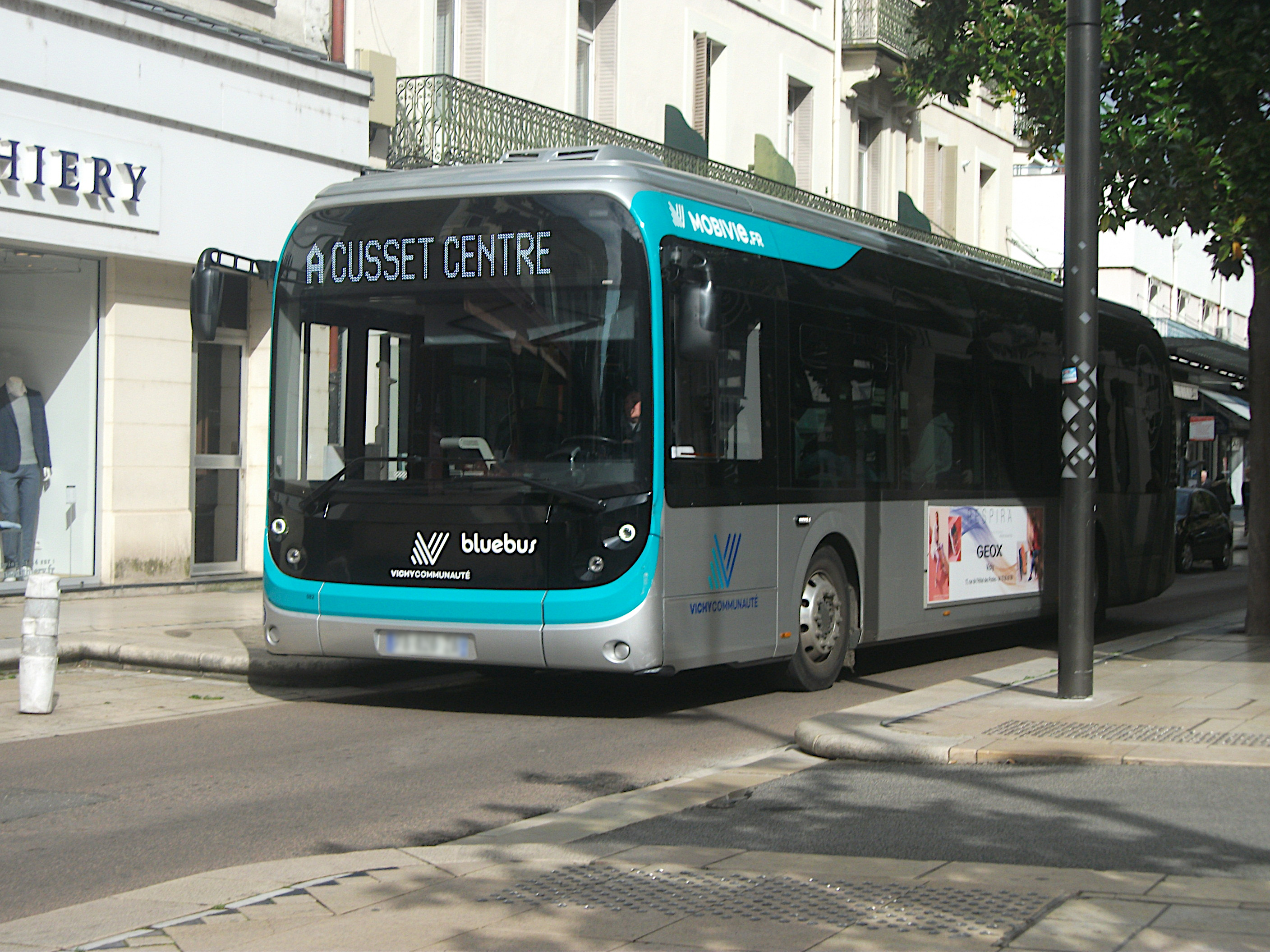
Un bus du réseau MobiVie (arrêt Clemenceau), en mars 2020.

Le réseau de transports urbains MobiVie dessert six communes de l'agglomération de Vichy. Entré en service en 2010, il est composé de huit lignes (dont sept parcourent Vichy) et fonctionne de 6 h 20 à 20 h. La ligne A est la ligne majeure du réseau, desservant le quartier des Ailes, le centre-ville et la gare SNCF à raison d'un bus toutes les vingt minutes en semaine, en période scolaire.
Vichy est desservie par les lignes régionales B02 (Saint-Pourçain-sur-Sioule, Montmarault et Montluçon), B05 (Gannat, Bellenaves et Chantelle) et B06 (Lapalisse et Le Donjon) du réseau Cars Région Allier, ainsi que par les lignes P03 (Thiers, Ambert et Arlanc), P28 (Randan, Maringues et Joze) et P55 (Saint-Yorre et Châteldon) du réseau Cars Région Puy-de-Dôme, gérés par la région Auvergne-Rhône-Alpes.
Des autocars régionaux TER assurent les correspondances avec les trains en provenance de Paris et Lyon aux destinations de Gannat et Montluçon, au départ de la gare routière située au sud de la gare ferroviaire.
Depuis 2019, une ligne FlixBus dessert la ville. Elle relie Saint-Étienne à Paris et aux aéroports parisiens (Orly et Roissy) à raison d'un départ et d'un retour nocturnes.

#### Transport ferroviaire

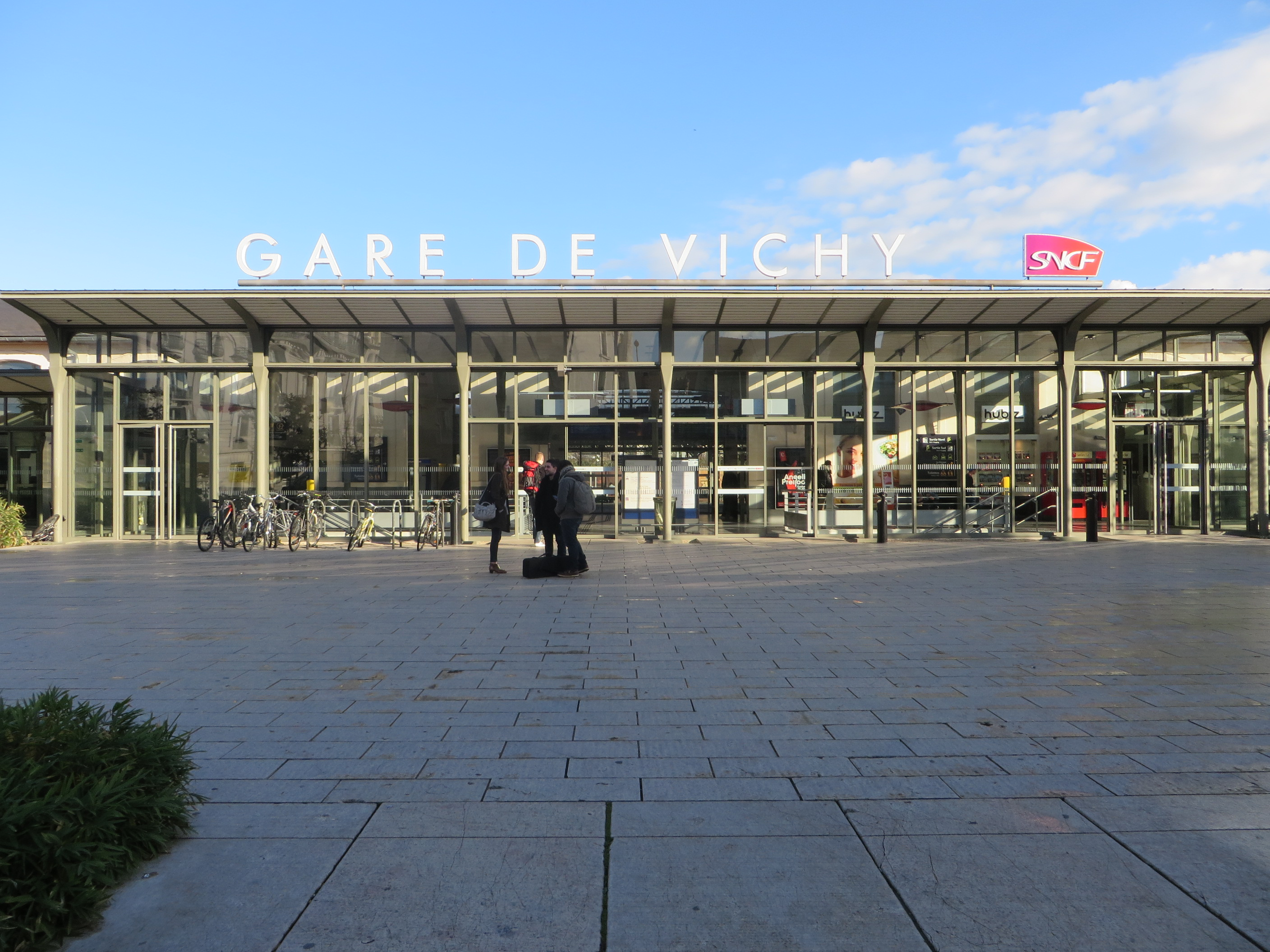
Parvis de la gare SNCF de Vichy, en 2015.

Vichy est desservie par les trains Intercités (à réservation obligatoire) reliant les gares de Paris-Bercy (2 h 55 de trajet environ) et de Clermont-Ferrand ainsi que des TER Auvergne-Rhône-Alpes aux destinations principales :
- vers le nord, Moulins (35 min) et Saint-Germain-des-Fossés en 10 min (et parfois au-delà) ;
- vers l'est, Lyon-Perrache (2 h) via Lyon-Part-Dieu (1 h 50) avec arrêts systématiques à Roanne (45 min) et Tarare ;
- vers le sud, Clermont-Ferrand (31 min), avec arrêt systématique à Riom - Châtel-Guyon (22 min) ; certains trains continuent plus au sud.

La rénovation de la gare et de ses environs, menée à la fin des années 2000, a permis de revaloriser cette extrémité orientale du centre-ville et d'améliorer les échanges des voyageurs avec un pôle d'échanges intermodal, géré par la communauté d'agglomération. En 2012, la gare accueillait 1,2 million de voyageurs ; elle se place en deuxième position (dans l'ancienne région) après celle de Clermont-Ferrand en trafic voyageurs. Cette liaison ferroviaire bénéficie d'une meilleure compétitivité par rapport à la route du fait d'un temps de parcours très faible (trente minutes de gare à gare).

#### Transport aérien
Vichy est située à 35 minutes de route de l'aéroport de Clermont-Ferrand-Auvergne et à deux heures de l'aéroport de Lyon-Saint-Exupéry.
L'aéroport de Vichy-Charmeil, le plus proche, qui lors de la grande période thermale, accueillit des vols réguliers n'accueille plus aujourd'hui que des vols privés. Il est situé à 295 km à vol d'oiseau de l'aéroport d'Orly.

### Risques naturels et technologiques
Le territoire de la commune de Vichy est vulnérable à différents aléas naturels : inondation, séisme (sismicité faible) et retrait-gonflement des argiles. Il est également exposé aux risques technologiques suivants : rupture de barrage, transport de matières dangereuses, et à un risque particulier, le risque radon. Il existe un DICRIM.

#### Risques naturels
Située en bordure de la rivière Allier, la commune est concernée par le risque d'inondation. Elle a connu plusieurs inondations dues aux crues de la rivière et de ses affluents (1846, 1856, 1866, 1943 et 1973). La dernière crue remonte à décembre 2003 pour l'Allier et à mai 2012 pour le Sichon. Des plans de prévention du risque inondation ont été approuvés sur les bassins Allier (prescription le 27 mai 1998) et Sichon - Jolan en juillet 2001. Un deuxième PPRi a été prescrit le 5 octobre 2016 et approuvé le 17 octobre 2018 concernant l'agglomération de Vichy, pour l'aléa « crue à débordement lent de cours d'eau », et un troisième PPRi concernant les affluents de l'Allier est en cours d'élaboration (prescription le 13 décembre 2018) pour l'aléa « crue torrentielle ou à montée rapide de cours d'eau ».[Passage à actualiser]
Des digues de protection ont été construites en bordure de l'Allier au droit des parcs Napoléon-III et Kennedy. Celles-ci sont classées en catégorie B : leur hauteur est supérieure à un mètre et plus de mille habitants résident dans la zone protégée par ces digues. La ville est identifiée comme un territoire à risque important d'inondation par un arrêté préfectoral du 26 novembre 2012.
En cas de crue équivalente à celle de 1866 (hauteur 4,06 m, débit 3 720 m3/s), l'inondation pourrait affecter 4 000 personnes et, dans la commune, le quartier des Ailes.
Le risque mouvement de terrain concerne l'agglomération, puisque deux communes proches (Abrest et Cusset) ont connu des glissements de terrain causés par les formations sédimentaires. Un PPR « retrait-gonflement des argiles » a été approuvé le 22 août 2008. La commune de Vichy se situe en grande partie dans la zone d'aléa faible, à l'exception de la partie sud-est, qui est en zone d'aléa fort.
Enfin, la commune est soumise au risque sismique : comme la majorité des communes du département, elle se classe en zone de sismicité de niveau 2 (faible) depuis le 1er mai 2011.

#### Risques technologiques
La commune est aussi soumise à deux risques technologiques :
- le risque « rupture de barrage », avec le barrage de Naussac soumis à un plan particulier d'intervention en Lozère ;
- le risque transport de matières dangereuses, car certaines routes supportaient un trafic supérieur à 5 000 véhicules par jour en 2011.

Il existe trois installations classées répertoriées dans la commune et 47 sites présents dans la base de données BASIAS établie par le BRGM.

## Toponymie

### Nom de la localité
Le nom de la localité est attesté sous les formes Vichei en 1067, de Vicherio en 1165, 1184, 1188, de Vicheyo en 1220, [Joh.] Vicherii en 1267, Vichac en 1293, Vicheir en 1307, Vichier en 1331, Vichy en 1351, Vichiacus en 1373.
Albert Dauzat et Charles Rostaing (qui ne citent aucune forme ancienne) ont vu dans Vichy une formation toponymique en (-i)-acum, suffixe d'origine gauloise marquant la propriété. Il a régulièrement abouti à la finale -y dans les régions de langue d'oïl, alors qu'il a donné la finale -ac dans les régions de langue d'oc (ou -at en Auvergne et Limousin). Billy localité du même département, située 13 km au nord, a subi la même évolution phonétique du suffixe -(i)acum et correspond à la forme d'oc Bilhac (Corrèze). Selon eux, le suffixe -acum est précédé du nom de personne gallo-romain Vippius. Pour l'évolution phonétique du premier élément Vipp(i)- > Vich(i)-, on compare avec Clichy attesté sous les formes Clipiacum en 652; Clippiaco en 717.
Ernest Nègre rejette cette explication, bien qu'elle soit confortée par la forme la plus ancienne (-(i)acum ayant régulièrement abouti à -ei au Moyen Âge). De plus, il ne tient pas compte de toutes les formes plus tardives indiquant l'évolution régulière de ce suffixe (-eyo, -ac, -y et -acus) et préfère ne retenir que celles en -eri-, -ier-, -eir-, issu de -ARIU qui est un suffixe constituant le nom de personne roman Vicarius. En ce cas, cet anthroponyme est pris absolument. Le nom commun latin vicarius est à l'origine des mots nord-occitan vigier et occitan viguier « magistrat chargé d'administrer la justice au nom des comtes ou du roi dans les provinces du Midi » et du français vicaire, emprunt savant au latin. On note également l'existence d'un nom de famille Vichier attesté au XVIIe siècle dans la région.
Remarque : on observe parfois des confusions de suffixe, comme celle qui a affecté le nom de la commune d'Aizier (Eure, Aysiacus en 1025, Aisi en 1215), désignée régulièrement Aizy jusqu'au XVe siècle, avant d'être supplantée définitivement par Aizier.
La ville fut désignée sous le nom de Vichy-les-Bains au moins jusqu'au XIXe siècle,,.

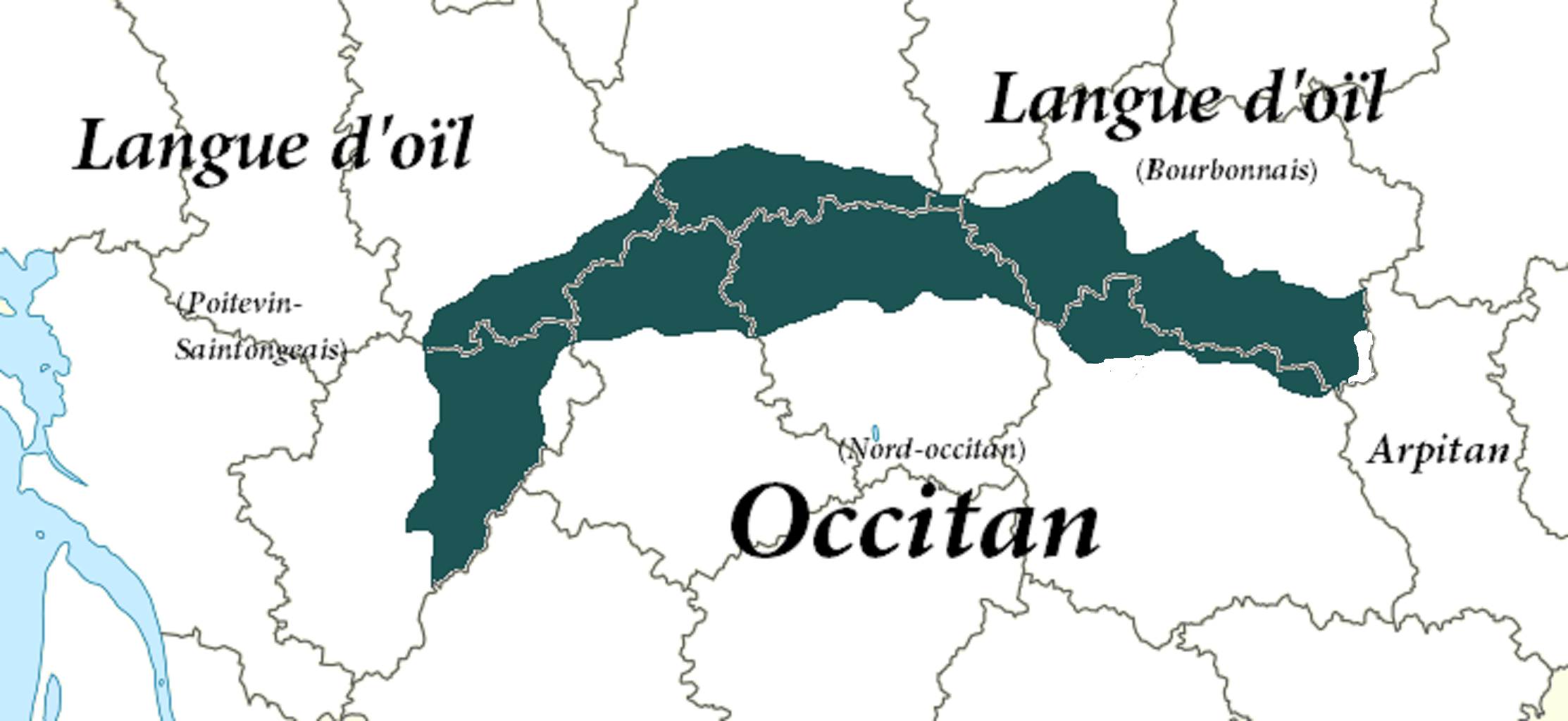
Aire linguistique du Croissant selon lAtlas sonore des langues régionales (CNRS, 2022) Vichy est la deuxième plus grande ville du Croissant.

### Nom des habitants
Les habitants de la commune sont appelés les Vichyssois, mot francisé du XIXe siècle, car, vers 1868, on parlait des Vichois. Valery Larbaud utilise le terme de Vicaldiens, forme inventée à partir du nom latin fantaisiste de la ville *Aquae calidae (« eaux chaudes »).
Il ne faut pas utiliser le terme de Vichystes qui doit être réservé exclusivement pour désigner les partisans du régime de Vichy. Contrairement à ce qu'affirment certaines éditions des deux dictionnaires les plus utilisés en Français (Larousse et Robert), les deux termes ne sont pas interchangeables et ne l'ont jamais été,.

### Langue régionale

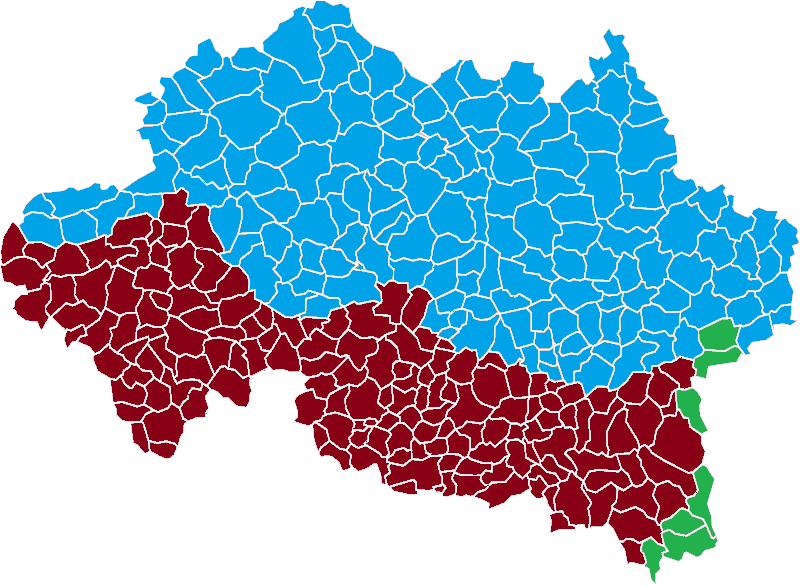
Carte linguistique du Bourbonnais selon lAtlas sonore des langues régionales de France (2020). En bleu, le bourbonnais d'oïl. En rouge sombre : le bourbonnais du Croissant. En vert : les parlers arpitans.

La région de Vichy fait partie de l'aire linguistique du Croissant,, une zone de transition où se rejoignaient et se mélangeaient la langue d'oc et la langue d'oïl,,. Le nom de la ville en bourbonnais du Croissant est Vichèi.
Vichy est avec Montluçon une des deux villes de cette aire dans l'Allier et la deuxième plus grande ville de toute l'aire du Croissant,.
À Vichy on parlait le bourbonnais du Croissant au sens strict tandis qu'à Montluçon on utilisait traditionnellement le parler croissantais marchois, plus proche de celui de la Creuse que celui de Vichy. Les deux tiers nord de l'Allier parlaient, quant à eux, le bourbonnais d'oïl, lui-même variante du berrichon. La région de Vichy et son parler du Croissant recevait aussi des influences du Francoprovençal parlé dans le Forez mais aussi dans quelques communes de l'Est de la Montagne bourbonnaise.

## Histoire

### Préhistoire
Le site de Vichy, pourtant largement fouillé, n'a pratiquement pas livré d'artefacts préhistoriques - contrairement à ses environs proches comme la vallée de la Sioule où Jenzat et Bègues par exemple sont occupées à l'âge du bronze, et Varennes-sur-Allier et Néris-les-Bains ont clairement un passé gaulois. Il est donc fort probable que l'emplacement de Vichy était occupé par les eaux jusqu'à un passé relativement proche.

### Antiquité

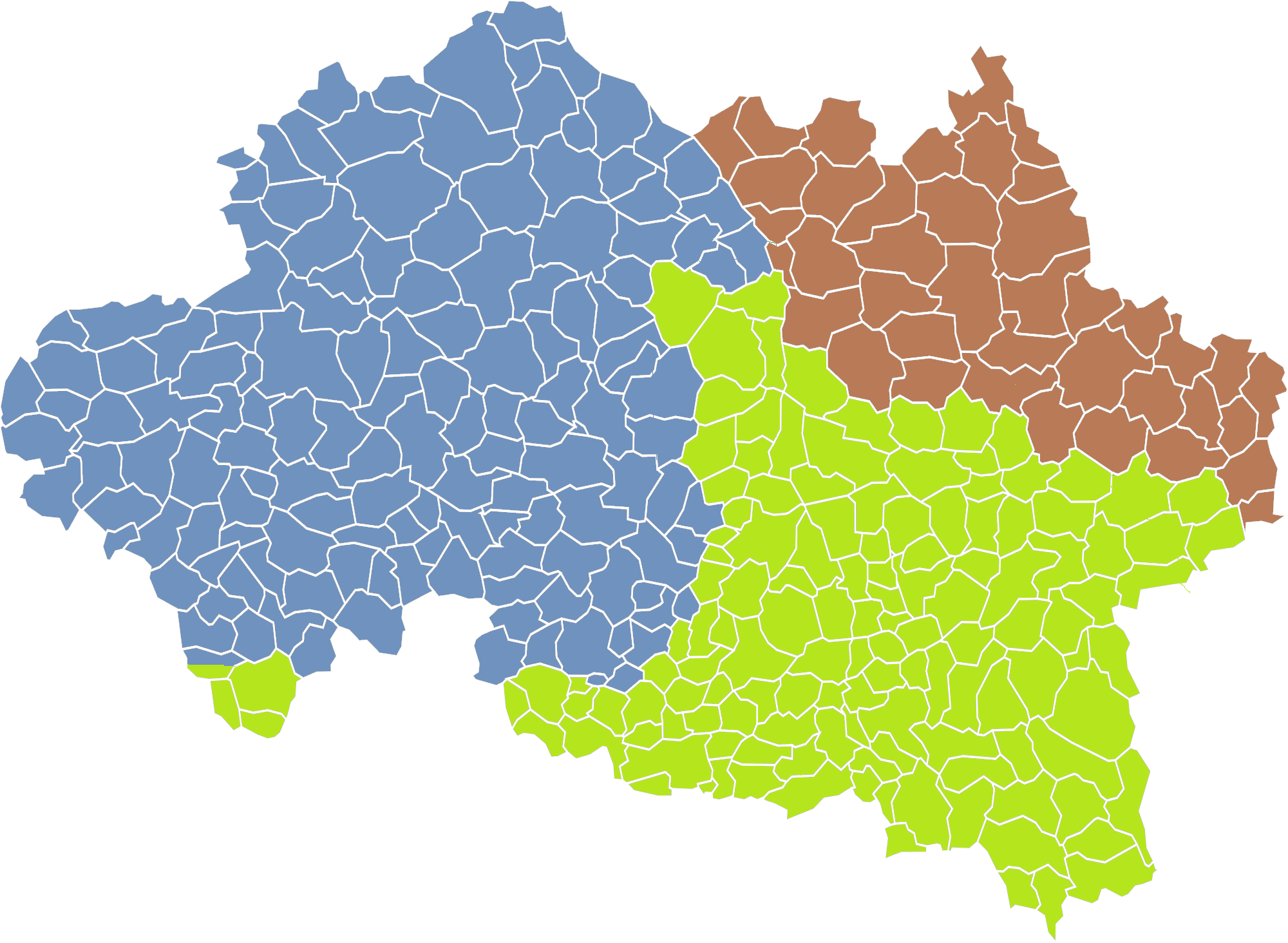
Les peuples gaulois du département de l'Allier. En vert les Arvernes (avec Vichy), en marron sont les Éduens (avec Moulins), et en bleu, les Bituriges (avec Montluçon).

Après le retrait des eaux, la présence d’un gué sur le Flumen Elaver (Allier) et de sources aux vertus thérapeutiques ont dynamisé les établissements humains à cet endroit.
Pendant la période gauloise un bourg, le futur Vichy, se trouve à l'extrémité septentrionale du territoire arverne, proche des territoires de deux autres peuples puissants de la Gaule, les Éduens (au nord et à l'est) et les Bituriges (au nord-ouest). Il y passe probablement une voie reliant deux « capitales » gauloises, Gergovie, cité arverne à quelques kilomètres au sud de l'actuelle Clermont-Ferrand, et Bibracte, cité éduenne sur le mont Beuvray dans le Morvan.
C'est probablement à l'emplacement de Vichy ou non loin que Jules César fait construit un pont en bois en 52 av. J.-C., à son retour du siège de Gergovie (voir l'article « Histoire des ponts de Vichy »).
Plus tard, les gallo-romains développent ce bourg qu'ils appellent Aquis Calidis (les « eaux chaudes » en latin). Des artefacts antiques démontrent l'existence d'activités telles que le coulage de bronze, la forge et la fabrication de pièces de monnaie dès le Ier siècle de l'ère chrétienne, mais l'activité dominante est la poterie qui se développe principalement de l'époque des Flaviens jusqu'au IIe siècle. On a retrouvé plusieurs ateliers et de nombreux produits de leur fabrication : céramiques sigillées produites manuellement ou moulées, figurines d'argile, bols de céramique glaçurés au plomb, d'autres décorés à l'engobe épaissi d'argile ou émaillés au mica, en production courante ou en travail fin. On a trouvé des lampes en terracotta du Ier siècle de notre ère, rarement découvertes dans cette région de la Gaule centrale (Bourbon-Lancy et Lezoux en ont également révélées).
Les principaux ateliers de la ville sont :
Atelier à l'emplacement de la gare SNCF
Découvert à l'occasion de la construction en 1861 et 1862 de la voie ferrée entre Saint-Germain-des-Fossés et Vichy, cet atelier comprend 14 fours étudiés par Alfred Bertrand<. La moitié de ces fours a une forme circulaire (diamètre 0,70 m à 1,20 m), 3 sont carrés, 2 sont rectangulaires et 2 sont trapézoïdaux. Ils ne sont peut-être pas contemporains et certains ont subi des remaniements (au moins le four no 8, passé d'une forme trapézoïdale à une forme elliptique). Divers outils et accessoires accompagnent ces fours : calibre en bronze de l'extérieur du galbe de certains bols, broyeurs en marbre, cylindres à pétrir en grès fin, fragments de gazettes à courant d'air, creuset ovoïde pour fondre les émaux, demi-vase à suspendre pour contenir de l'eau (pour que les potiers puissent s'humecter les doigts), lissoir en marbre, etc. En activité à partir de la fin du Ier siècle et au IIe siècle, cet atelier aurait produit de la sigillée, des lampes à huile, des figurines de terre blanche, des manches de patères et des masques scéniques.
Atelier de la rue Desbrest
En 1862 A. Bertrand trouve un lot de figurines en terre blanche et suggère la possibilité de l'existence d'un atelier de poterie. En 1924 le Dr. Morlet confirme cette supposition et situe l'atelier entre la rue Beauparlant (« où furent autrefois mis au jour plusieurs fours de potiers ») et la rue Desbrest, à environ 400 m à l'ouest de la gare SNCF. Morlet n'y trouve pas de four mais une roue de potier et un fragment d'une autre, des biberons de barbotine et des vases recouverts de glaçure plombifère (oenoché, gourdes, tasses ansées) qui donnent à penser que cet atelier était actif au Ier siècle.
Les découvertes dans la rue Beauparlant incluent des figurines, quelque 60 bustes d'hommes et de femmes, et de nombreux petits vases en forme de pomme de pin.
Four de l'impasse Victoria (environ 600 m à l'ouest de la gare SNCF)
Découvert en 1977, il est accompagné de plusieurs outils et accessoires dont des moules de flacons piriformes (forme Déch. 62) ou fuselés à panse conique (forme Déch. 58) ; des moules de vases zoomorphiques ; deux poinçons-matrices gravés l'un d'un petit cercle avec un point en son centre et l'autre d'un grand demi-cercle ; divers instruments dont des polissoirs en pierres (silex, schiste)… Spécialisé dans la céramique à glaçure plombifère, cet atelier aurait fonctionné au Ier siècle à l'époque flavienne, (69-96).
Rue Roux-Baudrand
L. Mosnier indique avoir vu des restes de four au no 4 de cette rue située dans le nord de la ville antique, mais aucune confirmation ultérieure n'est venue corroborer cette trouvaille.
Rue Rambert
A. Bertrand y signale un atelier qui y aurait fabriqué des lampes mais aucun four n'y a été trouvé.
Terre-Franche
Découvert en 1846, Terre-Franche participe du travail de poterie à Vichy sans en être pleinement, puisque cet atelier se tient sur la rive gauche en face de la ville ou peu s'en faut. Mais il mérite d'être cité ici car c'est le principal atelier de Vichy et de ses environs immédiats.
Noter aussi l'atelier de Saint-Rémy-en-Rollat à moins de 10 km au nord de Vichy, avec sa production de sigillées parmi les plus anciennes en Gaule.
Les thermes participent aussi de cette industrie potière, ce dont témoigne la grande quantité de tasses et gobelets thermaux datant des Ier et IIe siècles et dont de nombreux modèles semblent directement inspirés de modèles antérieurs à l'arrivée des Romains - ce qui laisse présager que les Gaulois les ont précédés quant à l'utilisation thérapeutique des eaux de Vichy,.
Durant les deux premiers siècles, Vichy connaît ainsi une prospérité économique grâce à sa poterie et aux thermes. La ville se trouve sur la route romaine entre les villes d'Augustodunum (actuelle Autun) et Augustonemetum (actuelle Clermont-Ferrand) (une borne milliaire de cette route est aujourd'hui exposée à Vichy).
À la fin du IIIe siècle, Dioclétien entreprend une vaste réorganisation administrative et cadastrale. À cette époque apparaît le toponyme Vipiacus (domaine agricole d'un certain Vipius) qui, par évolution phonétique devient Vichiacus puis Vichèi en parler du Croissant prononcé jusqu'à nos jours [vi'she] ou [vi'shje] et que l'on écrit Vichy en français.

### Moyen Âge
En 1344, l'ancienne viguerie de la Maison de Vichy, qui était devenue une prévôté, puis une des dix-sept châtellenies du Bourbonnais, passe en partie, par échange, aux mains des Bourbons : par acte du 2 septembre 1344, le prince Jean II le Bon cède au duc Pierre Ier de Bourbon la châtellenie de Vichy.
Après l'acquisition du 6 décembre 1374 de la dernière part du château de Vichy par Louis II de Bourbon, Vichy est rattachée au Bourbonnais. En 1394, Vichy appartient tout entière au « bon duc Louis II ».
En 1410, le couvent des Célestins est fondé avec douze religieux. Un bâtiment situé au-dessus de la source des Célestins est encore visible.

### Époque moderne
Après la trahison du connétable de Bourbon, en 1523, et la confiscation du Bourbonnais, Vichy devint ville royale.
En 1527, le Bourbonnais est rattaché à la Couronne de France. C'est vers cette époque — approximativement entre 1524 et 1555 — qu'un pont est construit à cent mètres en amont de l'actuel pont de Bellerive. Les pilotis encore visibles sont pour la plupart du temps immergés par la retenue du lac d'Allier réalisée entre 1959 et 1963.
En 1594, année de fin des guerres de Religion, Vichy aura été assiégée, prise et dévastée plusieurs fois, notamment en 1568 par le capitaine Poncenat, en 1576 par le prince de Condé et 1590 par le marquis Honoré d'Urfé,.
À partir de la fin du XVIe siècle et du début du XVIIe siècle, les curistes viennent se soigner à Vichy où les eaux acquièrent rapidement une réputation quasi miraculeuse, en particulier après l'ouvrage La Mémoire renouvelée des merveilles des eaux naturelles, publié en 1605 par Jean Banc. Le premier établissement thermal, créé au début du XVIIe siècle, est nommé « la Maison du Roy »,. Certains intendants, tel Fouet, Chomel, inaugurent une codification des cures et donnent un grand lustre à la station en y attirant des personnalités importantes.
C'est pourtant la marquise de Sévigné, curiste en 1676 et 1677, qui popularise la description des prises d'eaux et bains dans ses lettres. Les eaux de Vichy, la guérissant d'une paralysie des mains, lui permettent en effet de retrouver l'usage de sa plume.
En 1761 et 1762, les princesses Adélaïde et Victoire, filles de Louis XV, viennent une première fois séjourner à Vichy, elles y reviennent en 1785 au couvent des Capucins. L'établissement de bains leur a paru fort incommode avec ses abords boueux et un logement insuffisant en qualité comme en quantité pour le grand nombre de curistes. À leur retour à Versailles, elles demandent à leur neveu Louis XVI de faire édifier des thermes plus spacieux et plus agréables ; ils sont construits en 1787 selon les plans de l'ingénieur et architecte Janson qui édifie la galerie Janson (57 m de long et 5 m de large),.
À la veille de la Révolution, Vichy comptait seulement entre 800 et 900 habitants. Elle reste d'un point de vue religieux dans le diocèse de Clermont jusqu'en 1823, année où elle intègre celui de Moulins.

### Développement de la ville d'eaux de 1800 à 1914

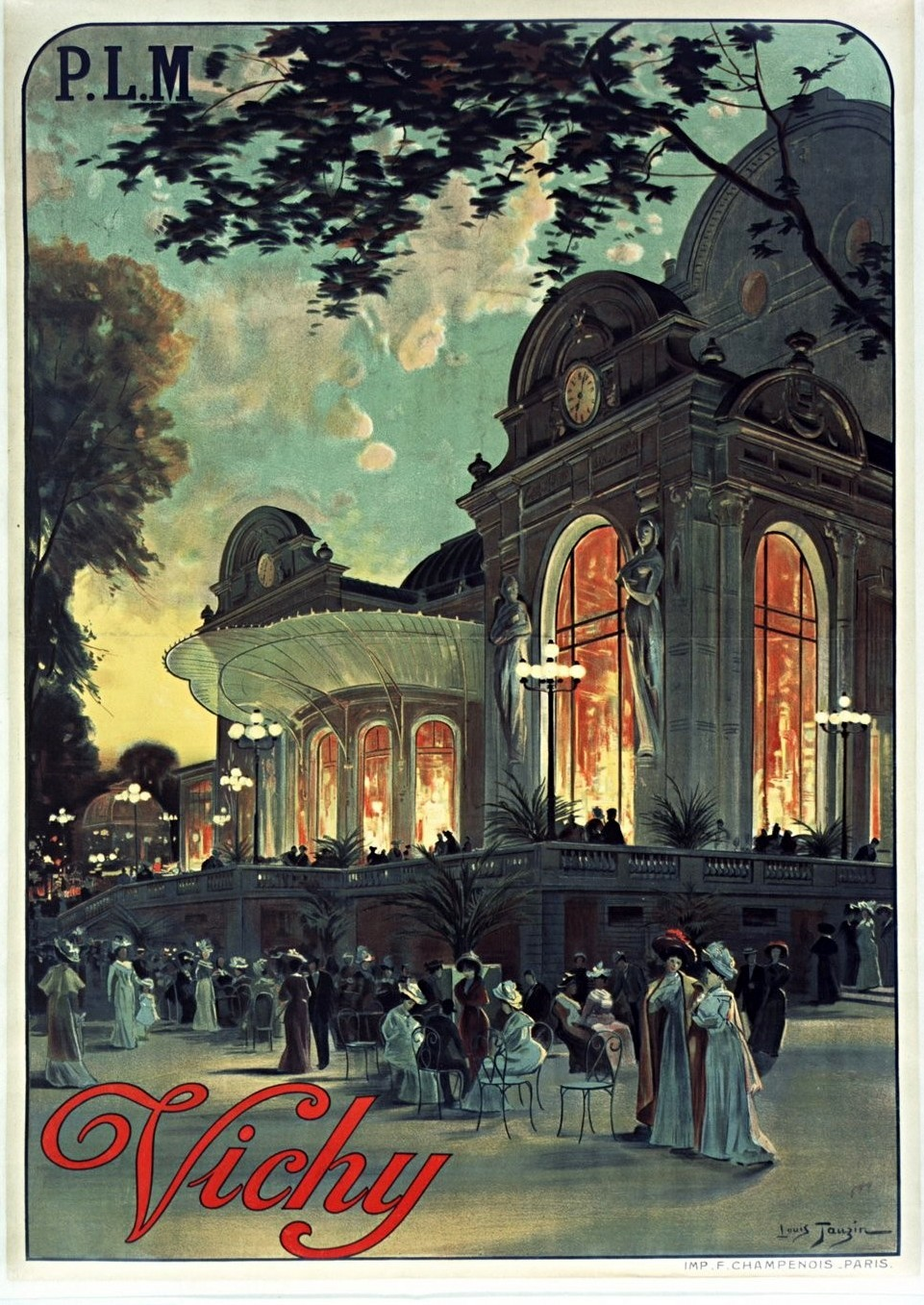
Affiche de Louis Tauzin (1910).

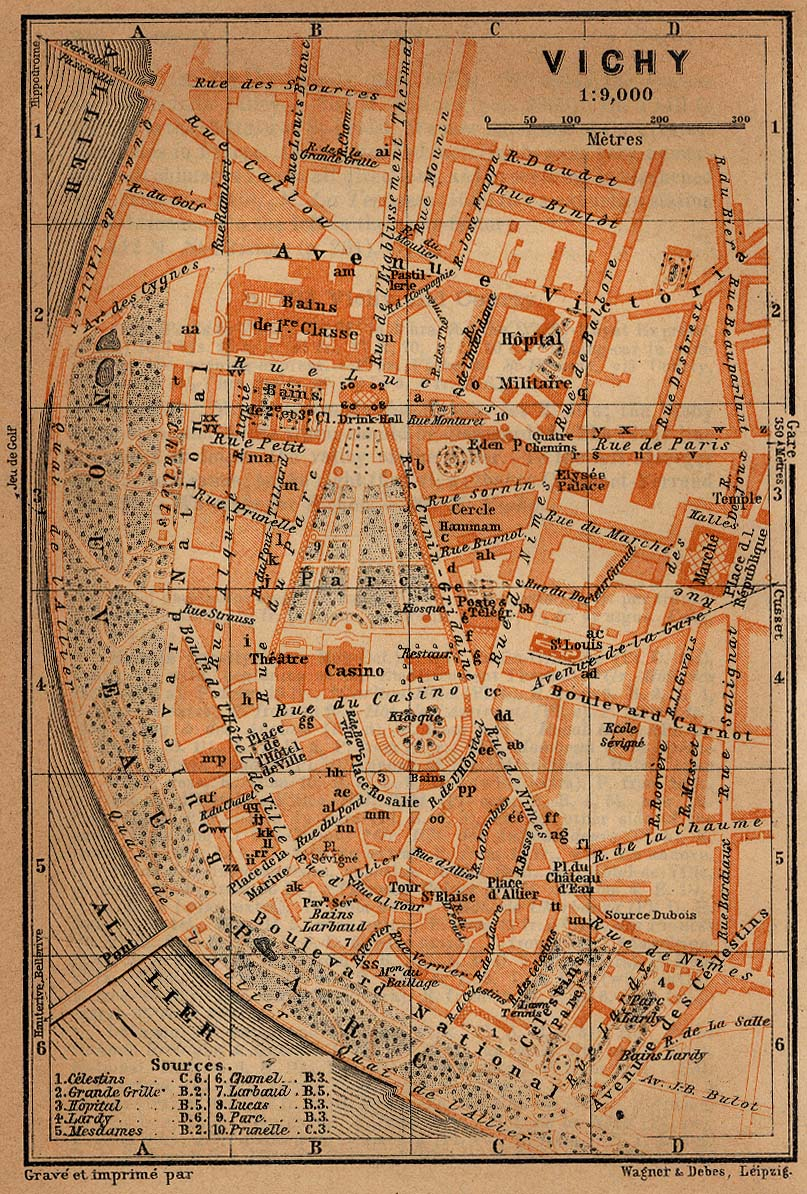
Plan de Vichy en 1914.

En 1799, Letizia Bonaparte, mère de Napoléon, fait une cure en compagnie de son fils Louis. Sous l'Empire, le parc des Sources est aménagé sur l'ordre de l'empereur (décret de Gumbinen de 1812).
Sous Charles X, l'afflux des curistes incite à augmenter la capacité d'accueil de l'établissement thermal. La dauphine Marie Thérèse de France fait agrandir les bâtiments de Janson, dans le même style grâce au plan de Rose-Beauvais (travaux achevés en 1830).
En 1841, 2 537 baigneurs sont comptabilisés et en 1852, 6 800. Le nombre de curistes augmente fortement à cette période et les infrastructures hôtelières de la ville (et des communes voisines) ne sont pas adaptées pour ces curistes qui bien souvent logent dans des mansardes ou des logements insalubres hors de Vichy. Ces conditions de logement sont moquées par Adolphe Michel ou les frères Goncourt. Le transport est aussi défaillant : le train n'arrive à Vichy qu'en 1862.
De 1844 à 1853, se développent des représentations théâtrales et lyriques dans les salons de l'établissement sous la baguette du chef d'orchestre Isaac Strauss.
Au XIXe siècle, Vichy est une station à la mode, fréquentée par les célébrités de l'époque. Mais ce sont les séjours de Napoléon III, entre 1861 et 1866, qui vont entraîner une profonde transformation de la ville : la rivière Allier est endiguée. Des parcs à l'anglaise de treize hectares remplacent les anciens marécages. Le long des axes urbains nouvellement tracés, sont édifiés des chalets et des pavillons pour loger l'empereur et la suite impériale. La ville devient l'une des stations les plus prisées des coloniaux d'outre-mer, et plus particulièrement d'Algérie, suivant les avis médicaux qui préconisent l'eau de Vichy pour ses vertus prétendument thérapeutiques, au traitement des maladies coloniales et tropicales, notamment du paludisme.
Les distractions ne sont pas oubliées : un casino de style éclectique est construit dans la perspective du parc des Sources par l'architecte Charles Badger et inauguré en 1865. L'empereur est le catalyseur du développement d'une petite station thermale qui, sans apport industriel et à l'écart des grands axes routiers, multiplie le nombre de ses habitants et visiteurs par dix en cinquante ans.
Un tramway à air comprimé est mis en service en 1895 afin de relier la ville thermale à la ville voisine de Cusset en quinze minutes au départ de l'église Saint-Louis. Son exploitation est arrêtée en 1927.
Après le Second Empire, la Belle Époque marque la seconde grande campagne de construction de Vichy. En 1903 sont inaugurés l'opéra, de style Art nouveau, le hall des sources et le grand établissement thermal de style oriental, dont le hall est décoré par le peintre Alphonse Osbert de 1902 à 1904.
En 1900, le parc des Sources est ceinturé d'une galerie couverte métallique. Longue de 700 m, elle est ornée d'une frise de chardons et fut réalisée par le ferronnier Émile Robert. Des hôtels particuliers et palaces comme l'Aletti Palace, l'Astoria Palace, aux références architecturales les plus variées, sont élevés dans la première moitié du XXe siècle.
Vichy accueille 40 000 curistes en 1900, près de 110 000 à la veille de la Première Guerre mondiale. La vie thermale connaît son apogée dans les années 1930. Le succès du traitement thermal conduit les responsables de la Compagnie Fermière à augmenter la capacité des établissements en créant les Bains Callou et les Bains Lardy. L'opéra, inauguré en 1903, accueille tous les plus grands noms des scènes internationales : Vichy devient la capitale estivale de la musique en France.

### Première Guerre mondiale

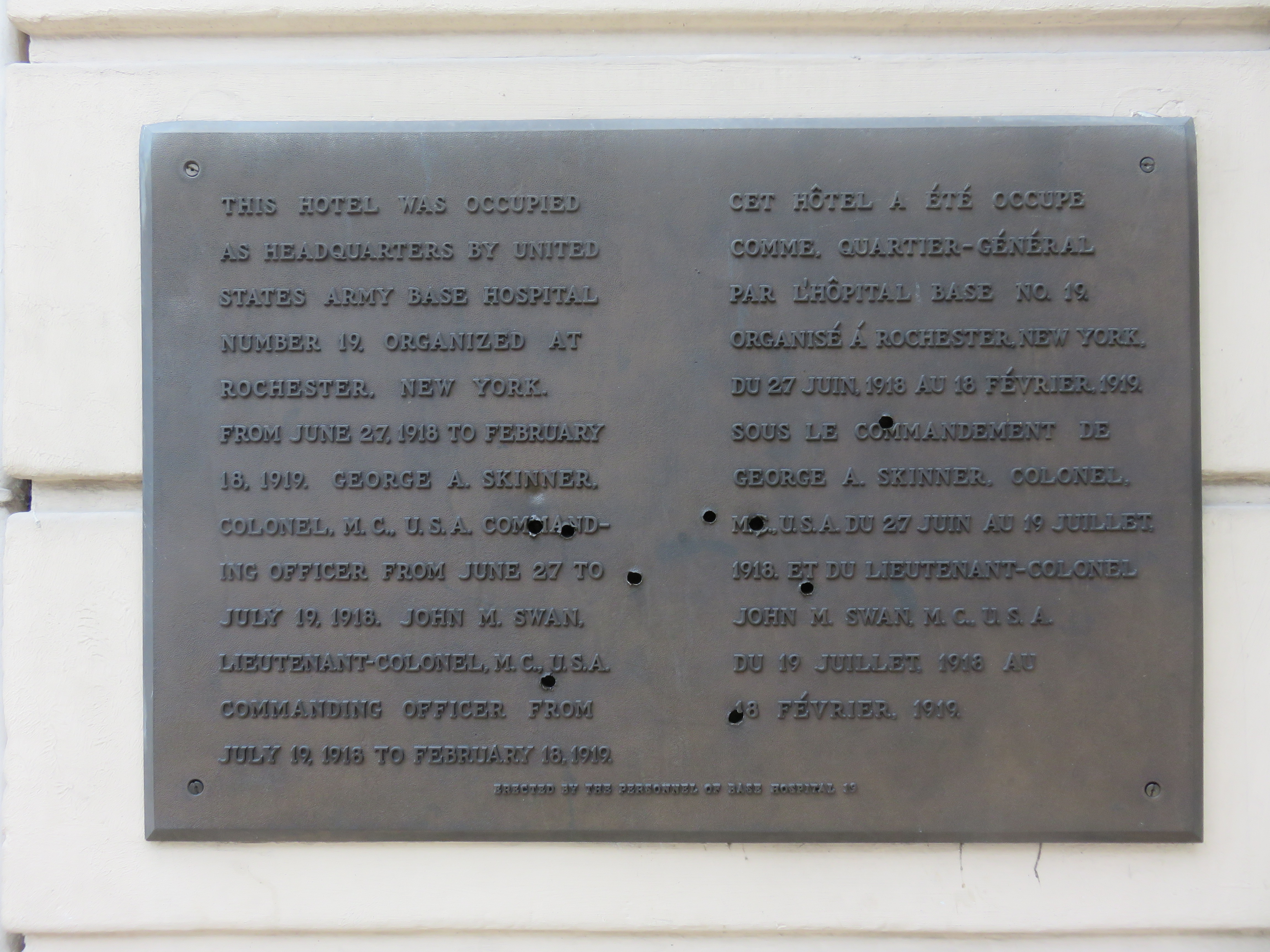
Plaque sur l'ancien hôtel International de Vichy qui fut un hôpital militaire américain de 1917 à 1919.

Le déclenchement de la Première Guerre mondiale va mettre un coup d'arrêt brutal à ce développement. La ville va alors accueillir de très nombreux blessés du front et ce dès le premier mois de la guerre, en août 1914. La ville disposait en effet d'un hôpital thermal militaire (fondé en 1847, il était destiné initialement au repos et à la remise en forme des soldats de retour des colonies), d'un hôpital civil et d'une grande capacité hôtelière. L'armée va réquisitionner de nombreux hôtels et grandes villas et les transformer en hôpitaux militaires provisoires : quatorze furent ainsi créés (numérotés de 41 à 54), occupant 61 hôtels et villas de la cité thermale, offrant une capacité de 10 à 11 000 lits. De plus les établissements thermaux de la Compagnie fermière étaient alors en pointe dans la rééducation. Pendant le conflit, plus de 140 000 soldats seront hospitalisés à Vichy soit 5 % du total des blessés ou malades français pendant la guerre. Cet afflux de blessés entrainera également la création d'un important carré militaire au cimetière de Vichy. L'année 1917 verra également l'arrivée de blessés du Corps expéditionnaire américain avec leur propre et importante structure médicale.

### Entre-deux-guerres
L'activité thermale reprend assez rapidement après guerre, avec une très forte croissance en 1920 et 1921. Cela s'accompagne d'un développement des infrastructures de la station thermale. Les transports sont améliorés avec en 1931, la mise en service du viaduc ferroviaire d'Abrest qui permet une liaison plus directe avec la gare de Vichy. La ligne Paris - Clermont-Ferrand (ainsi que la ligne Paris-Nîmes) passe désormais par la station thermale (et non plus par Gannat). En 1934, la compagnie PLM met en place un train rapide reliant Paris à Vichy en 3 h 50. Un nouvel aéroport est inauguré à la Rhue ainsi que le nouveau pont de Bellerive (1932), qui remplace l'ancien, trop étroit, datant de 1870. Dans les années 1930, le réseau routier vichyssois est composé d'« une ceinture de boulevards conçus par Napoléon III » (dont les routes thermales), ainsi qu'une autre ceinture composée des quartiers suburbains.
En 1932, le stade municipal Darragon avec un vélodrome (nommé d'après le champion cycliste vichyssois Louis Darragon) est inauguré et l'année suivante, un nouvel établissement thermal, les bains Callou, entre en service. En 1935, un nouvel hôtel des Postes, œuvre de l'architecte Léon Azéma, est inauguré ; il dispose alors d'un des centraux téléphoniques les plus modernes d'Europe pour permettre à la clientèle internationale de la station thermale de communiquer plus rapidement.

### Seconde Guerre mondiale

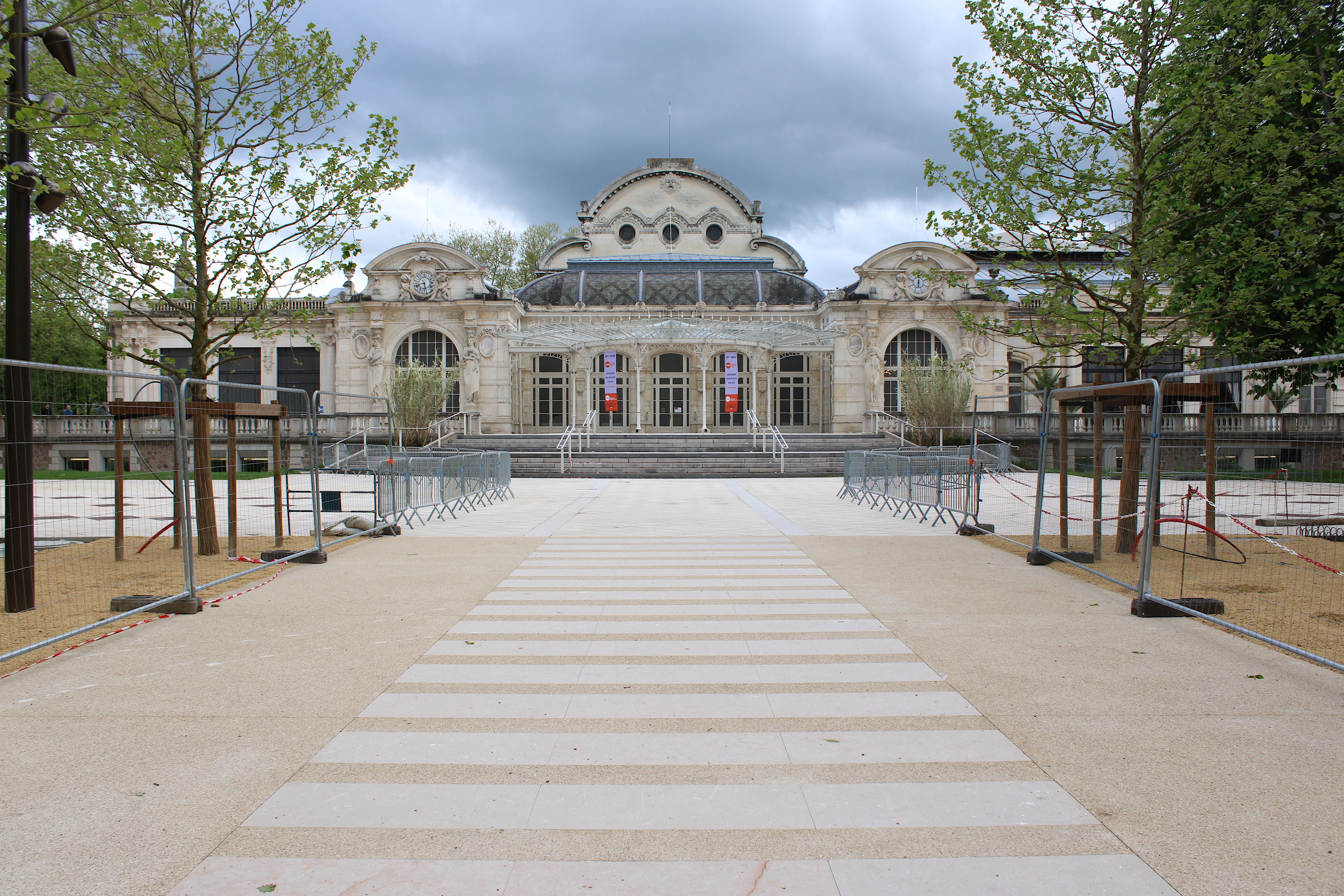
Palais des congrès et l'opéra où le Parlement donna les pleins pouvoirs constituants au maréchal Pétain, en 1940.

Avec la débâcle de juin 1940, les troupes allemandes progressent rapidement vers le sud. Après avoir pris Moulins, elles entrent dans Vichy, déclarée « ville ouverte » le 19 juin 1940. À la suite de l'armistice signé le 22 juin, le gouvernement français quitte Bordeaux où il s'était replié car désormais située en zone occupée et part pour Clermont-Ferrand, située en zone libre. Mais la ville ne convient pas. Sa forte population ouvrière avec les usines Michelin et le manque d'hébergement de qualité ne plaisent pas aux membres du gouvernement. Plusieurs villes importantes en zone libre sont envisagées mais tour à tour écartées : Lyon, la ville étant le fief d'Édouard Herriot que Pétain n'apprécie pas, Marseille, Toulouse et Perpignan jugées pas assez sûres (trop à gauche, trop de population émigrée ou de républicains espagnols…) ou trop excentrées.

#### Le choix de Vichy
Le gouvernement va finalement s'installer à Vichy, situé à une heure de route au nord de Clermont-Ferrand. La deuxième capacité hôtelière du pays, avec notamment de somptueux palaces, qu'offre la station thermale et sa relative proximité avec Paris (4 h 30 par le train) et de la ligne de démarcation avec un passage au pont Régemortes, à Moulins, à 50 km au nord de la station thermale, emportent la décision du gouvernement. De plus, la ville est déjà en partie dirigée par l'État français par l'entremise de la Compagnie fermière de Vichy. La station thermale présente aussi d'autres avantages. Elle dispose d'un central téléphonique très moderne couplé à l'hôtel des postes, construit en 1935 par Léon Azéma pour faciliter les communications de la clientèle internationale des palaces, central qui permet de joindre le monde entier. Elle est située à quelques kilomètres du nœud ferroviaire de Saint-Germain-des-Fossés, croisement des liaisons nord-sud (Paris-Clermont-Béziers) et Ouest-Est (Nantes et Bordeaux - Lyon), ce qui se révélera utile pour la venue des députés et sénateurs en début juillet 1940.
Enfin, située au nord de la plaine agricole de la Limagne, à proximité du Charolais, avec des fermes et des élevages aux alentours, la localisation permet de sécuriser l'approvisionnement des milliers de fonctionnaires de l'État. Pierre Laval appuie fortement ce choix, car il est propriétaire du château et de la source d'eau minérale de son village natal, Châteldon, situé à 24 km de la ville thermale et possède plusieurs affaires à Clermont-Ferrand. On pense aussi que cette installation n'est que provisoire, le temps de signature d'un traité de paix avec l'Allemagne et d'un retour vers Paris.

#### Installation du gouvernement et vote des pleins pouvoirs au maréchal Pétain
Le 1er juillet 1940, le gouvernement prend possession de très nombreux hôtels. 670 parlementaires (députés et sénateurs) rejoignent Vichy le 4 juillet pour la réunion des deux chambres en Assemblée nationale. Les 9 et 10 juillet 1940, dans la salle de l'opéra de la ville, les parlementaires votent les pleins pouvoirs constituants au maréchal Pétain. Le régime républicain est aboli de facto, le lendemain, par la promulgation du premier Acte constitutionnel de Vichy ; l'État français, avec à sa tête Philippe Pétain, chef de l'État, le remplace. Seuls 80 parlementaires sur les 649 suffrages exprimés affirment leur opposition

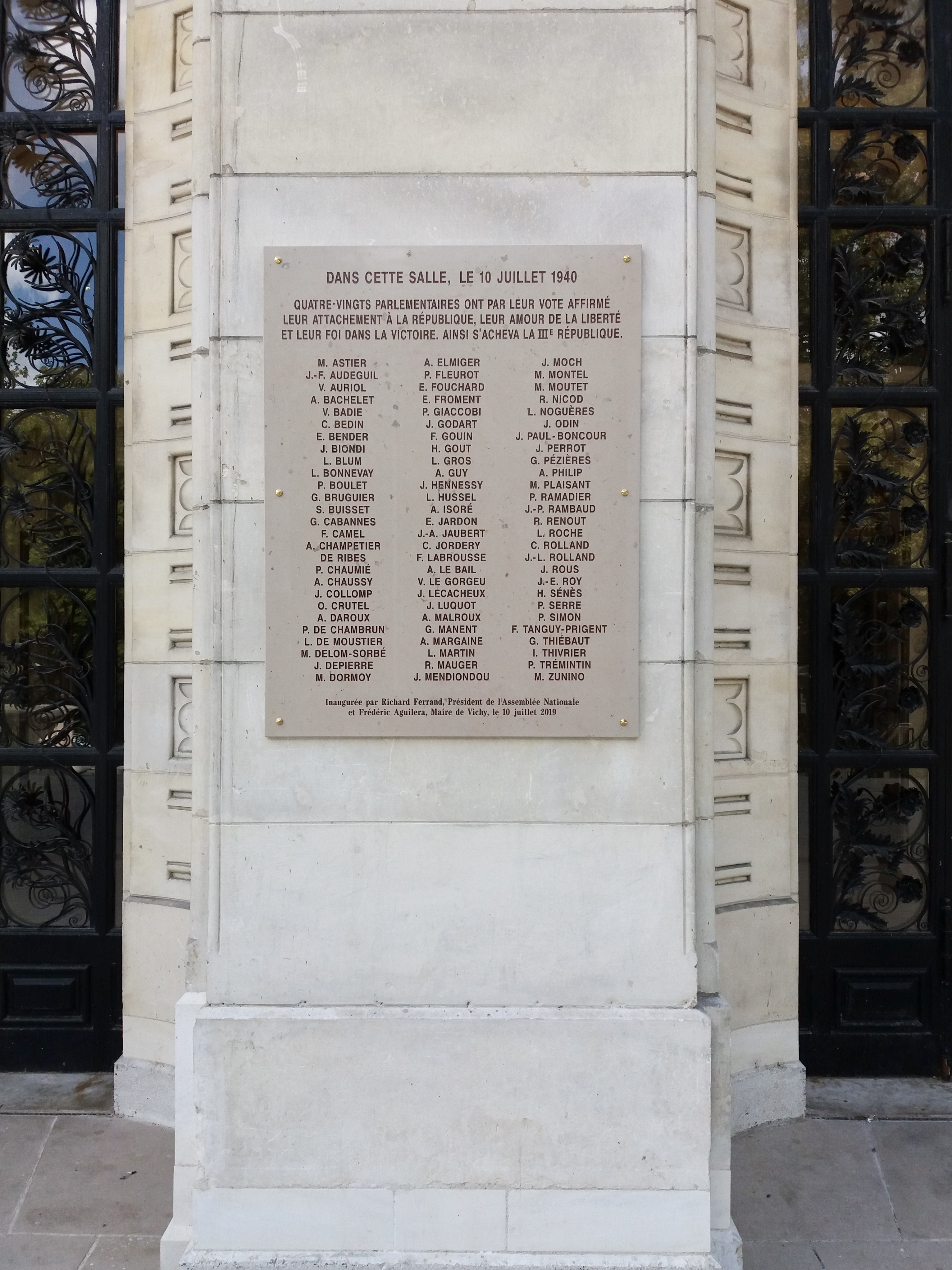
Plaque en hommage aux 80 parlementaires qui ont réfusé de donner les pleins pouvoirs au gouvernement Pétain.

#### Capitale de l'État français
À partir de cette date, Vichy est, pendant plus de quatre ans, le siège du gouvernement français. Le maréchal Pétain s'installe à l'hôtel du Parc — où résidera aussi un temps Laval — et l'été au pavillon Sévigné où se tiennent les conseils des ministres. Les autres palaces et différents hôtels et villas sont réquisitionnés pour abriter les ministères et autres services de l'État ainsi que les délégations diplomatiques dont une grande partie sera logée à l'hôtel des Ambassadeurs (il portait déjà ce nom avant).
Le 1er octobre 1941, Vichy devient sous-préfecture, à la place de Lapalisse.
En novembre 1942, les Allemands envahissent la zone libre. Vichy est occupée, Gestapo et Milice française vont y être, au fil des mois, de plus en plus actives et répressives mais le gouvernement de l'« État français » continue d'y siéger alors que la Résistance se fait de plus en plus présente dans la région.

#### Libération
En août 1944, face à l'avancée des Alliés au nord-ouest et au sud-est, les Allemands emmènent le 20 août le maréchal Pétain à Belfort puis à Sigmaringen. Quelques jours plus tard, le 25 août et la nuit suivante, dans le cadre d'un accord négocié par l'ambassadeur suisse Walter Stucki, les troupes allemandes et la milice évacuent Vichy et les résistants des maquis environnants n'y rentrent que le lendemain, évitant des combats et un risque de destruction de la ville. Stucki ira ce même jour à la rencontre d'une colonne SS à Gannat remontant du sud pour éviter qu'elle ne traverse la station thermale et dans l'après-midi, présidera au passage du pouvoir local entre les représentants de l'administration du régime de Vichy et la Résistance.

#### Vichystes ou Vichyssois
Dès la fin de la guerre, la métonymie Vichy est fréquemment employée par les historiens pour désigner le régime de Vichy. Le vocable vichyste qui désigne les partisans de ce régime, ne doit pas être confondu avec Vichyssois qui désigne les habitants de la ville.
Des élus et une association militent alors pour que les médias emploient le terme d'« État français » et non celui de « régime de Vichy » et surtout évitent la métonymie Vichy, pénalisante pour la ville et ses habitants. Ainsi, dès le 20 novembre 1944, est placardée dans la station thermale, à l'initiative du conseil municipal, une affiche de protestation indiquant que « Vichy n'est pas le siège d'un gouvernement traître à la patrie mais la reine des villes d'eaux » et qui proteste contre le « discrédit immérité affligé à la ville et à ses habitants », en précisant que « Vichy a eu, elle aussi, ses prisonniers, ses déportés, ses héros, ses martyrs. La liste en est imposante ».
De manière anecdotique, un exemple de retournement de cette problématique en faveur de la ville a été réalisée en matière sportive. Ainsi, alors que l'État français (souvent désigné donc comme « régime de Vichy ») avait interdit le rugby à XIII, un club de rugby à XIII fauteuil a été créé en 2000 dans la ville, un club qui devient même champion de France en 2016.

### Après guerre, la reprise du thermalisme
Preuve que la ville n'a rien perdu de son attractivité, les années 1950 et 1960 ont été la période la plus faste pour Vichy, qui voit défiler personnalités, têtes couronnées (le Glaoui, le prince Rainier III de Monaco) et bénéficie de l'arrivée massive de la clientèle des Français d'Afrique du Nord, qui se retrouvent en vacances à Vichy, dépensent largement, en habillement notamment. En 1950, pour la première fois depuis 1938, la fréquentation dépasse la barre des 10 000 visiteurs et curistes, notamment d'Afrique du Nord. En 1960, Vichy comptait jusqu'à quinze cinémas (où les films sont parfois présentés en avant-première), huit dancings, trois théâtres (Grand Casino : opéras et opérettes, Casino des Fleurs : comédies et chansonniers, Casino Élysée Palace)… C'est à cette période que la station a pris le titre de « reine des villes d'eaux ».

### Années 1960, la baisse de l'activité thermale
Sous l'impulsion de son maire Pierre Coulon (1950-1967) qui développe le tourisme sportif, la création du lac d'Allier (mis en eau le 10 juin 1963) et du parc omnisports (1963-1968) donnent à la ville son profil actuel.
Mais la guerre d'Algérie, suivie de la décolonisation, marque une nouvelle fois un coup d'arrêt brutal pour la ville qui doit désormais s'adapter à un contexte moins favorable et au fait que les cures thermales ne sont plus fréquentées par un public huppé qui préfère d'autres destinations à la montagne ou à la mer. Une forte communauté de pieds-noirs s'installe dans la ville où ils avaient l'habitude de séjourner pour leurs cures thermales, ce qui marque un tournant politique important pour la ville, historiquement radicale-socialiste, qui se « droitifie » en réponse à la guerre d'Algérie. La nécessité de rembourser les investissements considérables réalisés dans un tel contexte a obligé le maire Jacques Lacarin (1967-1989), successeur de Pierre Coulon brutalement disparu, à adopter une politique de gestion beaucoup plus prudente.

### Depuis les années 1980
Claude Malhuret est maire de 1989 à 2017. La ville et ses partenaires économiques amorcent et mènent à bien un important programme de rénovation et de modernisation : création d'un vaste cœur de ville piétonnier, modernisation et mise aux normes du secteur hôtelier, reconstruction et rénovation des thermes, réalisation d'un centre de balnéothérapie destiné à la remise en forme et au bien-être, mise en valeur du patrimoine architectural, réalisation d'un centre de congrès au sein de l'ancien casino, restauration de l'opéra.
En novembre 2008, Vichy accueille un Sommet européen sur l'immigration, organisé par le ministre de l'Immigration, de l'Intégration, de l'Identité nationale et du Développement solidaire Brice Hortefeux, lequel suscite une controverse. Une manifestation rassemble 3 000 personnes contre le sommet, dont l'eurodéputée socialiste Catherine Guy-Quint ; de nombreuses personnes ont été empêchées de se rendre à Vichy pour manifester.
En 2010, l'ensemble des sources en activité sont situées ou canalisées dans le hall des Sources (la dernière y a été canalisée en 1990). Elles sont au nombre de six : Lucas, Grande Grille, Chomel, du Parc, de l'Hôpital et des Célestins.
En avril 2019, le groupe France Thermes a annoncé l'intention de racheter la Compagnie de Vichy, l'un des plus gros employeurs privés de la commune. Cette acquisition est officialisée en juin 2019.
La ville de Vichy est devenue propriétaire du domaine thermal le 5 mars 2021 après la signature d'un acte de cession (d'un montant de 25 millions d'euros) avec Bruno Le Maire, ministre de l'Économie, des Finances et de la Relance, et Frédéric Aguilera, maire de Vichy. La cession du dernier domaine thermal, qui appartenait à l'État depuis 1523, permet à la ville de moderniser le parc des Sources,.

## Politique et administration

### Découpage territorial
La commune de Vichy est membre de la communauté d'agglomération Vichy Communauté, siège d'un établissement public de coopération intercommunale (EPCI) à fiscalité propre créé le 1er janvier 2017 comprenant 39 communes en 2021. Ce dernier est par ailleurs membre d'autres groupements intercommunaux.
Sur le plan administratif, Vichy est chef-lieu d'arrondissement ; elle est rattachée à la circonscription administrative de l'État de l'Allier et à la région Auvergne-Rhône-Alpes. Elle dépendait du canton de Cusset jusqu'en 1892, date où une loi du 14 mars crée un canton de Vichy. Celui-ci est divisé en deux par un décret du 23 juillet 1973 : le canton de Vichy-Nord et le canton de Vichy-Sud ; sa délimitation est modifiée par un décret du 23 janvier 1985.
Les deux cantons se limitaient à une fraction communale de Vichy de 1973 à 2015. Depuis le redécoupage cantonal de 2014 entré en vigueur en 2015, la commune dépend de deux cantons pour l'élection des conseillers départementaux : le canton de Vichy-1 regroupant l'ancien canton de Vichy-Nord, Charmeil, Saint-Germain-des-Fossés et Saint-Rémy-en-Rollat, et le canton de Vichy-2 regroupant l'ancien canton de Vichy-Sud, Abrest et Saint-Yorre.
Depuis le dernier découpage électoral de 2010, Vichy dépend de la troisième circonscription.

### Élections municipales et communautaires

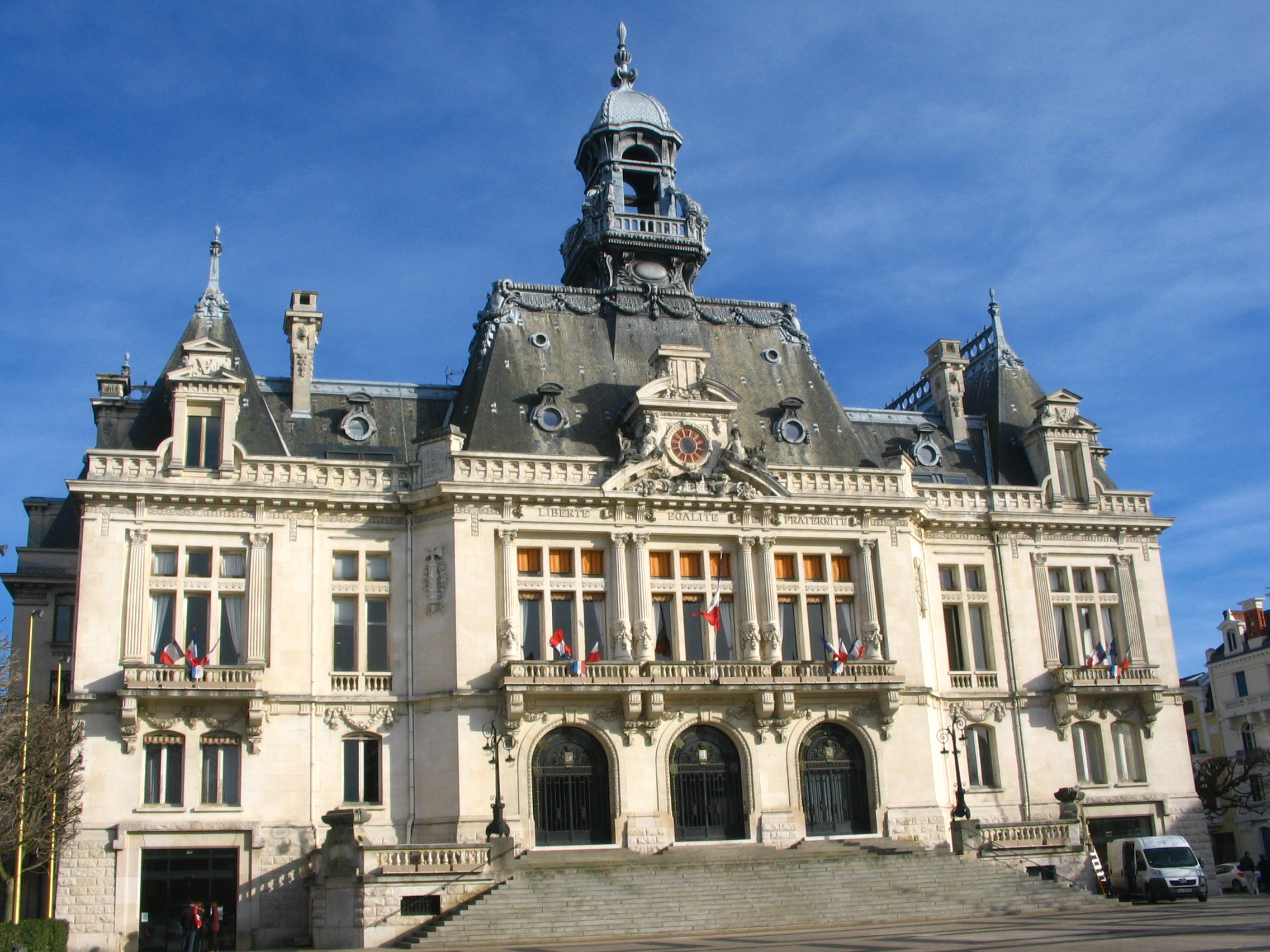
Hôtel de ville.

#### Élections de 2020
Le conseil municipal de Vichy, commune de plus de 1 000 habitants, est élu au scrutin proportionnel de liste à deux tours (sans aucune modification possible de la liste), pour un mandat de six ans renouvelable. Compte tenu de la population communale, le nombre de sièges à pourvoir lors des élections municipales de 2020 est de 35. Les trente-cinq conseillers municipaux sont élus au premier tour, le 15 mars 2020, avec un taux de participation de 34,96 %, se répartissant en : trente-et-un sièges issus de la liste de Frédéric Aguilera, trois sièges issus de la liste d'Isabelle Réchard et un siège issu de la liste de Jean-Pierre Sigaud.
Les vingt sièges attribués à la commune au sein du conseil communautaire de la communauté d'agglomération Vichy Communauté se répartissent en : dix-huit sièges issus de la liste de Frédéric Aguilera, un siège issu de la liste d'Isabelle Réchard et un siège issu de la liste de Jean-Pierre Sigaud.
Le 28 mai 2020, le conseil municipal, réuni au palais des congrès, a désigné neuf adjoints.

#### Chronologie des maires
Depuis la Libération, Vichy a toujours été dirigée par un maire de droite ou de centre droit.
Le maire actuel, Frédéric Aguilera (LR), jusqu'alors adjoint, a succédé à la mairie et à la communauté d'agglomération les 6 et 7 octobre 2017 à Claude Malhuret qui était maire depuis plus de 28 ans et qui avec la nouvelle loi sur le non-cumul des mandats a démissionné, conservant son mandat de sénateur.
| Période                               | Période         | Identité            | Étiquette               | Qualité |
| ------------------------------------- | --------------- | ------------------- | ----------------------- | --- |
| mai 1945                              | avril 1949      | Louis Moinard       | DVD                     | Négociant |
| avril 1949                            | août 1950       | Pierre-Victor Léger | DVD                     | Pharmacien Maire entre 1929 et 1944 Conseiller général (1928-1940 puis 1945-1950) |
| août 1950                             | septembre 1967  | Pierre Coulon       | RPF puis CNI            | Industriel Député de l'Allier (1951-1962) Président du conseil général de l'Allier (1961-1967) |
| septembre 1967                        | mars 1989       | Jacques Lacarin     | RI puis PR-UDF          | Médecin Député de l'Allier (1986-1988) |
| mars 1989                             | septembre 2017, | Claude Malhuret     | UDF-PR puis UMP puis LR | Médecin Secrétaire d'État aux Droits de l'homme du 2e gouvernement Chirac (1986-1988, gvt de cohabitation) Député de l'Allier (1993-1997) Conseiller régional d'Auvergne Président de Vichy Val d'Allier, puis de Vichy Communauté (2014-2017) Sénateur de l'Allier (depuis 2014) |
| 6 octobre 2017 (réélu le 28 mai 2020) | En cours        | Frédéric Aguilera   | LR                      | Conseiller départemental du canton de Vichy-2 et vice-président du conseil départemental (2015-2021) Président de Vichy Communauté depuis le 7 octobre 2017 14e vice-président du conseil régional d'Auvergne-Rhône-Alpes chargé des transports (depuis 2021),                    |

### Autres élections

#### Élections nationales
Depuis les élections présidentielles de 1965, les électeurs de la commune ont placé un candidat de droite au premier tour : ainsi, Charles de Gaulle obtenait 39,2 % des voix en 1965, Georges Pompidou 45 % des voix en 1969, Valéry Giscard d'Estaing 45,5 % en 1974 (élu) puis 35,6 % en 1981 (battu au second tour par François Mitterrand). Jacques Chirac est placé en tête en 1988 (sortie d'un gouvernement où figurait l'ancien maire Claude Malhuret), 1995 et 2002 ; Nicolas Sarkozy en 2007 (élu) et 2012 (battu au second tour) puis François Fillon en 2017 (éliminé au premier tour).
Au second tour, en 2002, 81,55 % des votants ont choisi Jacques Chirac, contre 17,45 % pour Jean-Marie Le Pen. 76,66 % des électeurs avaient voté. Nicolas Sarkozy obtient 60,70 % des voix en 2007, avec un taux de participation meilleur : 80,22 %. En revanche, en 2012, François Hollande, élu, recueille moins de voix que Nicolas Sarkozy : 44,79 %. Le taux de participation, de 76,84 %, est très proche de celui de 2002. Privés de candidat de droite au second tour en 2017, les électeurs vichyssois se reportent massivement sur Emmanuel Macron qui obtient 70,03 % des voix alors que le taux de participation recule pour atteindre 70,12 %.
Lors des élections législatives, Claude Malhuret — député pendant la Xe législature entre 1993 et 1997 — s'est toujours imposé dans la commune, même si l'autre candidat du PRG, Gérard Charasse, a remporté l'élection dans la 4e circonscription en 2002 et en 2007, puis dans la nouvelle 3e circonscription (avec 57,37 % de voix). Gérard Charasse n'obtenait respectivement, en 2002, 2007 et 2012, que 41,80 %, 47,55 % et 45,14 % des suffrages exprimés dans la commune. Les taux de participation avoisinent les 60 % (respectivement 61,79 %, 63,38 % et 55,79 %). En 2017, la députée Bénédicte Peyrol a été élue dans la circonscription grâce aux 53,49 % des suffrages exprimés dans la commune, malgré un taux de participation de seulement 43,09 %.
Aux élections européennes de 2004, 2009 et 2014, le meilleur score était détenu par une liste de droite UMP : Brice Hortefeux avec 26,19 % en 2004, Jean-Pierre Audy avec 41,12 % en 2009, puis à nouveau Brice Hortefeux avec 33,68 % en 2014. Moins d'un électeur sur deux a voté (44,02 % en 2004, 39,82 % en 2009 et 43,14 % en 2014). En 2019, Vichy était la seule ville de l'Allier de plus de 10 000 habitants où les électeurs ont voté majoritairement pour LREM (27,79 %), parti du président de la République Emmanuel Macron (le Rassemblement national arrivant deuxième avec près de 21 % des voix), loin derrière Les Républicains (14,7 %) et Europe Écologie (10,3 %).

#### Élections régionales et départementales
Aux deux dernières élections régionales, les Vichyssois ont en majorité élu au second tour les candidats perdants : À celle de 2004, 43,33 % avaient voté pour Pierre-Joël Bonté, élu à la tête de la région jusqu'en janvier 2006. En 2010, René Souchon n'obtenait que 45,17 % des suffrages exprimés. Les taux de participation étaient de 61,54 % en 2004 et de 47,39 % en 2010. En 2015, dans la nouvelle région administrative Auvergne-Rhône-Alpes, Laurent Wauquiez recueillait 50,81 % des suffrages exprimés, avec une participation de 53,19 %.
Les deux cantons que composent la ville n'étaient pas renouvelés en même temps à l'époque des élections cantonales. Christian Corne, élu dans le canton de Vichy-Sud, et Gabriel Maquin, dans le canton de Vichy-Nord, étiquetés UMP, ont remporté les élections, respectivement en 2011 et en 2008.
Aux élections départementales de 2015 (anciennement cantonales), les binômes Élisabeth Albert-Cuisset (DVD) et Gabriel Maquin (UMP) dans le nouvellement créé canton de Vichy-1 (72,60 %) et Frédéric Aguilera et Évelyne Voitellier (UMP) dans le canton de Vichy-2 (73,08 %) ont été élus dans les deux nouveaux cantons (les cantons nord et sud ont été supprimés). Ils étaient opposés à un binôme FN. Les taux de participation restent faibles (46,11 % et 43,80 %).

#### Élections municipales
À l'issue des élections municipales de 2014, le maire sortant Claude Malhuret (UMP) a été réélu au premier tour avec 54,52 % des voix, obtenant 28 sièges au conseil municipal dont 15 au conseil de la communauté d'agglomération de Vichy Val d'Allier. Élu par le conseil municipal le 29 mars 2014, il entame alors son cinquième et dernier mandat. Les trois autres listes, menées par un candidat socialiste, un candidat Union de la gauche et un candidat FN obtiennent respectivement 16,96 % (3 sièges), 14,57 % (2 sièges) et 13,93 % (2 sièges, l'un d'eux siégeant au conseil communautaire). La participation à cette élection est de 56,73 %.

#### Référendums
Le 29 mai 2005, les Vichyssois ont voté en majorité pour l'approbation du référendum pour une constitution européenne (54,55 %, taux de participation de 64,64 %) alors que le non l'emporta à l'échelle nationale.

### Instances de démocratie participative
Les onze quartiers de la ville sont gérées par un comité de quartier assurant des manifestations.

### Finances locales
La dotation globale de fonctionnement est en forte baisse et s'élevait à près de onze millions d'euros pour l'année 2016, soit une baisse de plus de trois millions d'euros par rapport à 2008.
En 2016, le budget municipal s'élevait à 62 314 869 € en fonctionnement et à 25 508 931,32 € en investissement.
La ville de Vichy applique les taxes suivantes :
| Taxe                                        | Part communale | Part intercommunale | Part départementale | Part régionale |
| ------------------------------------------- | -------------- | ------------------- | ------------------- | -------------- |
| Taxe d'habitation                           | 17,31 %        | 0,30 %              | 10,18 %             | 0,00 %         |
| Taxe foncière sur les propriétés bâties     | 21,70 %        | 0,38 %              | 11,37 %             | 4,77 %         |
| Taxe foncière sur les propriétés non bâties | 24,52 %        | 0,75 %              | 24,91 %             | 10,92 %        |

La part régionale de la taxe d'habitation n'est pas applicable.
Les parts communales des taxes du tableau ci-dessus étaient appliquées de 2003 à 2010. La ville a réajusté les taux pour 2011, inchangés en 2016 : 17,31 % pour la taxe d'habitation, 22,68 % et 25,62 % sur les taxes foncières sur les propriétés respectivement bâties et non bâties.

### Jumelages
Au 27 juillet 2021, Vichy est jumelée avec, :

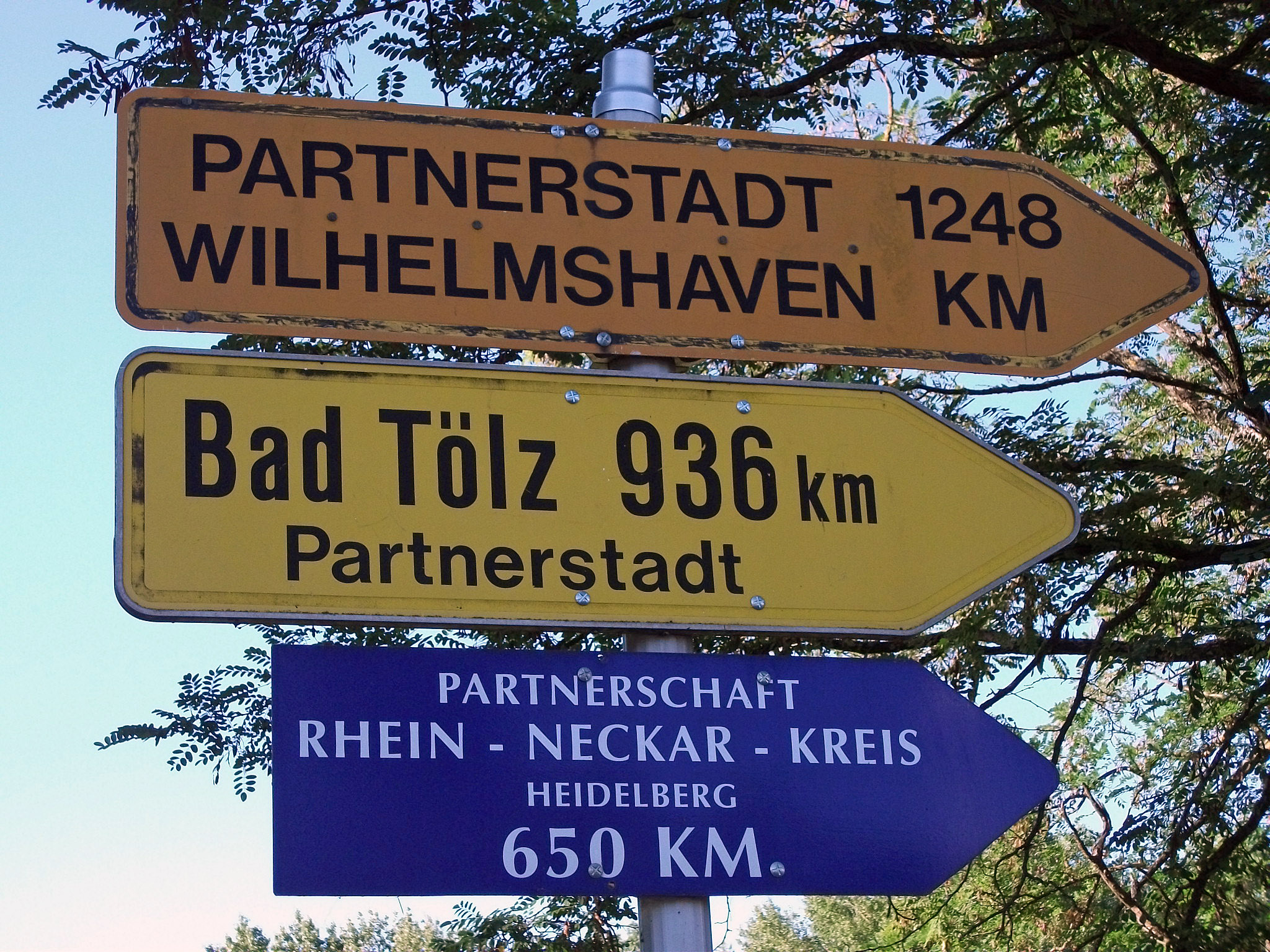
Panneaux d'indication des villes jumelées avec Vichy.

- Wilhelmshaven (Allemagne) depuis juin 1965, ville portuaire de Basse-Saxe, dans le nord-ouest de l'Allemagne[VHY 21] ;
- Bad Tölz (Allemagne) depuis 1966, ville thermale de Bavière, au sud de Munich[162] ;
- Rhein-Neckar-Kreis (Allemagne) depuis 1970[163], arrondissement (Landkreis) du Bade-Wurtemberg dans le sud-ouest de l'Allemagne ;
- Dunfermline (Écosse) depuis 1983, ville de la région du Fife dans l'est de l'Écosse ;
- Logroño (Espagne) depuis 1993, capitale de La Rioja, communauté autonome du nord-est de l'Espagne ;
- Saratoga Springs (États-Unis) depuis 1994, ville du centre de l'État de New York ;
- San Giuliano Terme (Italie) depuis 2003 (jumelage triangulaire avec Bad Tölz, San Giuliano Terme étant jumelée avec la ville bavaroise, officialisé en 2004[162]).

## Équipements et services publics

### Eau, assainissement et déchets
L'assainissement collectif ou individuel, la gestion des déchets et l'eau potable dans cette ville sont à la charge de la communauté d'agglomération Vichy Communauté.
Au 31 décembre 2014, le réseau communal était composé de 49,6 km d'eaux usées, de 50,5 km d'eaux pluviales et sept postes de refoulement, tous télé-surveillés ; le réseau unitaire, plus ancien, est le plus long des vingt-trois communes de l'ancienne communauté d'agglomération (32,4 km). Les effluents sont traités par la station d'épuration de Vichy-Rhue, située à Creuzier-le-Vieux, mise en service en 2002.
Avec Bellerive-sur-Allier et Cusset, Vichy participe à la collecte sélective des déchets. La déchèterie la plus proche est située à Cusset, dans la zone industrielle de Champcourt, la seule gérée par Vichy Communauté sur son territoire communautaire ; le site possède également une recyclerie, gérée par une association locale. En 2010, il existait 827 bacs d'ordures ménagères et 672 bacs de collecte sélective. La densité moyenne des colonnes à verre était d'une colonne pour 394 habitants. 708,55 tonnes de verre ont été collectées. 241 foyers sont équipés de compostage. 404 tonnes de déchets verts de la ville ont été compostés sur la plate-forme du Guègue, à Cusset. Les conteneurs (ordures ménagères, journaux - magazines - emballages, verre) enterrés remplacent progressivement les conteneurs aériens pour des raisons d'encombrement et d'accessibilité pour les personnes handicapées.[Passage à actualiser]

### Espaces publics
La ville de Vichy gère plusieurs parcs, squares, jardins et espaces verts. Ils s'étendent sur 97 hectares, soit environ un sixième de la superficie de la commune (585 ha).
Elle est labellisée ville fleurie (quatre fleurs) depuis 1967 et a reçu le Grand Prix national de Fleurissement depuis 1989, le Prix national de l'arbre depuis 1996 et le label « Arbre remarquable de France » pour le patrimoine arboré du parc Napoléon-III le 26 juin 2010.
La place de l'arbre est prépondérante dans tous les aménagements urbains de la commune, avec une grande diversité d'espèces, le tout dans des zones fortement urbanisées. Chaque arbre est inventorié par la ville depuis 1990. Un centre de production horticole est implanté à Cusset depuis 2004 ; propriété de la ville de Vichy, il produit plus de 140 000 plantes qui sont utilisées dans la cité thermale.

#### Les parcs
Les trois parcs situés en bordure d'Allier (Napoléon-III, Kennedy et des Bourins) représentent près de 30 000 arbres de 228 variétés différentes. Ces parcs, dont l'idée de leur création remonte à 1856 par l'extension du parc des Sources (abandonnée pour cause de spéculation foncière), ont été créés à l'époque de Napoléon III à l'emplacement d'un bras secondaire de la rivière.
Entre le quai d'Allier et le pont Jacques-Chirac, le parc Napoléon-III offre une diversité botanique riche (1 033 sujets de 139 espèces réparties en 73 genres). Ce parc est prolongé au sud et à l'est, de l'autre côté du pont, par le parc Kennedy.
Plus au sud, le parc des Bourins, limité au nord par l'avenue de France, n'a été aménagé qu'au début du XXe siècle, sur un terrain alors occupé par des boires. Il comprend 591 arbres. Il englobe le parc du Soleil, parc d'enfants construit en 1936, avec 99 arbres, et abrite le kiosque du parc des Bourins, un kiosque à musique inscrit aux Monuments historiques en 1986 et restauré en 2005.
Le parc des Célestins, situé à l'écart de la rivière au nord du boulevard Kennedy, est acquis en 2000 par la ville ; il est voisin du parc Lardy et du pôle universitaire.
En centre-ville, le parc des Sources a été aménagé au XVIIIe siècle. Il est considéré comme le plus ancien parc de la ville (terminé en 1912 sous Napoléon Ier) et est classé Monument historique en 1994.

Les principaux parcs de la commune
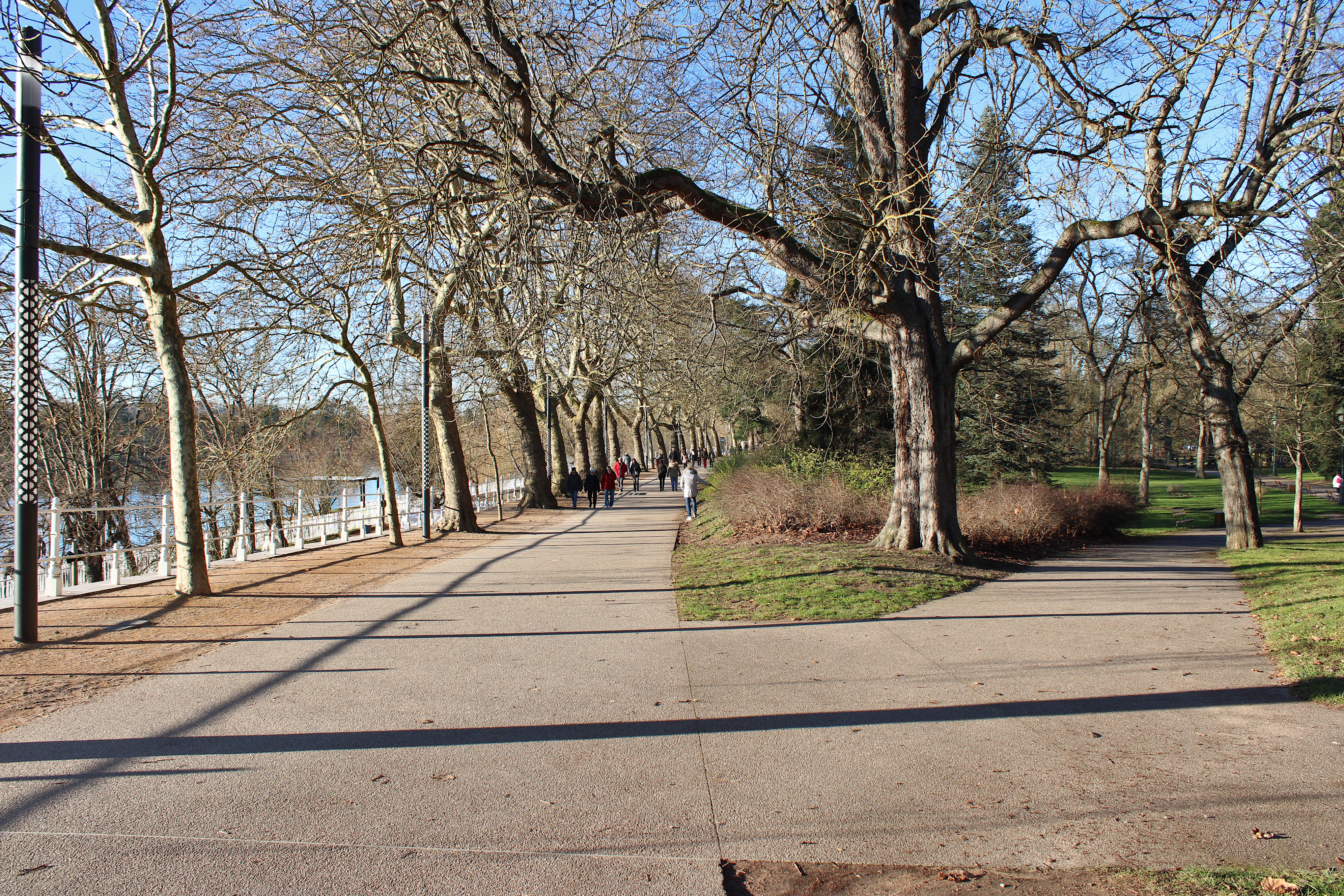
Parc Napoléon-III.
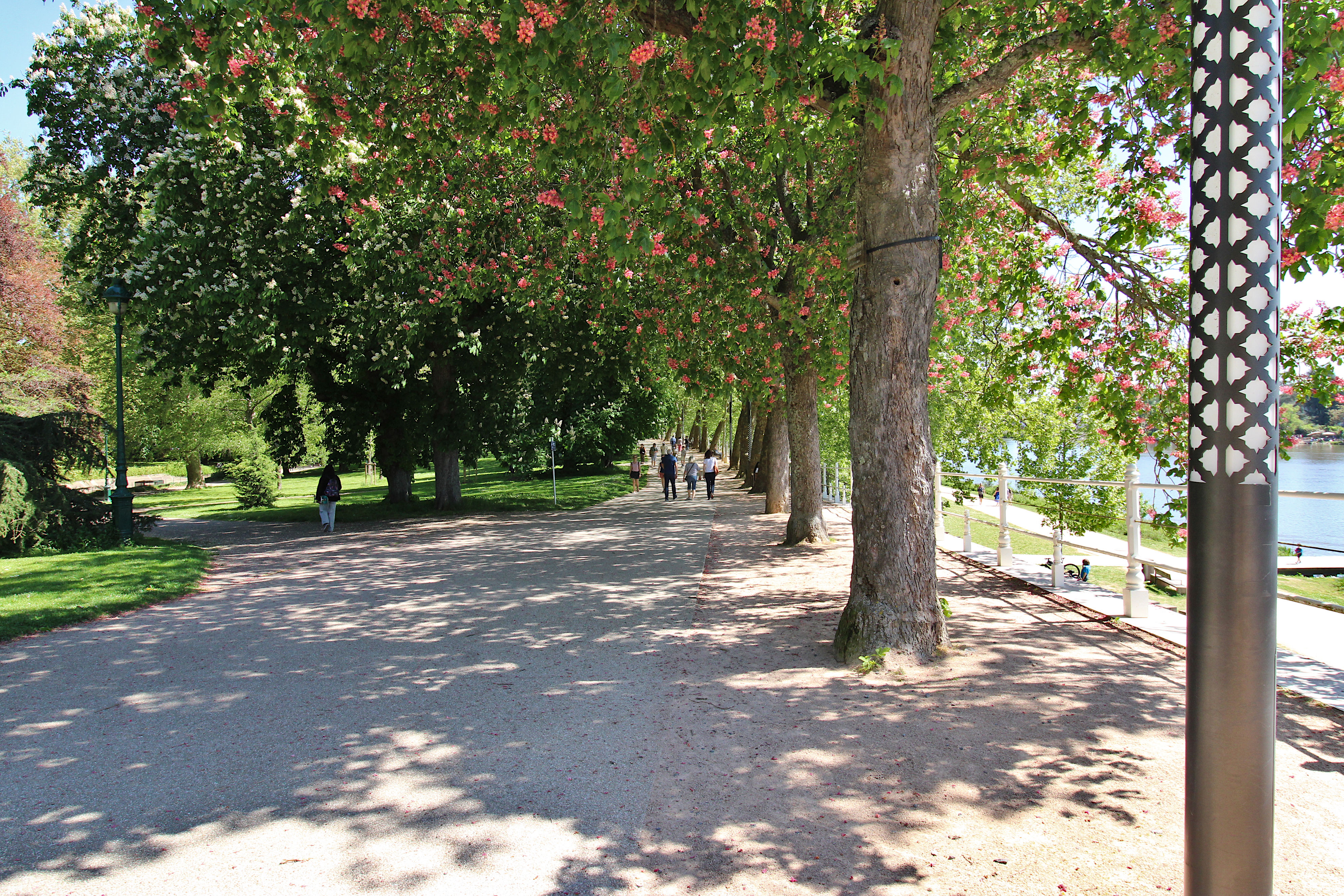
Parc Kennedy.
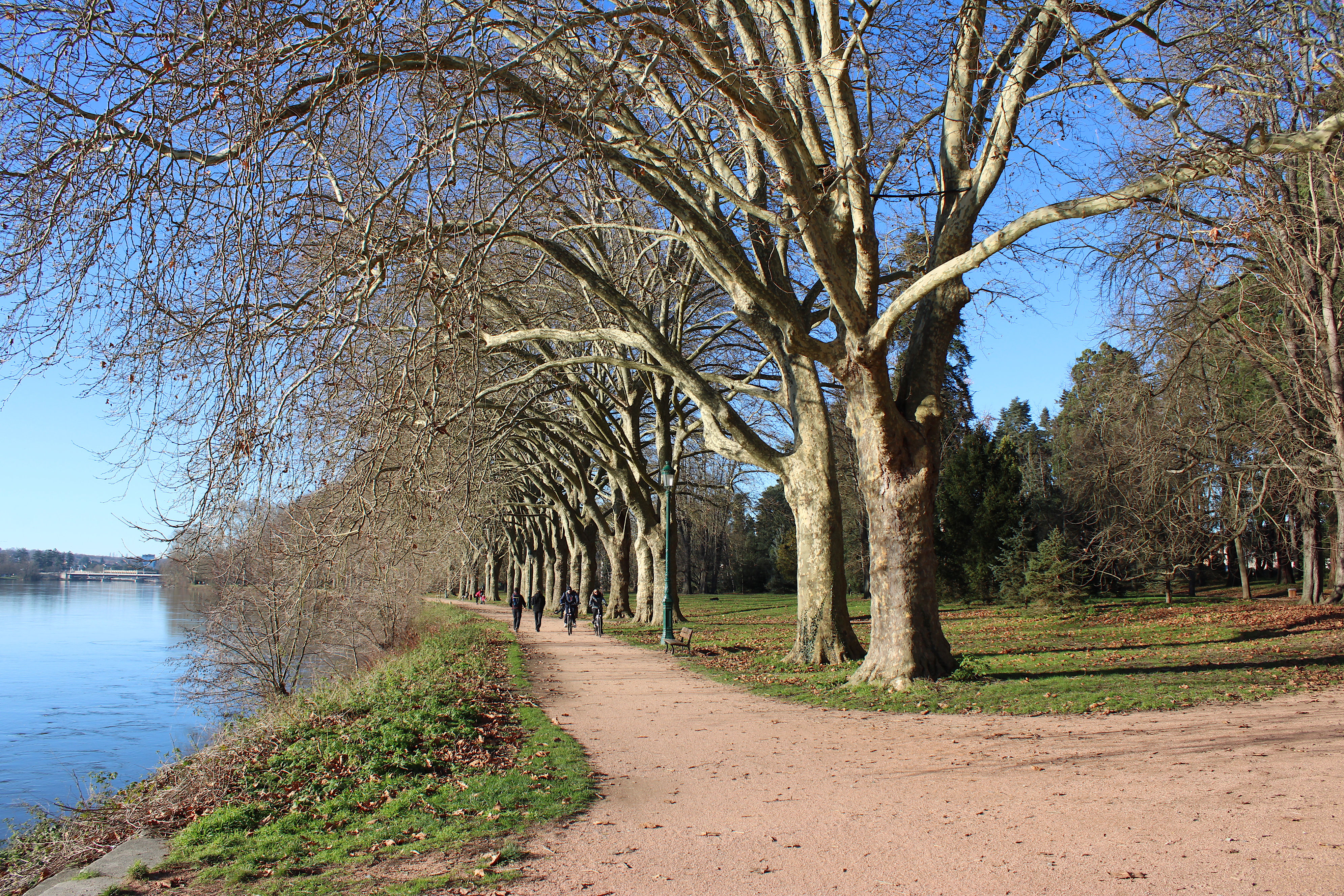
Parc des Bourins.
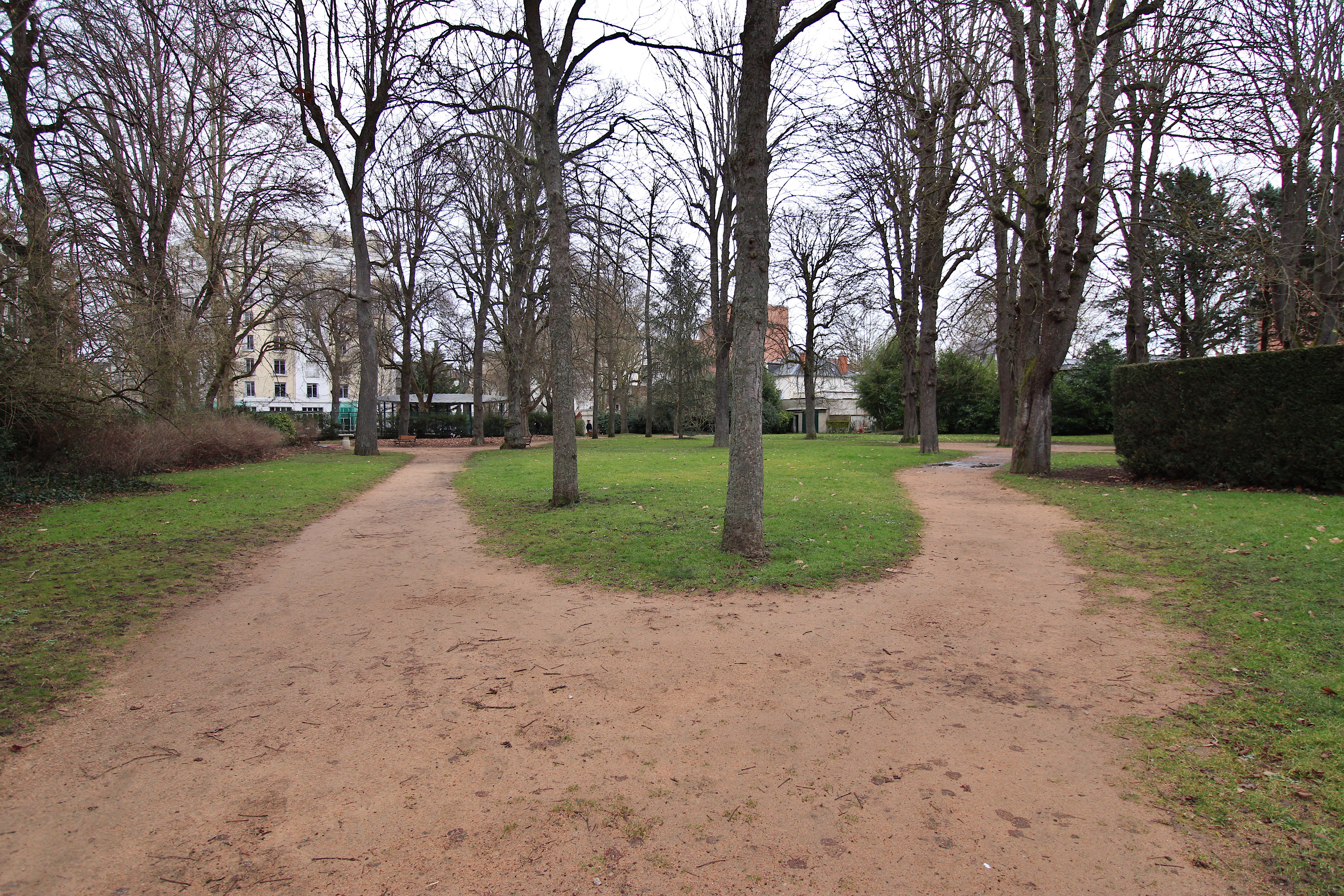
Parc des Célestins.
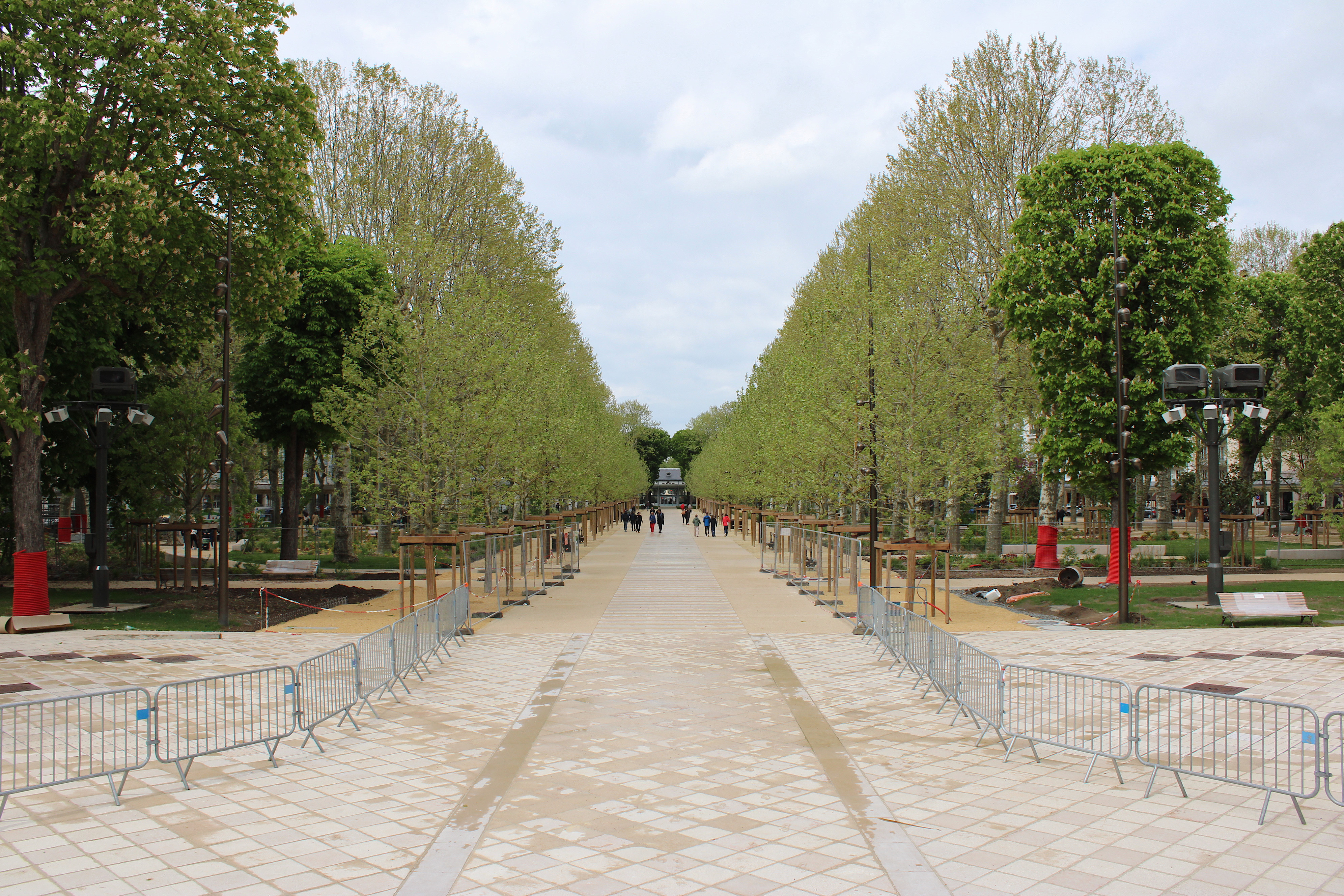
Parc des Sources.

#### Esplanade du Lac d'Allier et berges

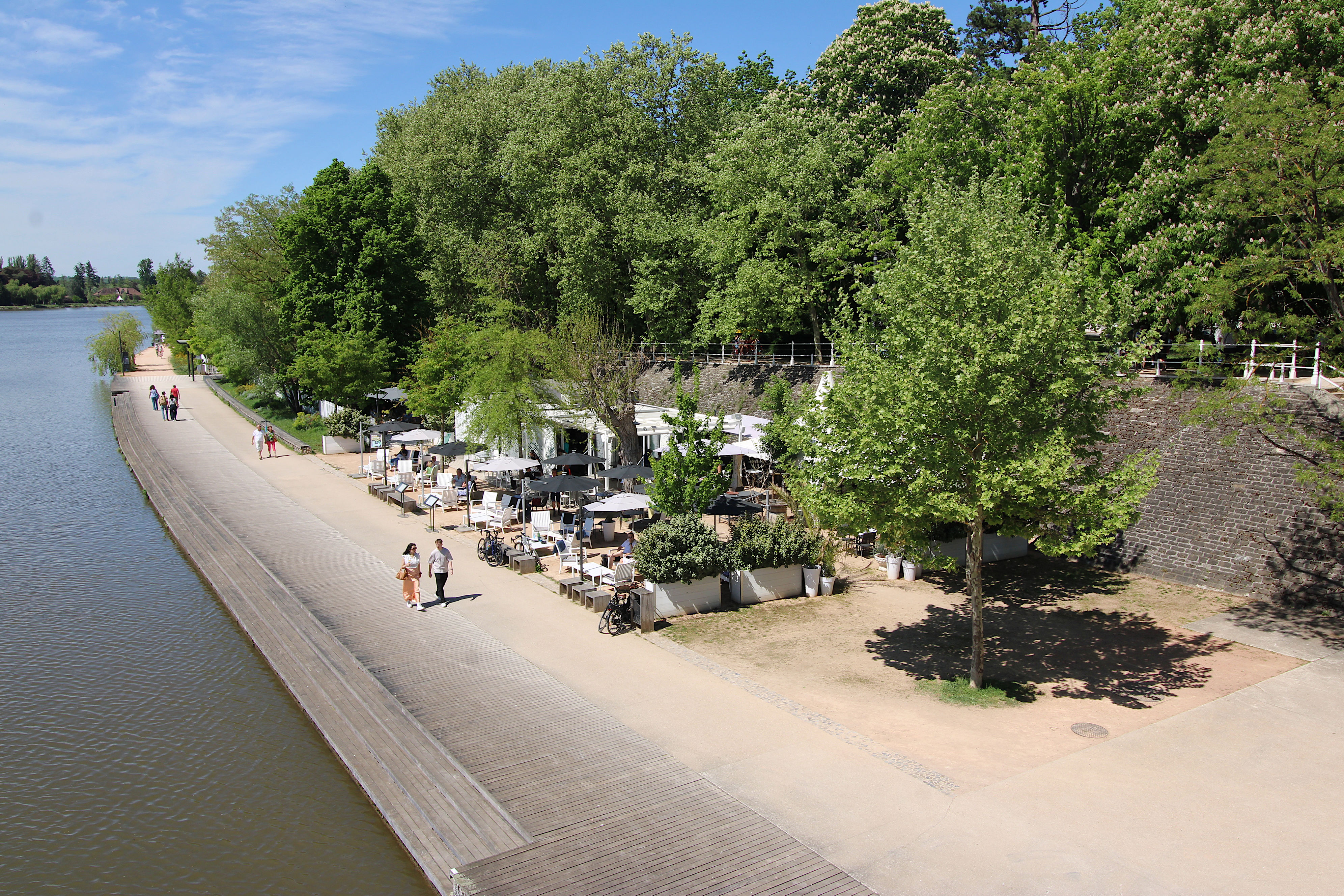
Berges de l'Allier depuis le pont Jacques-Chirac, en mai 2025.

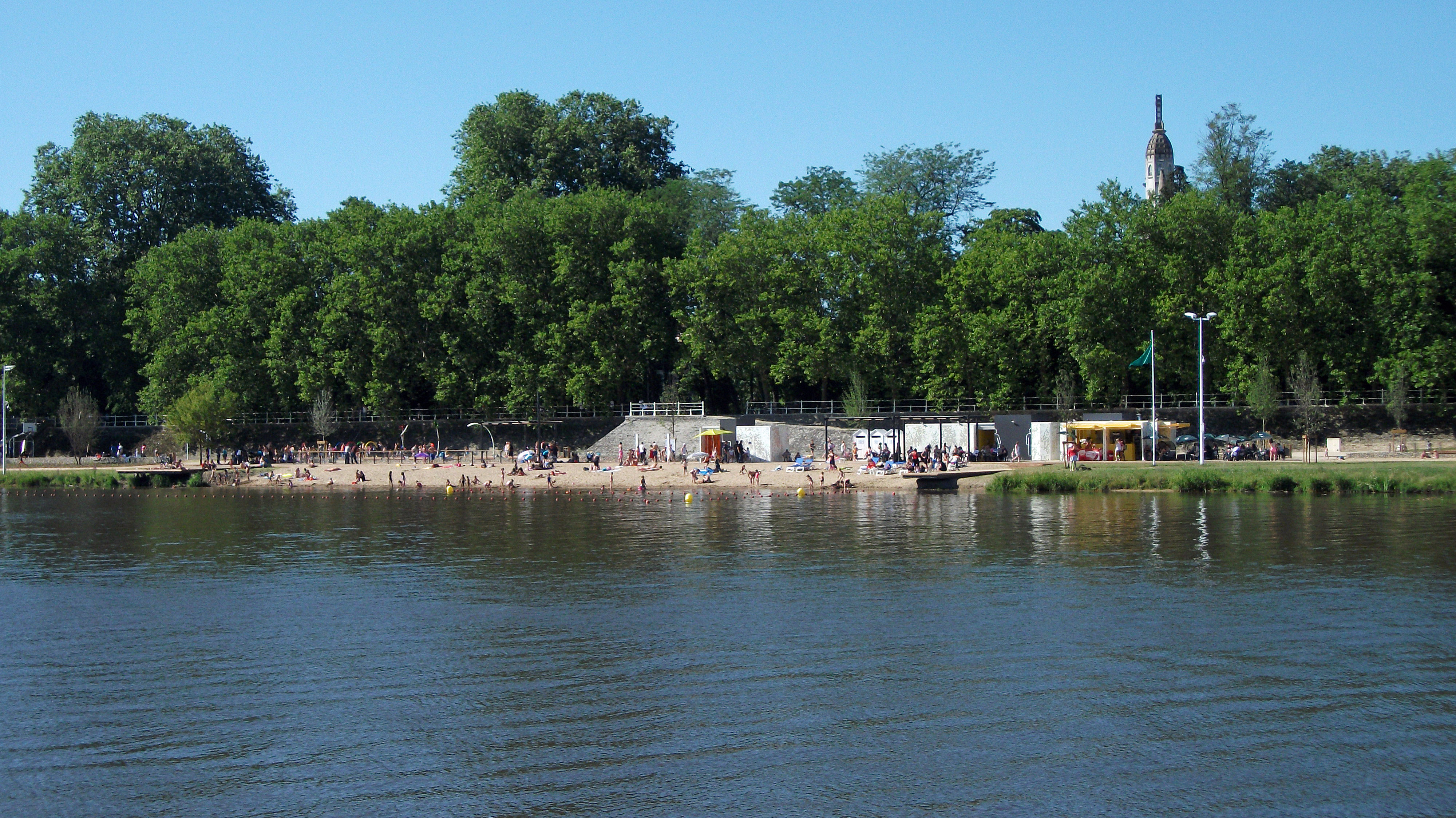
Plage des Célestins depuis la rive gauche, en juillet 2014.

Dans les parcs, la ville a su se protéger des inondations en créant des digues le long de l'esplanade du Lac d'Allier. L'urbanisation croît dans les années 1960 avec la mise en service des boulevards du Maréchal-de-Lattre-de-Tassigny et Franchet-d'Esperey puis du pont-barrage, en complément du développement du quartier des Ailes.
Le boulevard du Maréchal-de-Lattre-de-Tassigny, aménagé en voie rapide, desservait l'image de la ville en bordure de la rivière. La Ville a procédé à la requalification des bords du cours d'eau, entre la Rotonde et le pont de l'Europe, en deux phases, entre 2007 et 2009 afin de rapprocher le quartier des Ailes du centre-ville, en rénovant le boulevard par la transformation des voies, et la création de voies conçues pour les transports doux, puis en prolongeant la promenade jusqu'au pont de l'Europe.
L'esplanade est mise en valeur avec le choix de matériaux divers (bois pour les bancs et la délimitation de l'espace piéton, galets issus du lit de la rivière) et de végétaux sélectionnés, notamment des essences d'arbres singulières comme Cercidiphyllum japonicum ou Stewartia pseudocamellia considérées comme des « surprises visuelles ou olfactives » ; le mobilier, sur choix de l'architecte, est réparti irrégulièrement et aléatoirement. Ces chantiers ont bénéficié des subventions de l'agglomération, du département ainsi que de l'État,.
Le projet s'est étendu jusqu'au restaurant de La Rotonde : construit en 1963 sur le domaine public fluvial, ce bâtiment circulaire sur pilotis est inauguré en 1964. Après la fermeture du restaurant en 2005 par liquidation judiciaire, la Ville s'est engagée en juin 2008 à rénover ce bâtiment, livré en 2009 pour 1,7 million d'euros. Le bâtiment comprenait, de 2009 à 2022, deux restaurants tenus par deux exploitants.
Début 2013, Vichy a engagé la réfection de la promenade entre la Rotonde et la plage des Célestins. Ce projet s'inscrit dans le cadre d'une concertation avec l'État et les communes riveraines que la ville poursuit depuis 1992. En 2008, le conseil municipal a engagé « une étude générale de mise en valeur et de sécurisation des berges du lac d'Allier ». Le projet répond aux objectifs de valorisation du site et de maîtrise des risques, avec des impacts paysager, économique, environnemental et social. Il a nécessité le confortement des berges de l'Allier, « présentant des signes d'affaissement », ainsi que la préservation du paysage. Cette rénovation s'accompagne de la mise en valeur des terrasses, des kiosques et de la plage. Les berges ont été inaugurées le 28 juin 2014. La réalisation a coûté 8,5 millions d'euros hors taxes,.
La plage des Célestins, aménagée en 1965, avait été autorisée à la baignade par arrêté municipal du 15 juillet 1966 avant d'être interdite par arrêté préfectoral du 25 juillet 1969. La baignade fut déjà praticable entre 1956, sur la rive gauche en amont du pont de Bellerive. La qualité de l'eau sur la rivière Allier s'étant améliorée, une plage surveillée de 70 × 25 m et de 2,50 m de profondeur a été créée sur la rivière Allier en 2007 et mise en valeur en 2014.

### Enseignement

#### Établissements éducatifs
Vichy relève de l'académie de Clermont-Ferrand. Celle-ci évolue sous la supervision de l'inspection départementale de l'Éducation nationale. Le territoire communal comprend seize établissements, dont un centre d'information et d'orientation selon le ministère de l'Éducation nationale.
La commune gère six écoles maternelles, toutes publiques (Alsace, Beauséjour, La Colline, Lyautey, Pierre-Coulon, Sévigné) et cinq écoles élémentaires publiques (Georges-Méchin, Jacques-Laurent, Paul-Bert, Pierre-Coulon, Sévigné-Lafaye).
Les collèges des Célestins et Jules-Ferry sont gérés par le conseil départemental de l'Allier.
L'école élémentaire Jeanne-d'Arc, le collège Saint-Dominique, ainsi que le lycée polyvalent d'enseignement supérieur de Vichy, sont des établissements d'enseignement privé.
Les élèves des filières générales et technologiques poursuivent, sauf dérogations à la carte scolaire, leur scolarité au lycée Albert-Londres de Cusset.

#### Établissements spécialisés

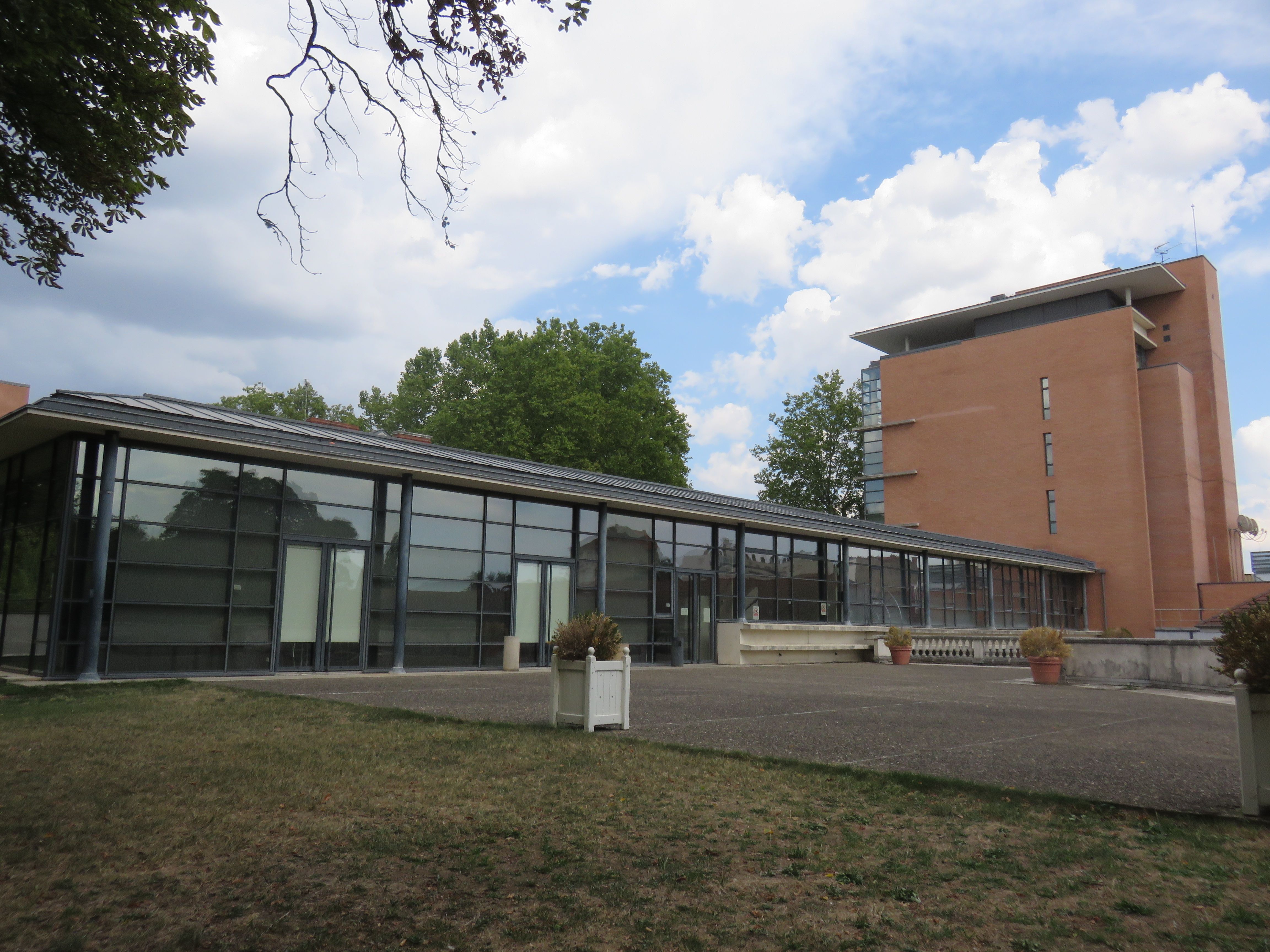
Le pôle universitaire Lardy.

La marque Vichy Campus regroupe treize établissements assurant des formations post-bac sur le territoire de Vichy Communauté. À la rentrée 2022, ces sites accueillaient 3 000 étudiants.
Le pôle universitaire et technologique Lardy, né d'un projet de réhabilitation d'une friche thermale et lancé au milieu des années 1990, est une priorité du développement économique. Ce campus de 9 000 m2 accueille 600 étudiants[Quand ?] en centre-ville, dans dix filières réparties dans les domaines des biotechnologies, du commerce international, du multimédia et des langues. Sont installés au pôle Lardy : le Centre d'approches vivantes des langues et des médias (CAVILAM), créé à Vichy en 1964 ; le pôle universitaire de l'université Clermont-Auvergne, qui assure des formations dans les domaines de l'information, de la communication et du journalisme ainsi qu'une licence de STAPS ; l'institut de formation supérieure en ostéopathie (IFSO), formant les étudiants dans ce domaine médical jusqu'à BAC+5 ; le lycée privé d'enseignement supérieur de Vichy ; ainsi que la médiathèque universitaire de l'Orangerie.
Sur le territoire communal de Vichy, sont également implantés :
- HECATE Formation, formant des agents thermaux ;
- l'école et le CFA Fournier – Silvya Terrade, dans les domaines coiffure, esthétique et maquilleur ;
- l'Institut européen de la qualité totale (IEQT), dans les domaines hygiène, qualité, sécurité et environnement ;
- l'Institut de formation en soins infirmiers (IFSI) ;
- l'Institut supérieur de rééducation psychomotrice (ISRP) : implanté à Vichy en 2018, il forme les étudiants au métier de psychomotricien[180] ;
- l'Institut de formation en masso-kinésithérapie (IFMK) : installé depuis la rentrée 2018 sur un site occupé par les Docks de Blois[VHY 3],[181], il forme les étudiants au métier de masseur-kinésithérapeute sur quatre ans. Il accueillait 375 étudiants en 2022-2023[182].

### Santé
Deux centres de santé desservent l'agglomération vichyssoise :
- le centre hospitalier Jacques-Lacarin, situé dans le quartier Denière, assure les soins de proximité autour d'un bassin de 120 000 habitants et a rejoint le 1er juillet 2016 un groupement hospitalier de territoire unissant les établissements hospitaliers du Puy-de-Dôme et de l'Allier[183] ;
- la clinique de la Pergola, située au nord de la ville, est gérée par le groupe privé Elsan depuis 2015. Un laboratoire d'analyses médicales et des bureaux de consultation ont été construits dans un nouveau bâtiment[184] inauguré au début de l'année 2022[185].

Il existe également trois résidences services et quatre maisons de retraite privées.

### Justice, sécurité, secours et défense

#### Justice
Vichy est le siège d'un tribunal de proximité et d'un conseil de prud'hommes, situés à la même adresse. Elle dépend de la cour administrative d'appel de Lyon, de la cour d'appel de Riom, du tribunal administratif de Clermont-Ferrand et des tribunaux judiciaire et de commerce de Cusset.

#### Sécurité
Une gendarmerie est implantée avenue du Colonel-Arnaud-Beltrame, dans le quartier des Garets. Construite entre 1978 et 1980, elle abrite une compagnie de gendarmerie départementale, une brigade de proximité et une brigade de recherche. Les six brigades composant la compagnie de gendarmerie de Vichy comprennent 136 militaires en 2024. La caserne prend, le 23 avril 2025, le nom du major Loïc Jeansanetas, blessé lors de l'explosion d'une maison à La Chapelle le 15 mars 2023 et décédé des suites de ses blessures le 22 avril 2023.
Un commissariat de police nationale est implanté avenue Victoria. Le site, vétuste, ne répond plus aux exigences d'un commissariat de police moderne et prévoit de déménager vers les locaux de l'ancienne agence EDF fermée en 2017. Le projet est confirmé par Gérald Darmanin, ministre de l'Intérieur, pour une ouverture prévue au milieu de l'année 2025.
Un commissariat de police municipale est implanté près du centre-ville. Un dispositif de vidéoprotection assure, depuis fin 2007, la sécurité de certains lieux fréquentés, tels que la gare, le centre-ville et les entrées de ville, ainsi que certains quartiers périphériques. Depuis une décision du conseil municipal du 27 septembre 2021, les caméras — au nombre de 421 en 2025, rive gauche et centre omnisports inclus — ont la capacité à verbaliser les infractions au code de la route (vidéo-verbalisation).

#### Secours
Les casernes de pompiers les plus proches sont à Creuzier-le-Vieux et à Bellerive-sur-Allier.
Entre le 1er janvier et le 1er décembre 2024, le centre de secours principal de Vichy, composé de 107 pompiers (dont 64 professionnels), basé à Creuzier-le-Vieux et propriété de la communauté d'agglomération Vichy Communauté, a enregistré 5 196 interventions.

## Population et société

### Démographie

#### Évolution de la population
L'évolution du nombre d'habitants est connue à travers les recensements de la population effectués dans la commune depuis 1793. Pour les communes de plus de 10 000 habitants les recensements ont lieu chaque année à la suite d'une enquête par sondage auprès d'un échantillon d'adresses représentant 8 % de leurs logements, contrairement aux autres communes qui ont un recensement réel tous les cinq ans,.

En 2022, la commune comptait 25 702 habitants, en évolution de +5,41 % par rapport à 2016 (Allier : −1,38 %, France hors Mayotte : +2,11 %).
| 1793  | 1800 | 1806  | 1821 | 1831 | 1836  | 1841  | 1846  | 1851  |
| ----- | ---- | ----- | ---- | ---- | ----- | ----- | ----- | ----- |
| 1 763 | 839  | 1 000 | 776  | 985  | 1 148 | 1 361 | 1 601 | 1 696 |

| 1856  | 1861  | 1866  | 1872  | 1876  | 1881  | 1886   | 1891   | 1896   |
| ----- | ----- | ----- | ----- | ----- | ----- | ------ | ------ | ------ |
| 2 910 | 3 740 | 5 666 | 6 028 | 6 428 | 8 486 | 10 344 | 10 870 | 12 330 |

| 1901   | 1906   | 1911   | 1921   | 1926   | 1931   | 1936   | 1946   | 1954   |
| ------ | ------ | ------ | ------ | ------ | ------ | ------ | ------ | ------ |
| 14 254 | 15 315 | 16 502 | 17 501 | 19 507 | 22 207 | 25 074 | 29 370 | 30 403 |

| 1962   | 1968   | 1975   | 1982   | 1990   | 1999   | 2006   | 2011   | 2016   |
| ------ | ------ | ------ | ------ | ------ | ------ | ------ | ------ | ------ |
| 30 614 | 33 506 | 32 117 | 30 527 | 27 714 | 26 528 | 26 108 | 24 992 | 24 383 |

| 2021   | 2022   | - | - | - | - | - | - | - |
| ------ | ------ | - | - | - | - | - | - | - |
| 25 789 | 25 702 | - | - | - | - | - | - | - |

En 1846, Vichy comptait 1 553 habitants dont la moitié vivait dans le secteur « ville ». En 1861, on comptait 3 740 habitants, dont plus de 2 550 dans le secteur « bains ». La population a considérablement augmenté du fait de l'activité thermale et de l'appel des communes et cantons limitrophes. Le seuil de 20 000 habitants est dépassé dans les années 1920-1930 ; par ailleurs, on recensait 1 136 étrangers au 1er janvier 1930.
À la fin du XXe siècle et au début du XXIe siècle, la population de la commune a diminué, passant de 33 506 habitants en 1968 à 26 528 en 1999, puis sous les 25 000 en 2011. En 2021, cette tendance semble s'inverser, en atteignant 25 789 habitants (en hausse de 0,5 % par rapport à 2015), portée par l'attractivité du territoire communal et communautaire quand la population du département et des deux autres principales villes (Montluçon et Moulins) diminue.

#### Pyramide des âges
En 2021, le taux de personnes d'un âge inférieur à 30 ans s'élève à 29,0 % dans la commune, ce qui est égal à la moyenne départementale. À l'inverse, le taux de personnes d'âge supérieur à 60 ans est de 42,8 % la même année, alors qu'il est de 35,6 % au niveau départemental.
En 2021, la commune comptait 11 111 hommes pour 14 678 femmes, soit un taux de 56,92 % de femmes, largement supérieur au taux départemental (52,03 %).
Les pyramides des âges de la commune et du département s'établissent comme suit :
| Hommes | Classe d’âge | Femmes |
| ------ | ------------ | ------ |
| 2,3    | 90 ou +      | 4,6    |
| 13,3   | 75-89 ans    | 20,0   |
| 20,0   | 60-74 ans    | 23,7   |
| 16,0   | 45-59 ans    | 14,6   |
| 14,7   | 30-44 ans    | 11,7   |
| 21,3   | 15-29 ans    | 15,9   |
| 12,5   | 0-14 ans     | 9,6    |

| Hommes | Classe d’âge | Femmes |
| ------ | ------------ | ------ |
| 1,2    | 90 ou +      | 3      |
| 10     | 75-89 ans    | 13,4   |
| 21,3   | 60-74 ans    | 22     |
| 20,6   | 45-59 ans    | 19,6   |
| 15,7   | 30-44 ans    | 15     |
| 15,6   | 15-29 ans    | 12,9   |
| 15,7   | 0-14 ans     | 14     |

### Manifestations culturelles et festivités

#### Événements récurrents
Depuis 1976, les salons du palais des congrès accueillent le festival de Vichy de Scrabble, une compétition internationale de Scrabble fréquentée par plus de 2 000 joueurs venant de plusieurs pays du monde.
L'office de tourisme de Vichy organise les fêtes Napoléon III en mémoire de son attachement à la commune. Cette manifestation, reconduite chaque année, a été créée en 2008 à l'occasion du bicentenaire de la naissance de Napoléon III.
Fin juin se tient le grand pique-nique des parcs, au parc des Bourins, avec la participation d'un orchestre local.
Depuis 2013, le festival photographique Portrait(s) met en valeur des visages connus ou anonymes de photographes de renom ; les œuvres sont visibles au Grand établissement thermal, au centre culturel et à la médiathèque Valery-Larbaud, en bordure du lac d'Allier et autour de la gare.
Durant la saison estivale, l'opération Un été à Vichy (existant depuis 2018) propose des animations et des activités culturelles afin d'animer la ville, de développer le tourisme, de mobiliser les acteurs locaux et de mettre en valeur l'environnement (elle se substitue à l'opération Vichy Nouvelle Vague, qui a existé de 2007 à 2017), de fin avril à fin septembre :
- dans le parc des Sources, les Jeudis de Vichy sont organisés chaque jeudi après-midi de juillet et août ;
- des feux d'artifice sont tirés le 14 juillet[VHY 41] et le 15 août[VHY 42] depuis la rive gauche.

Depuis l'inscription des Grandes villes d'eaux d'Europe au patrimoine mondial, une fête anniversaire UNESCO se tient aux alentours du 24 juillet. Vichy accueille, chaque année, une ville du site transnational (Montecatini Terme en 2022, Baden bei Wien en 2023, Baden-Baden en 2024 et Karlovy Vary en 2025).

#### Événements disparus
De 1892 à 1991, des corridas étaient organisées à Vichy. La ville était la plus septentrionale de France, voire d'Europe, à en accueillir : la population des curistes, qui augmentait à la fin du XIXe siècle, présentait « une forte hétérogénéité sociale » selon Philippe Lavastre, auteur d'un ouvrage sur la tauromachie à Vichy. D'abord installées à l'emplacement de l'actuel monument aux morts, les arènes ont déménagé en 1914 près de l'actuel marché couvert, puis dans le quartier des Garets jusqu'à leur dernière édition le 15 août 1991.
De 1961 à 1992, la ville organisait un carnaval. En mars 2022, la municipalité annonce le retour de cet événement, tenu du 16 au 18 septembre 2022, et qui mobilise l'ensemble des communes de la communauté d'agglomération Vichy Communauté.
En 1987, un festival européen du film était organisé à Vichy à l'initiative d'une association spécialisée. Les cinémas de la ville projetaient des films des différents pays européens. Le festival n'a duré que deux ans.

### Sports

#### Clubs
Le principal club de basket-ball est la Jeanne d'Arc Vichy Basket, finaliste de la coupe d'Europe en 1970. Celle-ci évolue en Pro B (2e division).
En football, le Racing Club Vichy football évolue en Régional 2 (7e division) pour la saison 2024-2025.
En rugby à XV, le Racing Club Vichy évolue en Fédérale 3 pour la saison 2024-2025. Vichy possède un club de rugby à XIII, Vichy XIII, un des rares en France à posséder une section pratiquant le rugby à XIII en fauteuil roulant.

#### Équipements sportifs

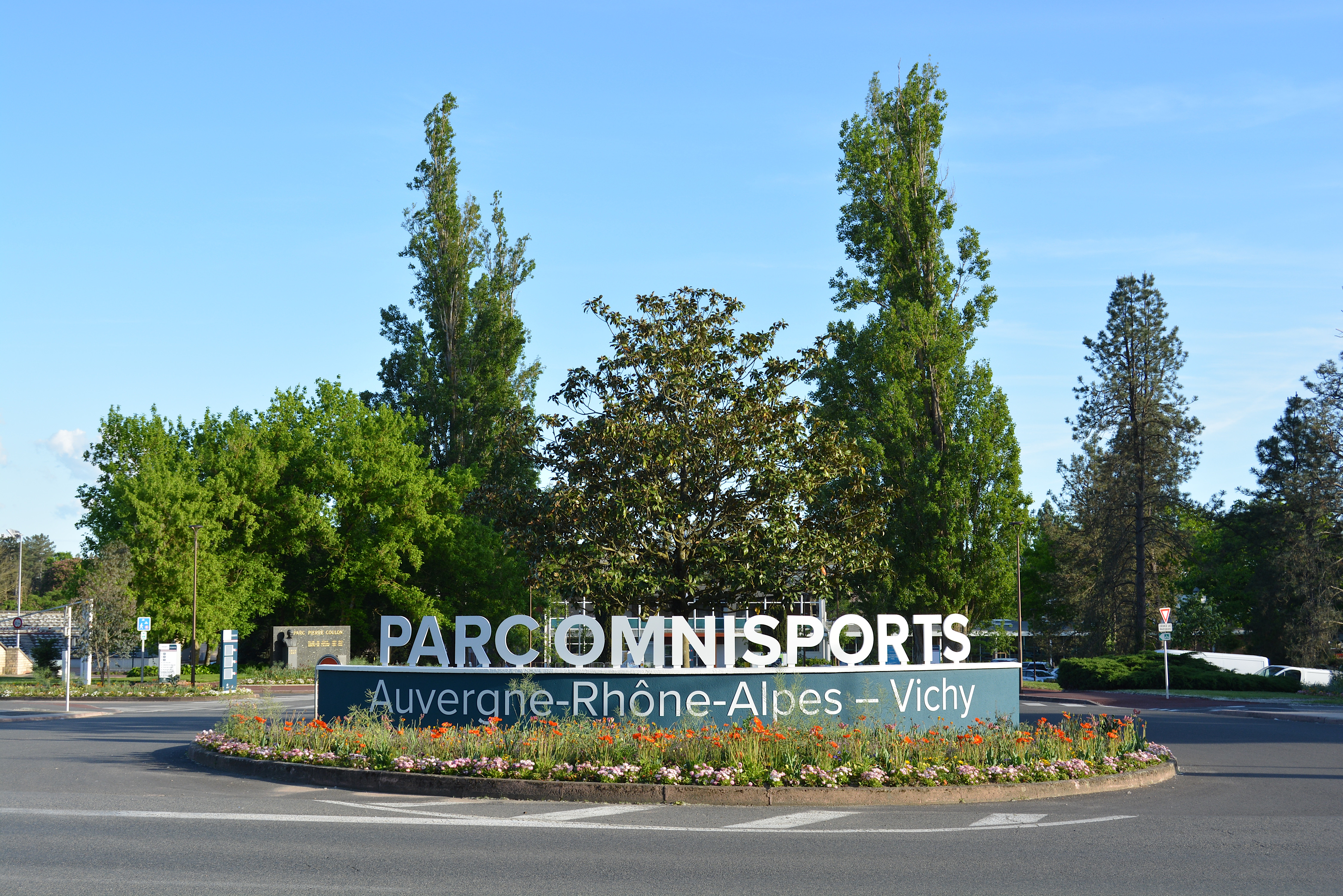
Entrée du parc omnisports Auvergne-Rhône-Alpes — Vichy, en rive gauche, en mai 2024.

De nombreux équipements sont situés à l'extérieur du territoire communal, en rive gauche de l'Allier, sur le territoire communal de Bellerive-sur-Allier.
L'hippodrome accueille les courses de chevaux depuis 1875. La saison hippique s'étend de mai à septembre. Des courses nocturnes sont organisées de 1965 à 2007 et depuis 2015 ainsi que des Quinté +. La Grande Semaine du Galop se déroule en juillet. En outre, des soirées événements sont programmées.
Le parc omnisports Pierre-Coulon, d'une superficie de 120 hectares, comprend une dizaine de terrains (football, volley-ball), des courts de tennis, un stade d'athlétisme, un palais des sports avec deux gymnases, des équipements pour une cinquantaine de disciplines et un centre international de séjour de 230 lits. Il accueille en stage les équipes professionnelles des sports comme le football, l'escrime, le basket et le rugby.
Attenant au parc omnisports Pierre-Coulon, le CREPS Auvergne-Rhône-Alpes / Vichy est un établissement public à caractère administratif du ministère des Sports offrant 5 550 m2 d'installations sportives couvertes, 25 000 m2 non couvertes dans un parc de 9,2 hectares, ainsi qu'un pôle médical sportif. Il est l'unique opérateur public dans l'ancienne région administrative Auvergne pour les formations du ministère chargé des sports et propose 56 actions depuis le niveau IV jusqu'au niveau II, dans les domaines aquatique, nautique, sport de pleine nature, activités pugilistiques, sports collectifs, etc. En 2019, la région Auvergne-Rhône-Alpes a débloqué 24 millions d'euros pour moderniser le site, labellisé en octobre 2020 centre de préparation aux Jeux olympiques de 2024. De 1972 à 1990, il a abrité l'Institut national du football de Vichy.
En rive droite, le stade équestre du Sichon, rénové en 2018, accueille des compétitions telles que le Jumping International CSI ou des championnats internationaux de chevaux.
Le plan d'eau permet la pratique de l'aviron (avec des compétitions dont les championnats de France et un club résident : Club de l'aviron de Vichy), le ski nautique (avec compétitions), la voile et la planche à voile, le canoë-kayak et le rafting (apprentissage et perfectionnement sur la rivière artificielle)[réf. obsolète].
Le bassin de Vichy possède deux terrains de golf, en rive gauche : le golf du Sporting Club de Vichy, créé en 1908, contigu à l'hippodrome, et le golf de Montpensier, situé à Serbannes, à huit kilomètres.

#### Événements sportifs

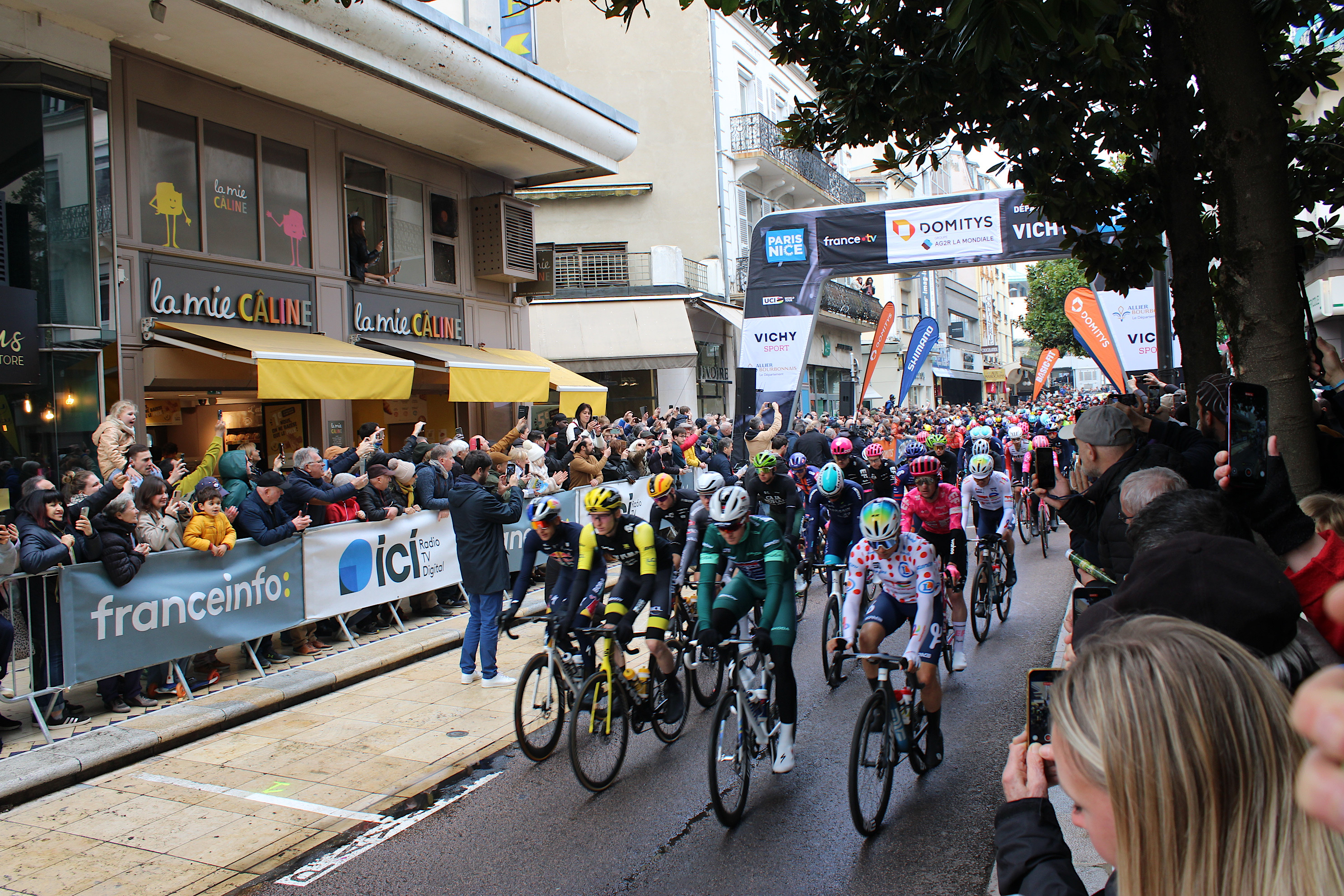
Départ de la 4e étape du Paris-Nice 2025.

La ville a accueilli plusieurs compétitions nationales, voire internationales.
En cyclisme, Vichy n'a été qu'une seule fois ville-étape du Tour de France, en 1952. Le dernier passage du Tour remonte à 2008, lors de la 19e étape reliant Roanne à Montluçon le 25 juillet. Néanmoins la ville pourrait « faire la promotion de ses équipements sportifs », notamment par sa modernisation portée par la communauté d'agglomération, ou son importante capacité hôtelière, en accueillant une étape du Tour.
Le Paris-Nice a fait étape en 2009. Elle a été la ville d'arrivée d'une étape en provenance d'Orval le 10 mars et la ville de départ d'une étape vers Saint-Étienne le lendemain. Elle a également été ville de départ, le 13 mars 2019, de l'étape menant à Pélussin, dans la Loire, le 12 mars 2025 d'une étape menant à La Loge des Gardes, et ville de passage en 2023 (4e étape entre Saint-Amand-Montrond et la station de ski de La Loge des Gardes).
En juin 2006, plusieurs rencontres de la coupe du monde de rugby des moins de 21 ans ont été organisées au stade municipal Louis-Darragon.
Depuis 2011, Vichy organise une des principales compétitions françaises de triathlon. Le Challenge Vichy (ou European Championships Triathlon Long Distance Challenge), composé de trois épreuves, est devenu Ironman, avec l'organisation d'un Ironman 70.3 le samedi et un Ironman le dimanche. Vichy est la seule ville européenne à organiser ces deux épreuves labellisées par la World Triathlon Corporation un week-end.
Sur le lac d'Allier, une coupe du monde de course en ligne de canoë-kayak a été organisée en 2010 en vue de la qualification pour les Jeux olympiques de Londres. Cependant, la Fédération française de canoë-kayak se désiste quant à l'organisation des championnats du monde de course en ligne de canoë-kayak en 2011, à cause du « courant circulant sur la rivière Allier » et du « manque d'équité du bassin thermal ».
En juillet 2012, le stade aquatique a accueilli l'équipe américaine de natation, en vue de la préparation aux JO de Londres,. Cet accueil a profité à l'agglomération, selon son président, de « retombées très importantes » grâce à une entente avec France Sport et l'office de tourisme et a coûté 80 000 €. L'Open de France de natation y a été organisé entre 2013 et 2016.
En juin 2016, pendant le championnat d'Europe de football, l'équipe de Slovaquie a choisi Vichy comme camp de base.
La ville a été l'étape de tours automobiles d'opticiens en 2006, 2010 et 2013.
En 2023, Vichy a accueilli les Jeux globaux (Virtus Global Games), dont certaines disciplines sont qualificatives pour les Jeux paralympiques d'été de 2024.

### Médias
Les kiosques distribuent les journaux locaux ou régionaux suivants :
- La Montagne, journal régional couvrant l'Auvergne et une partie du Limousin, quotidien du lundi au samedi  (ISSN 1282-920X) et le dimanche  (ISSN 0767-4074) ;
- La Semaine de l'Allier, hebdomadaire sur l'actualité du département  (ISSN 1772-9351) ;
- La Gazette Bourbonnaise, hebdomadaire de Vichy-Cusset et de l'Allier, annonces légales.

Le journal gratuit Info est distribué sur la ville, ainsi que Baroq Magazine, distribué par Karte Blanche et l'association Waï Not depuis 2018.
La municipalité édite le bimestriel C'est à Vichy  (ISSN 1279-936X) depuis décembre 1996.
La tour de télécommunications, d'une hauteur de 95 m et construite vers 1975, domine l'agglomération de Vichy, à cheval sur les communes du Vernet et d'Abrest. Elle assure la diffusion de quelques radios nationales en FM, comme RTL 92.9, Europe 1 94.6, RFM 88.6, RMC 100.5, BFM Business 91.8, Europe 2 97.8, RTL2 97.2, Fun Radio 103.3 et Radio Classique 91.0, Elle diffusait anciennement les chaînes TF1, France 2 et France 3 en analogique.
D'autres radios nationales sont reçues à partir d'autres sites : Skyrock 99.2, NRJ 99.6, Rire et Chansons 95.1, M Radio 96.4, Sud Radio 92.4.
Listes des radios locales : Logos FM 93.8, RVA 107.5, Fusion FM 94.2, Chérie FM 90.0, RCF Allier 89.2, Radio Scoop 98.8 et Clash FM 101.0.
Depuis décembre 2022, la webradio associative et étudiante Calidis diffuse également des programmes depuis Vichy. Cette dernière a été créée par des étudiants du pôle universitaire de Vichy. Cette association est indépendante.
ici Pays d'Auvergne est captée sur 102,5 MHz grâce au site TDF du Puy de Dôme, tout comme les autres radios publiques.
La diffusion de la télévision est assurée par l'émetteur TDF de Cusset. Les foyers reçoivent les chaînes gratuites de la TNT ainsi que les décrochages régionaux de France 3 Auvergne.
Le site Internet de la ville existe depuis 1999. La présentation a été modifiée en 2007 puis en 2015. La troisième mouture, mise en ligne le 10 juillet 2015, a été développée par une agence digitale clermontoise, tenant compte des évolutions en matière du numérique (responsive design) pour compatibilité avec PC et appareils mobiles. Elle met également en valeur les réseaux sociaux (Facebook, Twitter, YouTube, Dailymotion, Instagram, Vine).

### Cultes

#### Catholicisme
- Église Saint-Louis, place Saint-Louis.
- Église Saint-Blaise et Notre-Dame-des-Malades, rue d'Allier.
- Église Sainte-Jeanne d'Arc, rue Jean-Jaurès.
- Chapelle des Missions, avenue Thermale.
- Chapelle du Sacré-Cœur, rue Louis-Blanc.
- Chapelle Sainte-Bernadette, rue des Pâquerettes.
- Chapelle de l'hôpital, boulevard de l'Hôpital.
- Chapelle de l'école Jeanne-d'Arc, rue du Maréchal-Joffre.

#### Église orthodoxe
- Chapelle du Christ Sauveur, rue du Docteur Charles (patriarcat de Constantinople).
- Chapelle de la Transfiguration, rue Beauparlant (patriarcat de Roumanie).
- monastère orthodoxe de Saint-Hubert, sur la commune de Chavenon (patriarcat de Moscou et de toute la Russie).

#### Protestantisme
- Temple protestant de Vichy, rue du Docteur Max-Durand-Fardel (Église protestante unie de France), monument historique de style néogothique anglais.

#### Évangélique
- Église évangélique assemblée de Dieu, rue Belin.
- Église évangélique le Cep, rue Grenet.
- Église évangélique assemblée chrétienne, rue de Châteaudun.
- Église évangélique Revivre, avenue de Lyon.

#### Adventisme
- Église adventiste du septième jour, rue Darcet.

#### Judaïsme
- Synagogue, rue du Maréchal-Foch.

#### Islam
- Mosquée Al Rahma située au 51 allée des Ailes.
- Mosquée Al Hijra située au 61 rue Fleury.
- Mosquée turque située au 32 rue d'Alsace.

#### Bouddhisme
- Pagode Phap Vuong qui se situe sur la commune de Noyant-d'Allier.

#### Culte antoiniste
- Temple antoiniste, 7 rue Bargoin, inauguré le 5 septembre 1920.

## Économie

### Aperçu général

#### La marque «Vichy»
La ville est renommée pour ses cures thermales depuis le temps des Romains. Ses eaux sont célèbres dans le monde entier (sources Vichy Célestins, Saint-Yorre) mais les pastilles confectionnées à partir des sels minéraux contenus dans les eaux de source sont également réputées.
Le secteur de la santé et de la beauté, avec les laboratoires du groupe L'Oréal, permet également de diffuser le nom de la ville au monde entier sous la marque Vichy.
Les marques territoriales de la ville sont nombreuses et se déclinent en plusieurs domaines, à l'échelle de la commune ou de la communauté d'agglomération, telles que :
- Vichy Campus, marque créée en 2022 rassemblant des partenaires de l'enseignement supérieur ;
- Vichy Culture, établissement public de coopération culturelle créé en 2019 et rassemblant l'opéra, les centres culturels et les salles d'exposition ;
- Vichy Destinations, marque de l'office de tourisme pour le grand public ;
- Vichy Économie, agence de développement économique de Vichy et son agglomération ;
- Vichy Événements, marque créée en 2023 pour le tourisme d'affaires ;
- Vichy Sport, marque promouvant et organisant des événements sportifs à Vichy ; la compétence est pleinement assurée par Vichy Communauté depuis 2019.

#### Spécificité communale du bassin
Contrairement à ses voisines de l'Allier, Montluçon l'industrielle et Moulins l'administrative, l'économie du bassin de Vichy est très diversifiée. L'impression première d'une ville uniquement touristique et thermale masque une réalité manufacturière avec notamment les activités de la filière cosmétique, de la plasturgie, de la mécanique, de l'électricité / électronique et de l'agro-alimentaire (confiserie, viande). Ce secteur industriel est composé de quelques grosses unités, mais surtout de nombreuses PME. Outre ces activités manufacturières, Vichy présente des spécificités dans le secteur tertiaire avec les activités thermales et notamment la remise en forme qui cherche à pallier le déclin du thermalisme médical, le commerce local ouvert le dimanche qui attire traditionnellement une clientèle des départements environnants, le tourisme et aujourd'hui les activités du tertiaire supérieur.

#### Sites économiques
La compétence « développement économique » est pleinement assurée par la communauté d'agglomération Vichy Communauté, gérant 16 zones d'activités sur les 19 que compte le territoire, dont deux sont situées sur le territoire communal : l'Atrium et la zone d'activités de la Croix Saint-Martin.
La communauté d'agglomération de Vichy Val d'Allier a construit, sur le site de l'ancienne usine d'embouteillage, un espace entreprises destiné à accueillir huit cents emplois sur 8 000 m2 répartis sur deux niveaux. Le pôle d'activités tertiaires a été inauguré le 18 janvier 2008, pour un coût de plus de 15,5 millions d'euros. Dénommé à l'origine L'Atrium, il est baptisé Atrium René-Bardet en hommage au président de Vichy Val d'Allier décédé en mars 2013. Macif Centre France a été le premier occupant du site.
Le palais des Congrès accueille essentiellement les congrès d'associations professionnelles et de sociétés savantes dans un espace de 18 000 m2 comprenant deux salles plénières et quinze salons de commissions modulables. Avec 25 000 visiteurs par an[Quand ?], les congrès l'emportent désormais sur le thermalisme[réf. nécessaire], qui comptait un peu plus de 12 000 curistes en 2003. L'un des enjeux du thermalisme sera de sortir des seules indications thérapeutiques et se réorienter sur le créneau de la remise en forme et les séjours plus courts que la durée traditionnelle de trois semaines.[réf. nécessaire]
Vichy accueille depuis 1989 l'un des cinq sites de l'Institut européen de la qualité totale.
Elle est l'un des deux sièges de la Chambre de commerce et d'industrie de Moulins-Vichy.

### Revenus de la population
En 2011, le revenu fiscal médian par ménage (14 578 ménages) était de 19 717 €, ce qui plaçait Vichy au 31 060e rang des communes de plus de quarante-neuf ménages en métropole.

### Emploi
Le bassin d'emploi a été menacé par la fermeture de deux importants employeurs locaux (Manurhin et Sediver) et les créations d'emplois par des entreprises en développement comme NSE (Nizerolles Systèmes Électroniques) ou Satel (centre d'appels) n'ont pas compensé les suppressions de postes qui en découleront, même si le voyagiste sur Internet Karavel a implanté en 2005 son centre d'appels,, promettant 200 salariés, sur un site construit par la SEMIV ou la société d'informatique lyonnaise Percall, implantée en centre-ville pour répondre aux besoins d'intégration de clients de PTC et spécialisée dans la gestion de cycle du produit, qui accueillait 45 salariés en 2009.
Le centre hospitalier Jacques-Lacarin est l'un des plus importants employeurs de la ville. Il emploie 2 000 personnes.
En 2020, la population âgée de 15 à 64 ans s'élevait à 13 290 personnes, parmi lesquelles on comptait 66,4 % d'actifs dont 52,1 % ayant un emploi et 14,3 % de chômeurs.
La commune compte, à elle seule, 8 844 actifs en 2020 (dont 6 920 avec un emploi), en baisse par rapport à 2014 (9 675), tout comme le nombre d'actifs avec emploi (7 566).
On comptait 12 121 emplois dans la zone d'emploi. Le nombre d'actifs ayant un emploi résidant dans la zone étant de 7 166, l'indicateur de concentration d'emploi est de 169,2 %, ce qui signifie que la zone d'emploi offre plus de trois emplois pour deux habitants actifs.
Le taux de chômage (au sens du recensement) des 15-64 ans reste élevé, à 21,6 % en 2020 (contre 21,9 % en 2013).

### Entreprises
Au 31 décembre 2020, Vichy comptait 2 452 unités légales, dont 902 dans le commerce de gros et de détail, les transports, l'hébergement et la restauration, 428 dans l'administration publique, l'enseignement, la santé humaine et l'action sociale et 341 dans les activités spécialisées, scientifiques et techniques et les activités de services administratifs et de soutien.
En outre, elle comptait 2 942 établissements.
Vichy n'abrite que cinq entreprises dont le chiffre d'affaires dépasse dix millions d'euros :
- la Compagnie de Vichy[236] (anciennement Compagnie fermière de Vichy), active dans les cures thermales, l'hôtellerie et l'eau minérale ;
- la polyclinique La Pergola ;
- MDA Rectutement, une agence d'intérim ;
- Planche, une entreprise de travaux publics[237] ;
- Radiotel, entreprise de télécommunications[238] fondée en 1983[239].

La ville abrite aussi l'Atrium, un hôtel, une pépinière d'entreprises et un espace de coworking de la communauté d'agglomération Vichy Communauté, installé dans des anciens entrepôts d'embouteillage de la Compagnie fermière situés près de la gare. Parmi les entreprises présentes, on peut citer Rue de la Paye (installée depuis 2018 dans ce bâtiment après son rachat par Cegedim), société de prestations en ressources humaines, et Whisperies, une plate-forme de livres numériques pour enfants.

### Agriculture
L'espace agricole n'occupait plus que 3 % du territoire communal en 2011. Au recensement agricole de 2010, la commune ne comptait aucune exploitation agricole, contre deux en 2000 et quatre en 1988.

### Industrie
La ville abritait la plus grande friche industrielle au sud de la gare : les Docks de Blois, « dédiés à une activité de stockage en connexion directe avec le réseau des chemins de fer ». Les bâtiments, en ruines, ont été démolis fin 2016 pour permettre la construction d'un ensemble immobilier, livré en 2018,, ainsi qu'un supermarché. Le site abrite l'institut de formation en masso-kinésithérapie.

### Commerce

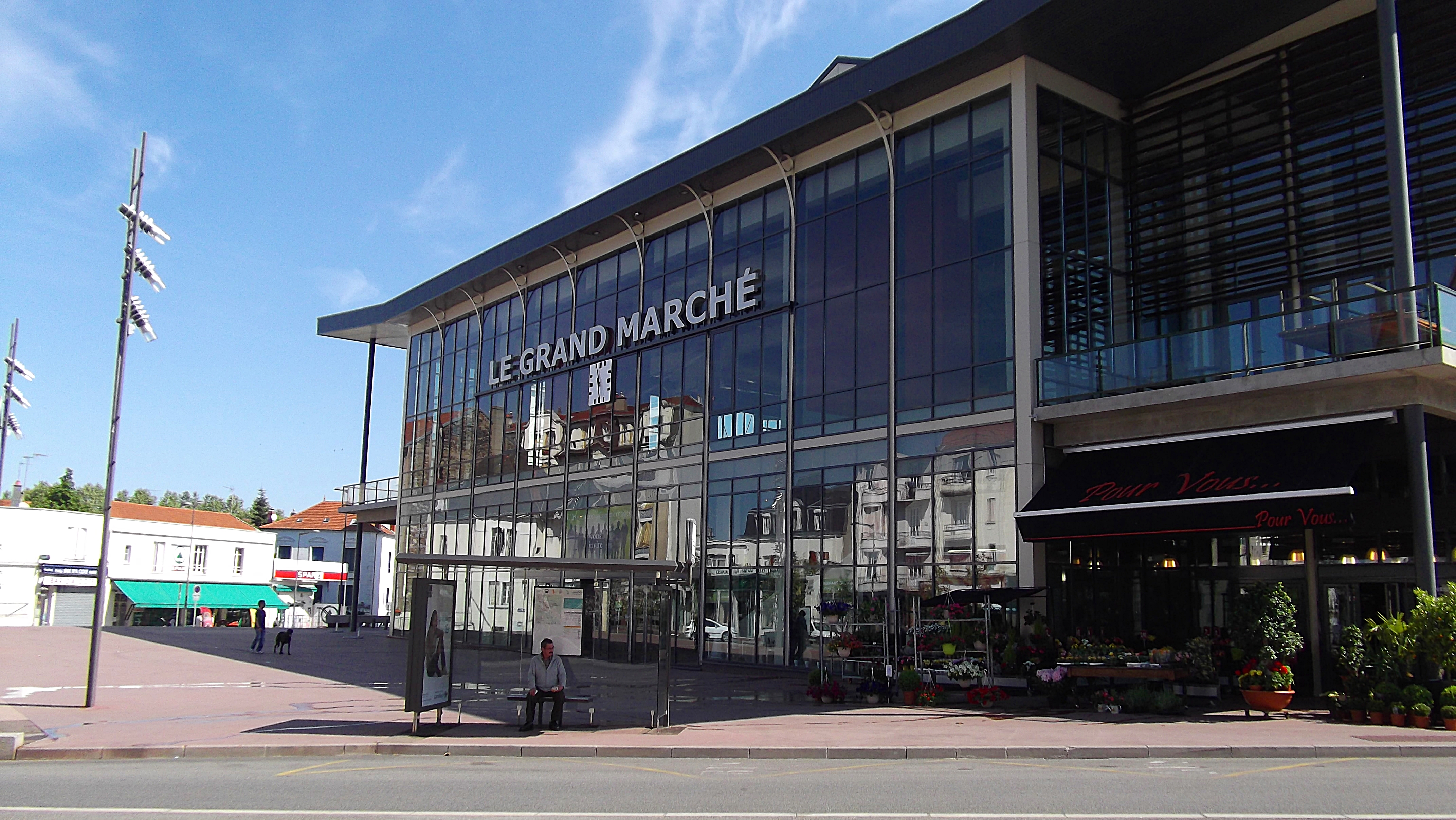
Façade principale du marché couvert de Vichy depuis le boulevard Gambetta, en mai 2011.

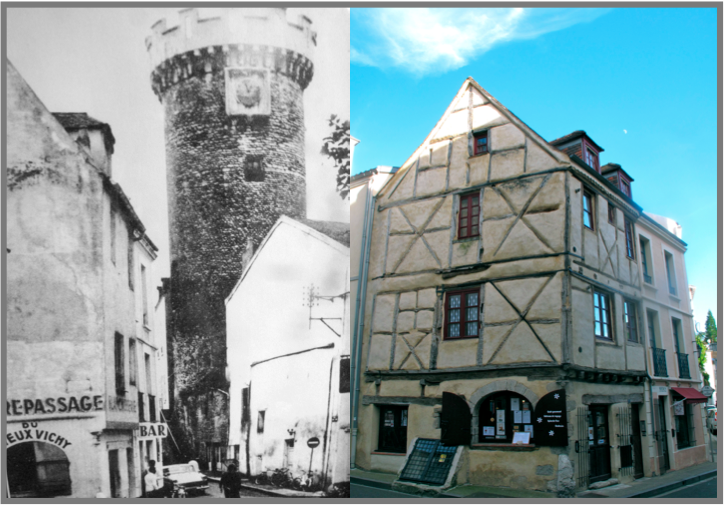
Tour de l'Horloge et maison du XVe siècle au cœur du Vieux Vichy.

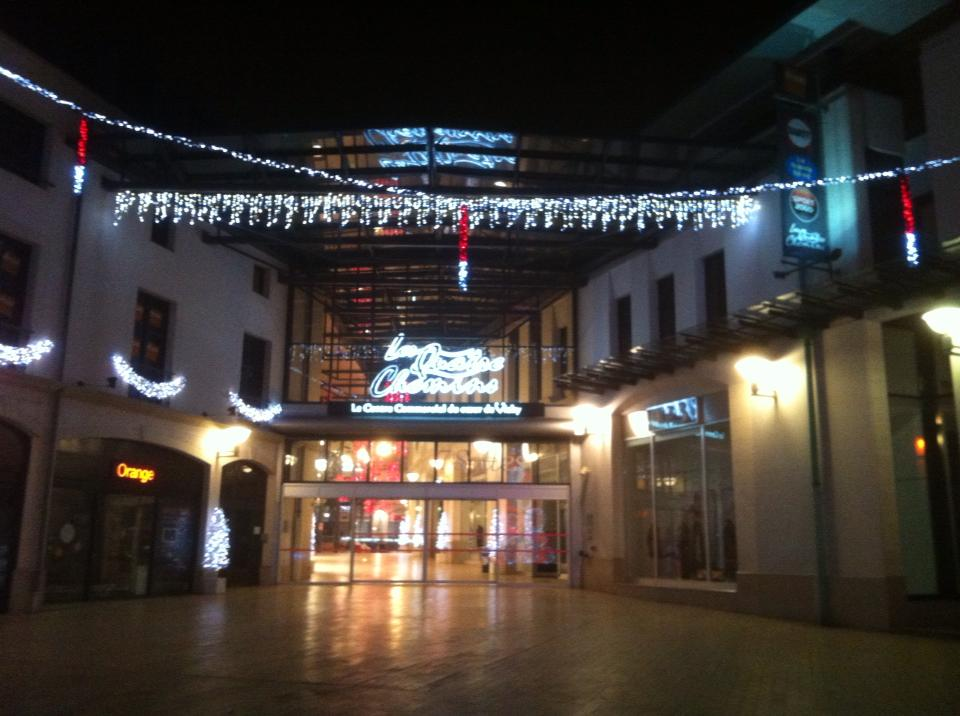
Vue nocturne du centre commercial Les Quatre Chemins, en décembre 2013.

Les commerces du centre-ville de Vichy sont ouverts les dimanches, ce qui attire une clientèle extérieure dans les rues de la ville.
Le centre-ville, principal pôle de commerce, abrite notamment le centre commercial des Quatre Chemins, ouvert en avril 2002 sur le site de l'ancien hôpital militaire, composé de vingt-et-un commerces et services (prêt-à-porter, sports, jeux et jouets, ainsi que les enseignes Darty et Fnac (magasin franchisé créé ex nihilo de 700 m2 sur deux niveaux ouvert en 2013),), ainsi qu'un cinéma sept salles depuis septembre 2004 : Élysée Palace, puis Étoile Palace en 2011, et Grand Écran en 2024.
Les rues de Paris, Georges-Clemenceau, Wilson et Lucas, ainsi que les passages reliant ces rues au parc des Sources, accueillent de nombreux commerces, dont plusieurs grandes enseignes.
Le Vieux Vichy comprend deux parkings pour un quartier calme qui a joué jadis un rôle essentiel dans la vie de la ville thermale, au centre duquel se situe l'église Saint-Blaise. Il comprend plus de vingt commerçants, dont un café gourmand épicerie fine, trois restaurants et un pâtissier ; l'un des derniers horlogers de France est également implanté dans ce quartier.[réf. souhaitée]
Le marché couvert a été construit en 1935 puis entièrement remanié en 2006 en conservant partiellement la structure en béton du bâtiment initial. D'une superficie de 6 800 m2, Il accueille des commerçants indépendants vendant des produits locaux. Il existe également cinq autres marchés de quartier : au carreau des Célestins, aux Ailes, dans le Vieux Vichy, à l'extérieur du Grand Marché et place Charles-de-Gaulle.
L'association Vichy Commerce organise une braderie dans les rues commerçantes deux fois par an, généralement en avril et en octobre.
Au nord de la ville, la zone commerciale des Ailes comprend un hypermarché Carrefour (Cora jusqu'en 2024), ainsi que plusieurs enseignes d'habillement et une chaîne de restauration rapide. À la limite avec Cusset, la zone commerciale des Bartins s'étend le long de la rue des Bartins (et par extension à l'avenue Gilbert-Roux sur la commune limitrophe). On trouve également les supermarchés hard-discount aux enseignes Aldi ou encore deux Lidl.
En 2019, la fédération du commerce spécialisé Procos a récompensé la ville de Vichy pour son dynamisme commercial, avec une baisse du taux de vacance commercial (12,3 % en 2018 contre 16,4 % en 2016), une réglementation plus stricte pour l'implantation d'un commerce de plus de 300 m2 ou encore la nomination d'un manager de centre-ville, après avoir connu une désertification liée à l'implantation de commerces en périphérie, et plus généralement, « à la baisse de fréquentation des villes thermales depuis les années 1960 ».

### Tourisme

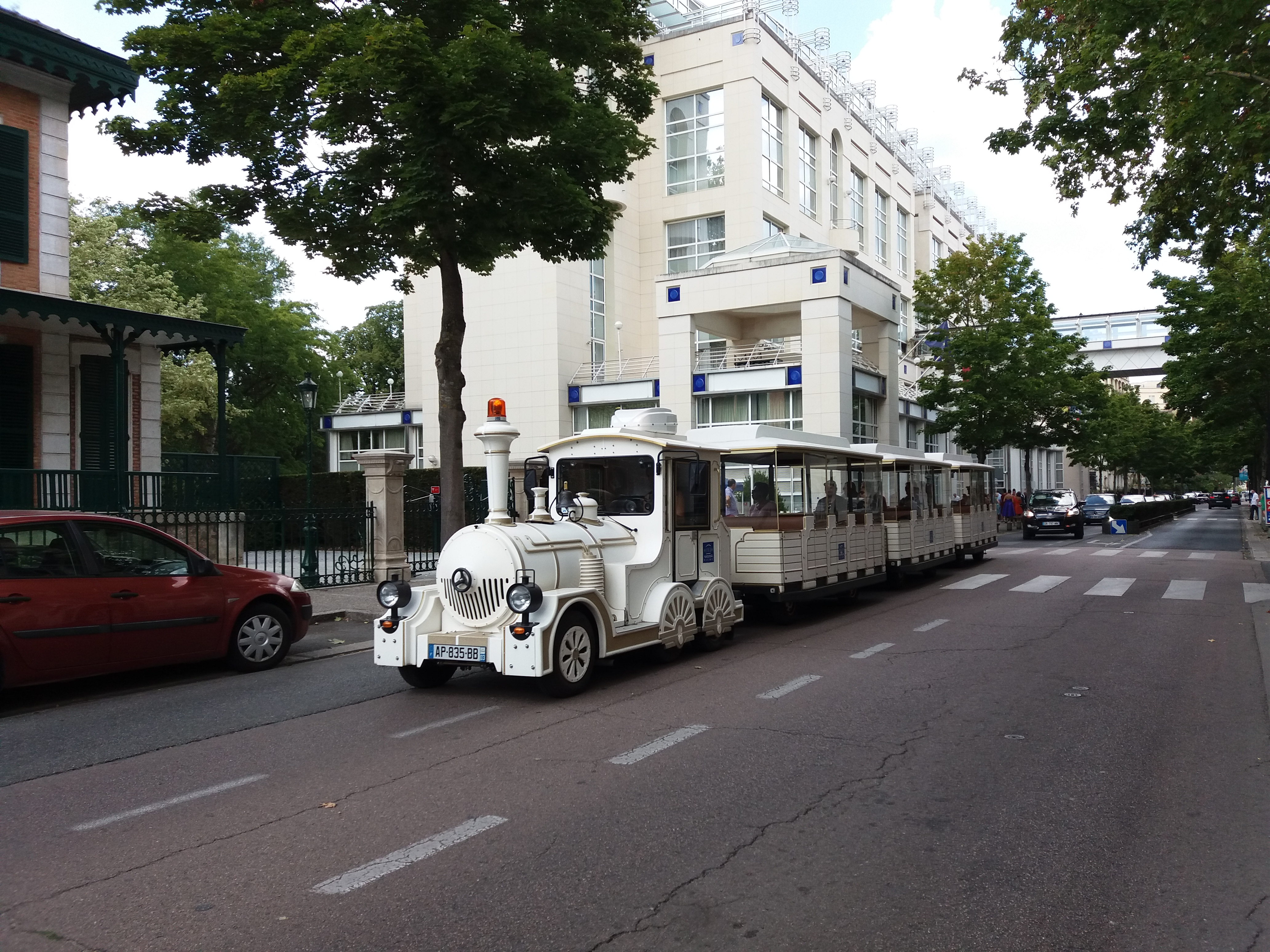
Petit train de Vichy passant devant le chalet de Clermont-Tonnerre, boulevard des États-Unis.

Un office de tourisme et de thermalisme est installé dans le quartier thermal. En 2012, la marque « Vichy DestiNations » est lancée avec un magazine du même nom.
La ville est « historiquement marquée par la présence de grands hôtels », en accueillant « 81 % de l'offre hôtelière du Pays Vichy-Auvergne ». L'offre hôtelière a lourdement baissé dans la commune, où entre 1993 et 2003, 60 hôtels ont fermé. Au 1er janvier 2023, la commune comptait 23 hôtels, totalisant 977 chambres, dont six classés deux étoiles et un cinq étoiles.
Un petit train touristique de trois wagons, pouvant accueillir jusqu'à 60 passagers, propose un circuit de 35 minutes retraçant l'histoire de la ville de Vichy.
Aucun camping n'est présent sur le territoire communal, ceux-ci étant installés en rive gauche sur la commune de Bellerive-sur-Allier, ou en rive droite à Abrest ; il existe une résidence de tourisme de cent places lit.
Sur la saison touristique juillet-août 2023, l'agglomération de Vichy a enregistré plus de 700 000 nuitées, pour 5,81 millions d'excursionnistes.

## Culture et patrimoine

### Lieux et monuments
Au 19 avril 2023, Vichy compte 51 monuments répertoriés à l'inventaire des monuments historiques et trois lieux et monuments répertoriés à l'inventaire général du patrimoine culturel. Par ailleurs, elle compte treize objets répertoriés à l'inventaire des monuments historiques.

#### Construits avant 1861

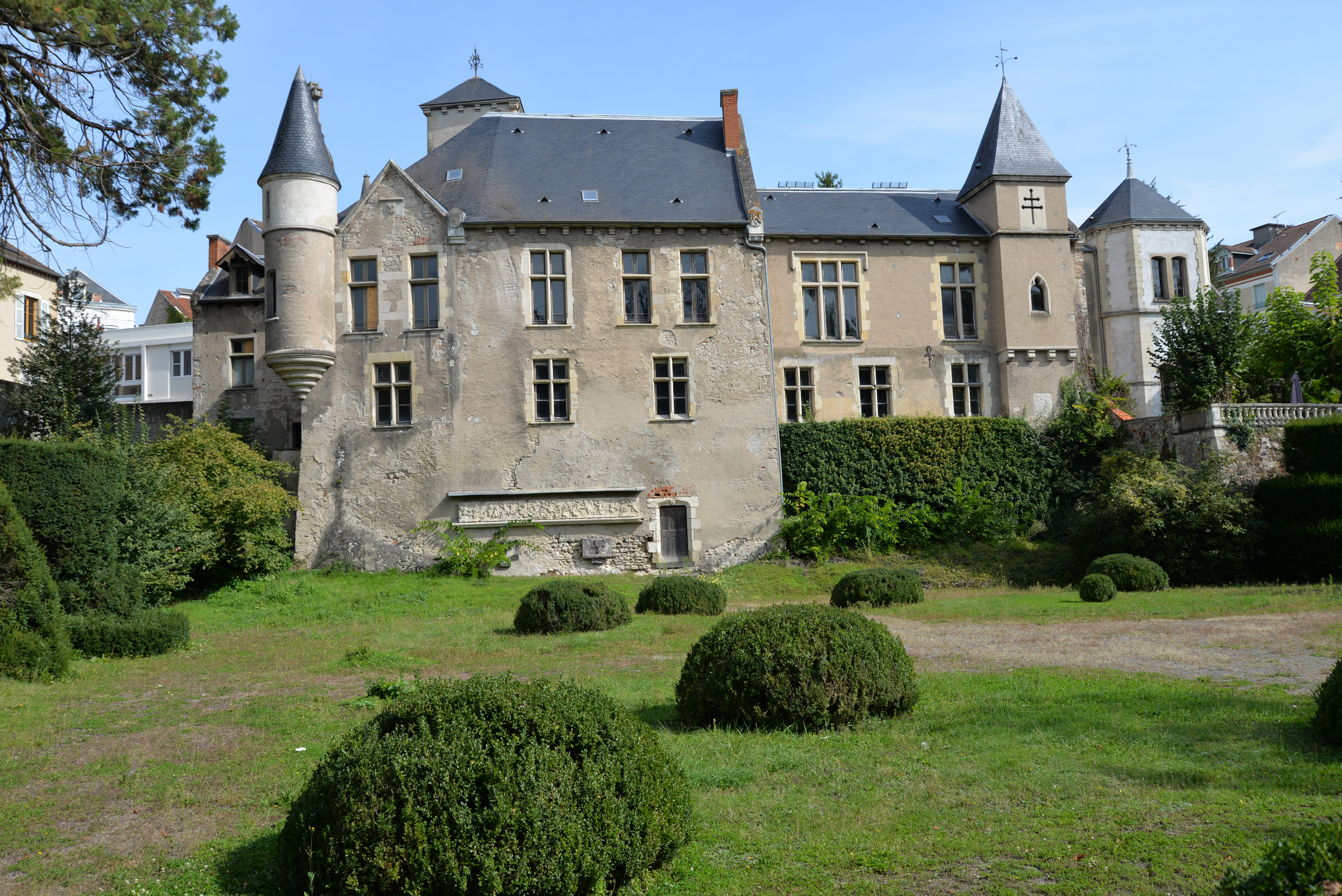
Le Castel Franc.

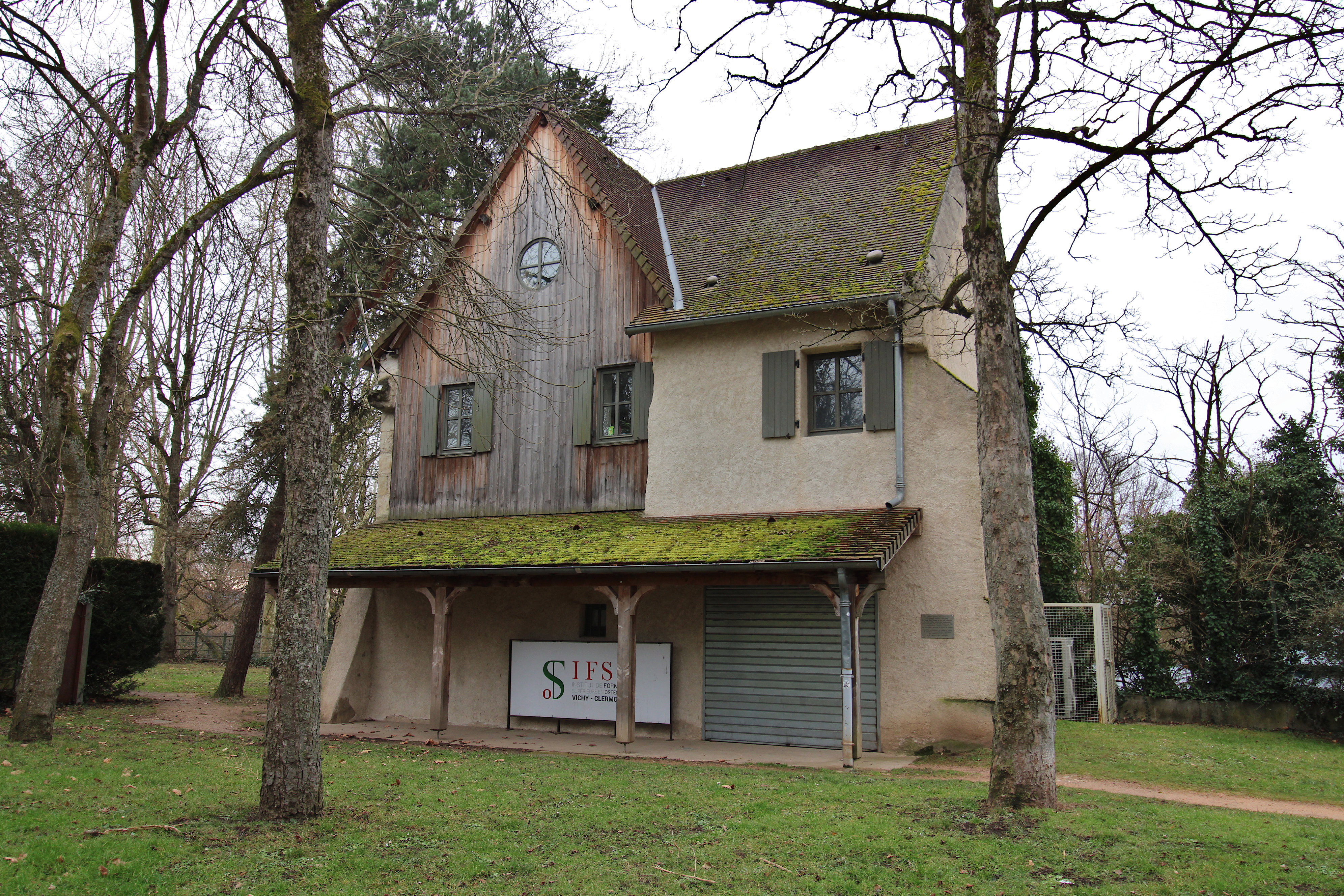
Couvent des Célestins.

Le patrimoine architectural de la ville est récent (XIXe et XXe siècles) mais quelques vestiges antérieurs ont néanmoins subsisté.
- C'est le cas de la borne milliaire, présentée aux thermes des Dômes. En arkose, haute de 2,35 m, elle date de 248-249 et fut retrouvée en 1880 près des thermes des Dômes.
- La « Tour de l'Horloge », donjon cylindrique construit à la fin du XIVe ou XVe siècle par Louis II de Bourbon et restauré au début du XXe siècle[256].
- Le couvent des Célestins, situé dans le parc des Célestins, a été construit en pierre au XVe siècle. C'est en avril 1410 que Louis II, duc de Bourbon, a signé l'acte de fondation du monastère de religieux célestins. À côté du bâtiment, étaient prévus une bibliothèque, un logement seigneurial et des jardins. De bonne réputation, le monastère recevait d'importants revenus et les moines s'enrichissaient. C'est pourquoi l'abbaye fut supprimée par une bulle du pape en 1777 ainsi que par une ordonnance du roi Louis XV en 1778. Elle servit ensuite de mairie avant d'être vendue comme bien national en 1793. Le bâtiment fut démoli à partir de 1795, il n'en reste plus que des vestiges.
- Le Castel Franc, situé boulevard Kennedy, a été construit en pierre à la fin du XVe siècle sur les anciens remparts de Vichy. La demeure fut la propriété de la même famille depuis le XVIe siècle[précision nécessaire]. De 1801 à 1822 le Castel Franc a accueilli la mairie de Vichy. La façade a été refaite dans le style néogothique en 1880.
- Le pavillon Sévigné (boulevard Kennedy) date du XVIIe siècle. En 1676 et en 1677 la marquise de Sévigné a suivi une cure à Vichy pour soigner ses rhumatismes aux mains et elle logeait dans la partie ancienne de la demeure (dans le bâtiment en chaînage et en pierre de Volvic).
- L'église Saint-Blaise, sise place de la Vieille-Église, est composée de pierres de Volvic. Le chevet rappelle son origine romane. Au XVIe siècle elle a été rattachée à la chapelle du château. Elle abrite les sépultures de la bourgeoisie et des intendants des eaux de la ville. Le curé de l'église l'a fait remanier fortement à partir de 1873 (porche néo-classique).
- La maison Bardon, rue de la Porte de France, construite en pierre de Volvic au début du XVIIe siècle, a appartenu à la famille Vict de Pontgibaud aux XVIe et XVIIe siècles, puis à la famille Bardon au XVIIIe siècle.
- La maison des Vict de Pontgibaud (rue d'Allier) a été construite au début du XVIe siècle. Les Vict de Pontgibaud y résidèrent de 1598 jusqu'au milieu du XVIIIe siècle.
- La maison natale d'Albert Londres, sise au croisement des rues Besse et de la Porte-Saint-Jean, date du milieu du XIXe siècle. Depuis 2014 elle est en réhabilitation pour en faire une maison d'écrivain et du grand reportage.
- La villa Strauss (4 rue de Belgique), en brique, est due à l'architecte Hugues Bartillat. Bâtie en 1858, de style néo-Louis XIII, elle devait accueillir le chef d'orchestre Isaac Strauss. Napoléon III y habita en 1861 puis en 1862, car les chalets impériaux, où il devait résider, étaient encore en construction.

#### Influence de Napoléon III à Vichy: 1861-1870

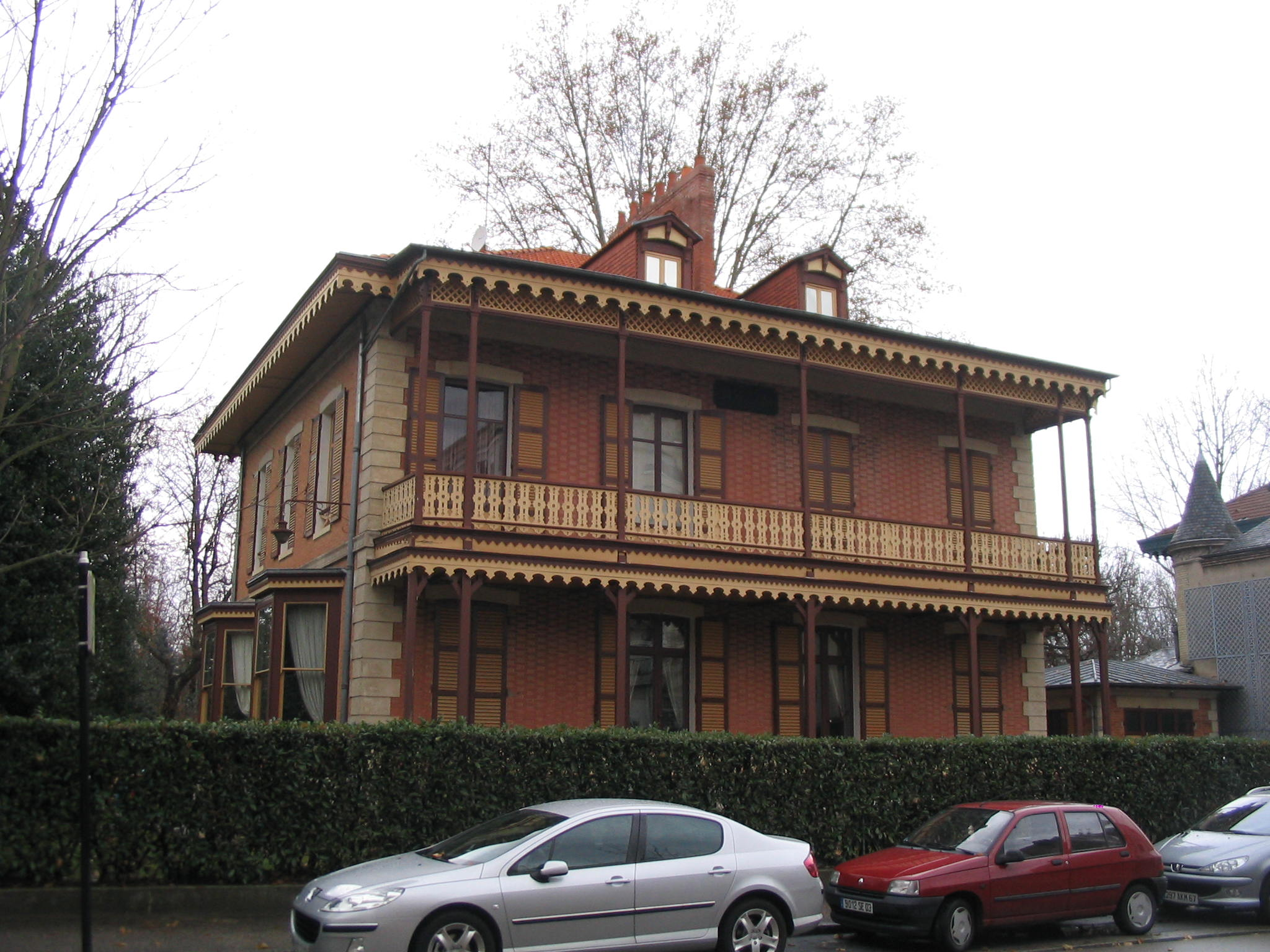
Chalet Marie-Louise.

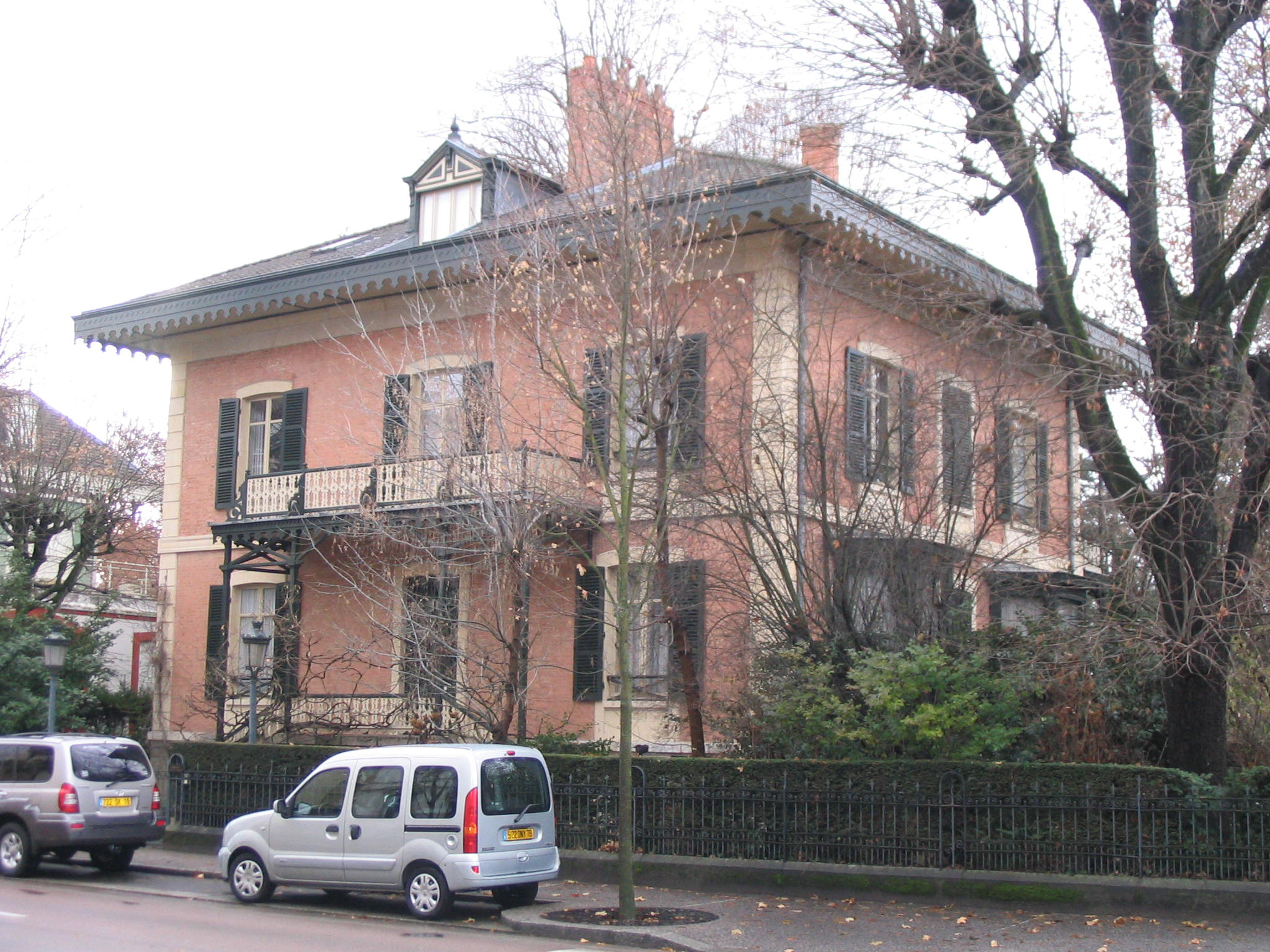
Chalet de l'empereur.

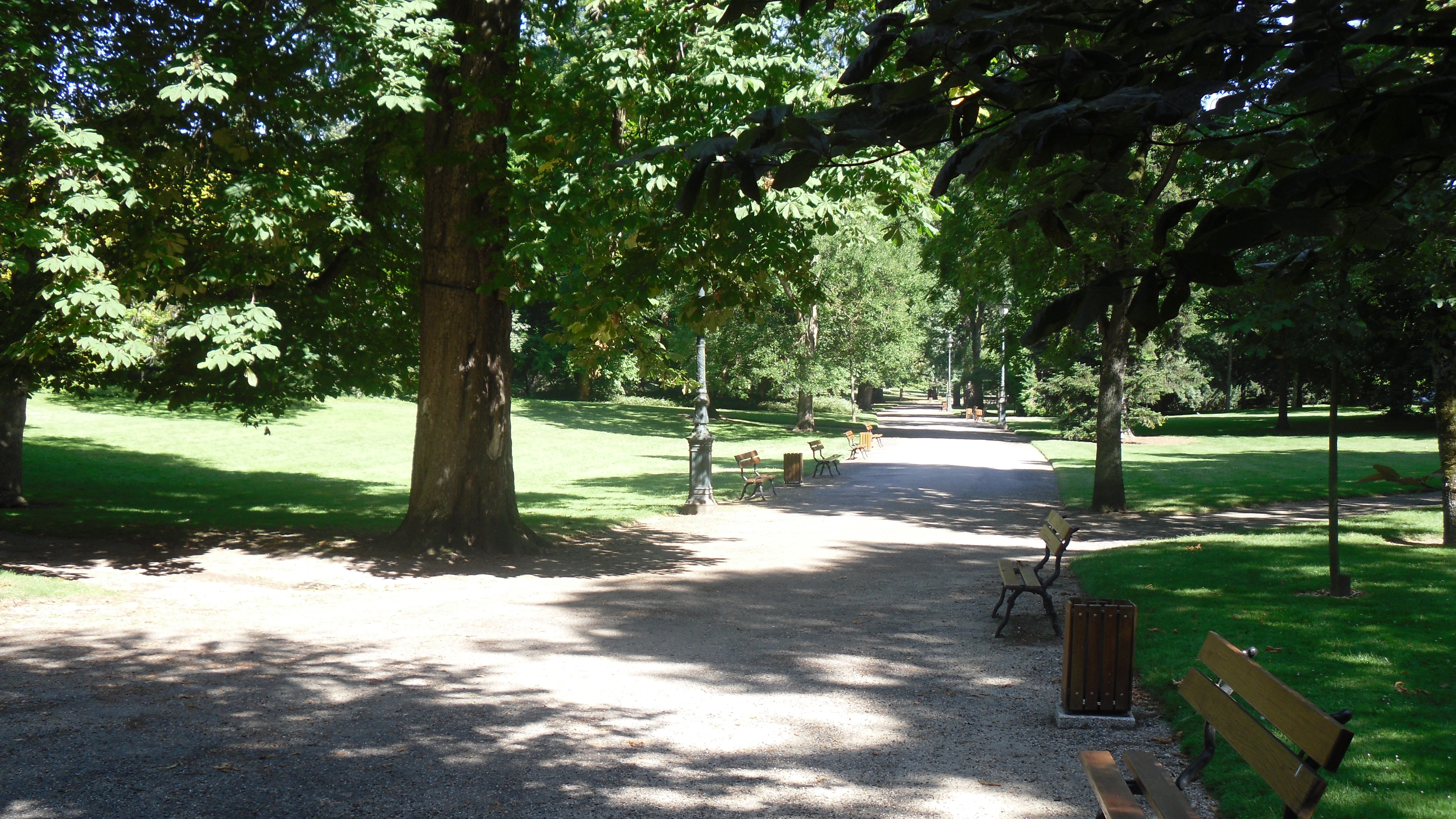
Parc Napoléon III.

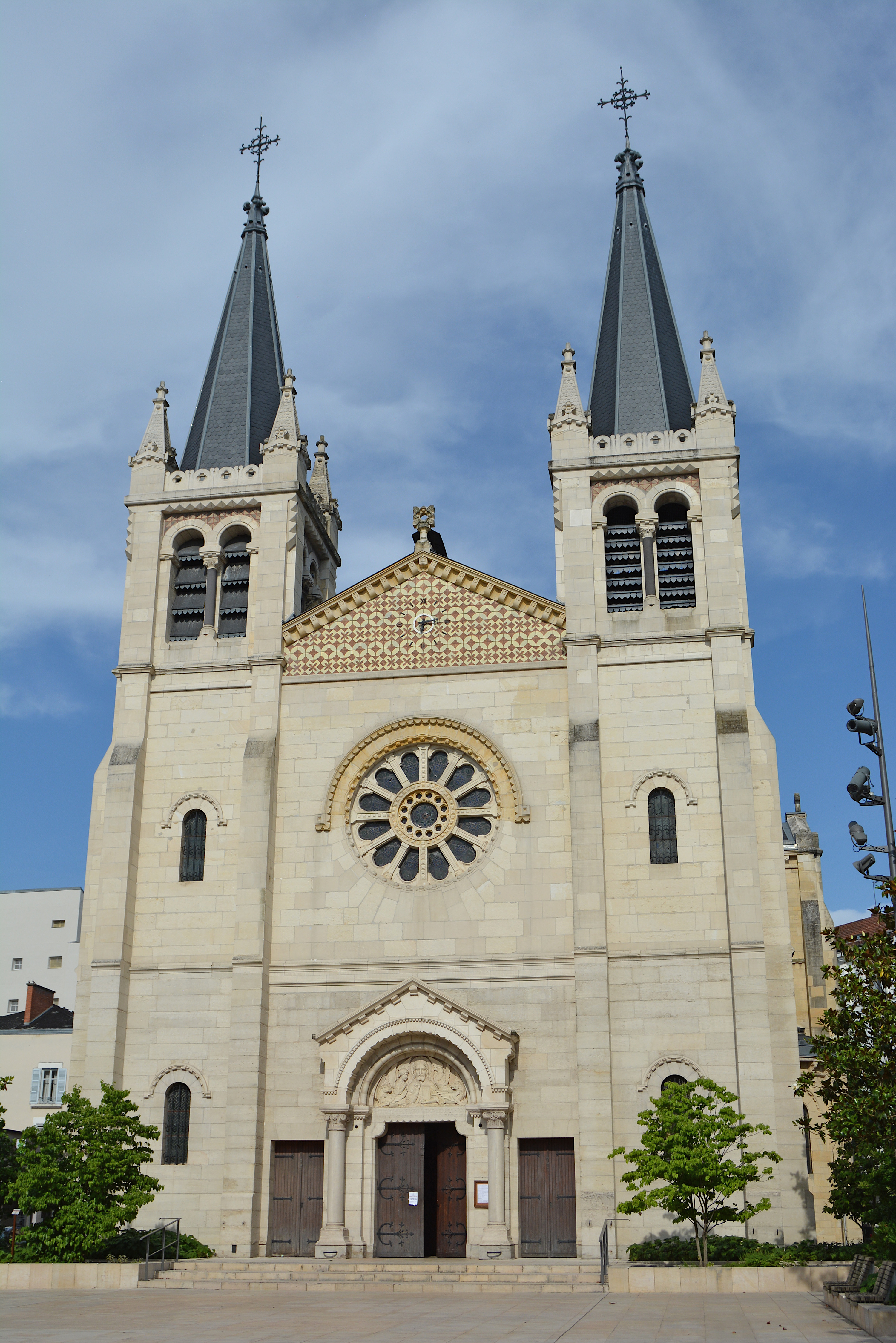
Façade de l'église Saint-Louis.

Les séjours réguliers de l'empereur Napoléon III à Vichy (à partir de 1861) le décidèrent à aménager la ville, qui connut alors un véritable boom urbanistique, marqué par la construction de nombreux bâtiments de prestige. Le trajet Paris-Vichy fut facilité par la construction de la gare en 1862. Le premier train y pénétra le 8 mai 1862. Les verrières protégeant les quais sont de style Art nouveau. La gare fut agrandie en 1977 puis restaurée en 2009. Pour ce qui est des résidences privées, ce sont des chalets qui furent construits. Les plus prestigieux se trouvent sur le boulevard des États-Unis. Ils sont dus à l’architecte Jean Lefaure et sont faits de briques et de bois. Le chalet Marie-Louise (no 109), construit en 1863 est le premier que l'empereur commanda à Vichy. Il n'y habita qu'une saison à cause des balcons qui, donnant sur la rue, nuisaient à son intimité. Au 109 bis, se trouve le chalet de Clermont-Tonnerre, construit en 1863 en brique et bois par Jean Lefaure pour le capitaine de Clermont-Tonnerre, qui assurait la sécurité du souverain. Le chalet de l'Empereur, au no 107, fut construit en 1864, pour remplacer le chalet Marie-Louise comme résidence de Napoléon III. Le balcon donnait donc sur le parc. Le chalet des Roses, au no 101, fut bâti en 1864 pour le ministre des Finances de 1861 à 1867, Achille Fould. Il s'inspirait de l'architecture suisse et américaine.
La rue Alquié comporte des logis destinés à la garde, avec une influence londonienne.
Avenue Aristide-Briand se trouve le chalet des suppliques, construit en 1864-1865, et logis du gardien du parc Napoléon sur lequel donnent les chalets du boulevard Kennedy.
Le parc Napoléon-III fut embelli en 1861 et 1862 par la plantation d'arbres réalisée par l'horticulteur Joseph Marie. Une rivière artificielle coulait au milieu du parc, remplacée actuellement par deux bassins. D'autres types de bâtiments furent érigés.
Ainsi en est-il de l'église Saint-Louis, bâtie avenue Paul-Doumer en pierre de la Nièvre en 1864, sur demande de l'empereur. Elle avait pour objectif de desservir une paroisse nouvellement créée à Vichy pour tenir compte de l'accroissement de la population de la commune. De style romano-bourguignon, sa façade avec baies en plein cintre et rosace rappelle le style gothique de transition. À l'intérieur, on note la présence de vitraux à la gloire de la famille impériale avec des représentations de saints dont les noms sont ceux de membres de la famille Bonaparte. Entre 1913 et 1918, le peintre symboliste Alphonse Osbert réalisera trois décors pour le chœur dont deux sont inspirés de l'œuvre de Puvis de Chavanne. Dans le troisième, il évoque un passé révolu et idéalisé. En 1961, le chanoine Côte commandera deux grandes toiles à l'artiste vichyssoise Josette Bournet qui seront reléguées dans les combles par ses successeurs avant d'être données en 2006 à l'église Sainte-Bernadette-des-Garets.
Le théâtre et grand Casino (actuel palais des congrès) fut construit en 1865 en pierre par l'architecte Charles Badger. Il comportait un théâtre, une salle de bal, un salon de lecture et une véranda. En 1995, Jean-Guilhem de Castelbajac, Frédéric Namur et Guy Degranchamps en firent un palais des congrès. Le bâtiment classé au titre des monuments historiques par arrêté du 18 mars 1996 a été restauré (l'ensemble des toitures, des façades, de sa verrière, des décors intérieurs du théâtre-Opéra) par M. François Voinchet, architecte des monuments historiques. Guillaume de Castelbajac s'occupa des aménagements contemporains du palais des congrès. La façade sud qui donne sur la rue du Casino est de style néo-Louis XIII. La façade nord, qui donne sur le parc, est de style néo-baroque. Elle comprend une partie centrale et deux avant corps comportant chacun quatre cariatides représentant les saisons et surmontées chacune d'un fronton, comportant une horloge (à gauche) et un baromètre (à droite). En 1901 le casino fut agrandi par un bâtiment en pierre dû à l'architecte Charles Le Cœur qui ajouta au casino des salons, des déambulatoires, un grand hall et un théâtre. La salle de théâtre comporte environ 1 400 places. La chute du Second Empire ne mit pas un terme à la fréquentation de Vichy par les gens fortunés, qui construisaient dans la ville.
Un pont suspendu franchissant l'Allier fut construit en 1832 puis de nouveau en 1836 mais fut en partie emporté par la grande crue de 1866. Un second pont, construit en fonte (dit « Pont de Vichy » ou « pont de Vesse ») permettant d'accéder à la commune de Vesse (nommée Bellerive-sur-Allier depuis 1903) a été ouvert à la circulation en 1870 (il sera volontairement détruit et remplacé au même endroit par un pont en acier plus large, l'actuel pont de Bellerive, inauguré le 11 septembre 1932).

#### De 1870 à 1944
Au croisement du boulevard de Russie et de la rue Alquié se trouve un bâtiment construit en 1884 et surmonté d'une tourelle qui lui donne son nom, le tout étant dû à l'architecte Honoré Vianne.
Le Castel Alameda, au croisement des avenues Eugène-Gilbert et des Célestins, est de l'architecte Henri Décoret qui lui donne un style néogothique, et date de 1890.
Même style et même architecte pour la villa Le Bocage (10 avenue des Célestins) bâtie en 1890.
La villa vénitienne est aussi d'Henri Décoret. Construite en brique en 1897, rue de Belgique, cette demeure est une copie miniature de la Ca Giustinian de Venise.
En 1898 Ernest Mizard, architecte, érige le castel flamand, une maison en brique sise au croisement de la rue Alquié et du boulevard de Russie qui s'inspire de la fin de la période gothique et du début de la Renaissance flamande. La toiture brûle en 1933. Entre 1940 et 1944, ce bâtiment est occupé par le secrétariat aux Postes et Communications.
Au 26 rue de Longchamp se trouve la villa Yvonnette due à Antoine Chanet, qui en est aussi le propriétaire, et au sculpteur Julien Fugier (qui orne la façade). Construite en 1899, elle est en brique et en pierre.
La très parisienne rue Hubert-Colombier, autrefois rue privée, est bordée de belles villas de tous styles, la plupart classées ISMH : la villa Jacob de l'architecte Antoine Percilly au no 3 ; la villa Charlotte en pierre et brique et de style néo-Louis XIII (no 5) ; la villa, 8 rue Hubert-Colombier ; la jolie villa Van Dyck, du même architecte, en brique, inspirée de la Renaissance flamande (no 9) ; la villa Manon no 10 (1900) ; la villa Jurietti — un hôtel particulier — construite entre 1895 et 1897 par Henri Despierre, en pierre et de style néo-Renaissance (no 11) ; la villa Art nouveau, par Antoine Percilly, appartient toujours à la famille Colombier ; l'impressionnante villa Le Mesnil située au no 12 (1900), surmontée d'une rotonde en ardoise, a été récemment ravalée[Quand ?], ce qui a permis de retrouver la blancheur originelle de la pierre (elle aurait abrité l'ambassade du royaume de Siam pendant la Seconde Guerre mondiale) ; le chalet du gardien est construit en 1896 par Honoré Vianne en brique et en bois au croisement des rues Hubert-Colombier et du Maréchal-Foch ; la villa Parva située au no 16 ; la villa Saint-Michel-Archange située au no 18.
La villa Anne-Marie, située au 8 rue Albert-Londres, est l'œuvre de l'architecte Paul Martin, qui y habitait. Il la fait construire en 1902 en brique et en pierre. L'architecte Henri Vianne disposait lui aussi d'un hôtel particulier, rue Roovère, construit entre 1887 et 1890.
L'Alhambra est construite en 1898 par Antoine Percilly, rue Sornin. Elle est de style mauresque avec des stucs verts et bleus qui copient ceux de la porte de la justice à l'Alhambra de Grenade.
Le Castel gothique, situé au 15 boulevard de Russie, est construit en pierre et en brique en 1910 par Samuel Henriquet. Le bâtiment se caractérise par son style gothique.
La maison Art nouveau, rue de Strasbourg, est construite au début du XXe siècle en pierre dans un style Art nouveau.
La villa du docteur Frémont, de style néo-classique, date de la fin du XIXe siècle (7 rue Prunelle).
La villa Messidor, rue de Verdun, de l'architecte Adrien Dacq date du début du XXe siècle.
Sur le boulevard Carnot se situe la villa mauresque, bâtie en 1906 par les architectes Henri Décoret et Antoine Percilly ; elle est d'influence orientale.
La villa du docteur Maire est construite en 1911 par Samuel Henriquet entre la rue du Golf et le quai d'Allier. En calcaire et en granit, cette bâtisse qui possède une tourelle avec mâchicoulis est d'influence néo-gothique.
La villa Mon Plaisir, date de la fin du XIXe siècle, au no 4 quai d'Allier.

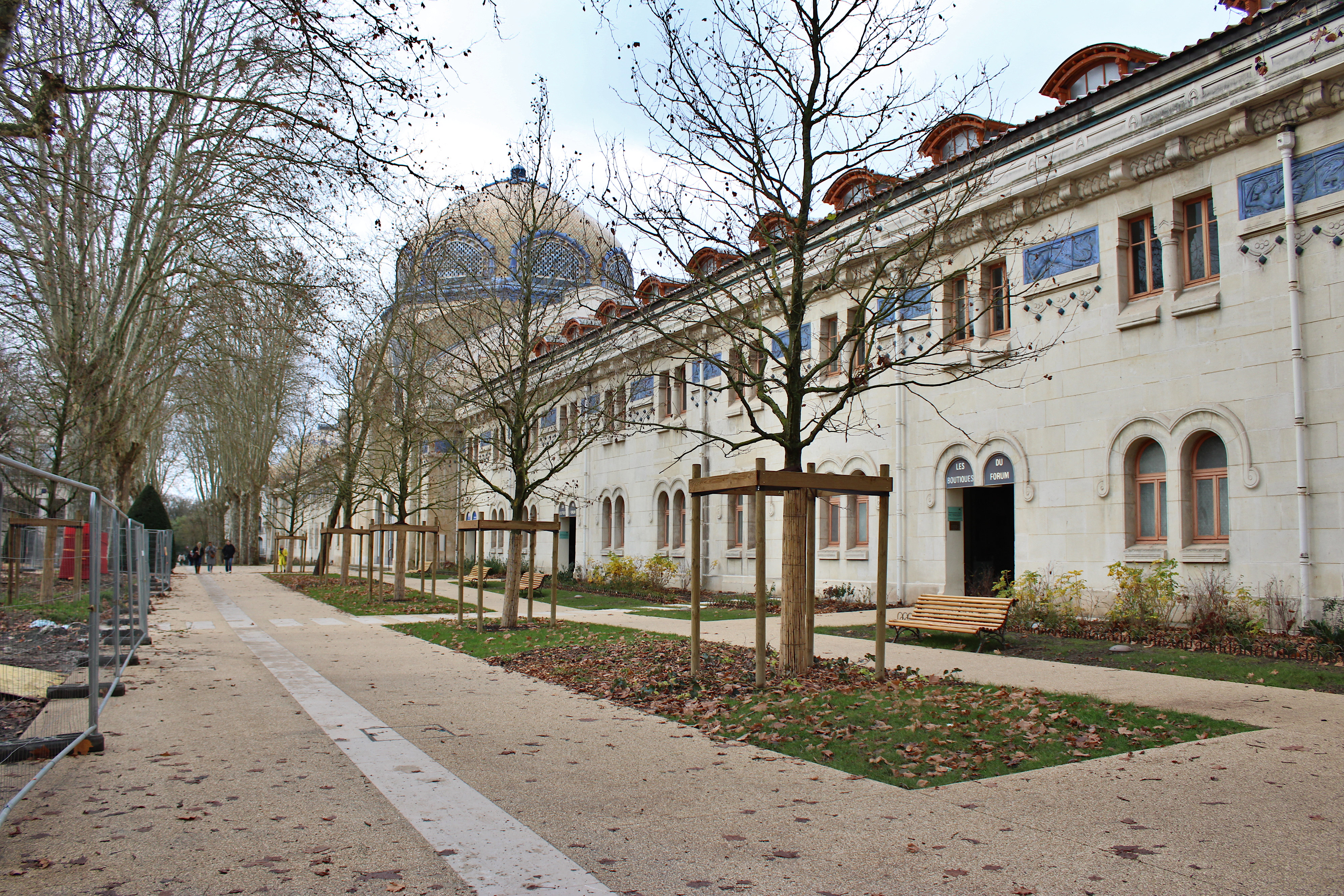
Centre thermal des Dômes.

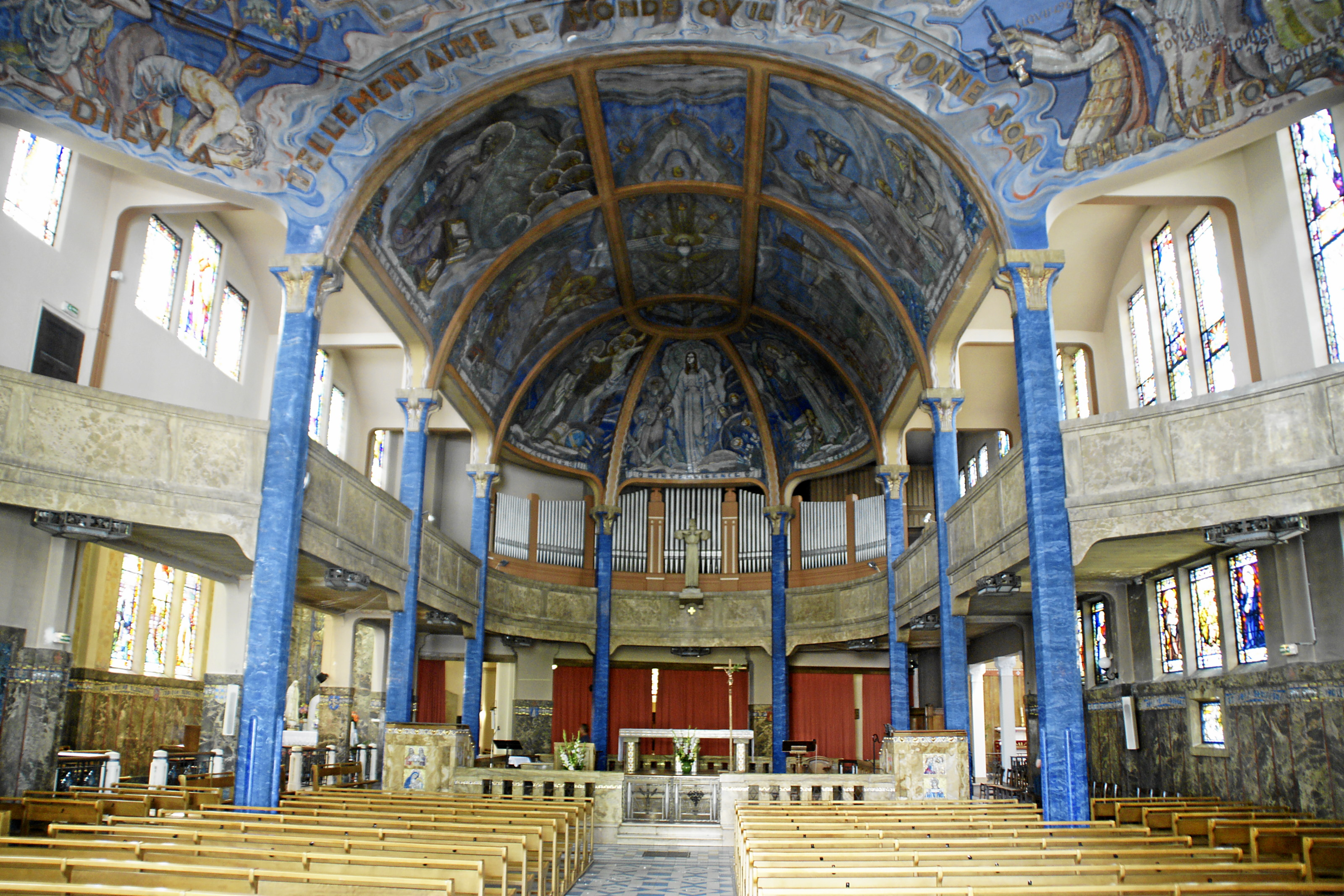
L'intérieur de l'église Notre-Dame-des-Malades.

L'architecture est également à l'honneur concernant le thermalisme. En 1881 le docteur Lejeune (1848-1905) fait construire un établissement de soins (16 avenue Thermale) à la façade néo-baroque.
Le hall de la source des Célestins date de 1908. En stuc, en pierre et en bois, il est dû à Lucien Woog. Il est de forme ovale et composé d'arcades en plein cintre. Il abrite une vasque par où sort la source des Célestins.
Le hall des Sources, qui se trouve dans le parc des Sources, est en fer et en bois. Le hall, construit en 1902, est réaménagé en 1977, et depuis toutes les sources arrivent dans ce bâtiment.
Le centre thermal des Dômes (aujourd'hui Thermes des Dômes), situé à proximité du Palais des Sources, est construit entre 1899 et 1903 à partir de plans établis par Charles Le Cœur et Lucien Woog. En grès, le bâtiment de style mauresque long de 170 mètres s'étend sur un terrain de trois hectares. L'extérieur, notamment le dôme, est habillé de mosaïques au camaïeu bleu et or, d'Alexandre Bigot. Le hall comporte deux peintures d'Alphonse Osbert, La Source (1903), une fresque représentant des personnes buvant à une source, et Le Bain (1904), où l'on voit des femmes se baignant, le tout étant de style symboliste marqué par la rigidité des corps. Des escaliers, dans le hall central, créés par le ferronnier Émile Robert conduisent à des balcons.
Des édifices religieux sont aussi construits. C'est le cas de la chapelle de l'hôpital des architectes Coquet, Barrody et Percilly, érigée en 1887 pour doter le nouvel hôpital d'une église.
Le temple protestant de Vichy voit le jour en 1913. Il est érigé par l'architecte Samuel Henriquet, avec un style néo-gothique (rue Max-Durand-Fardel).

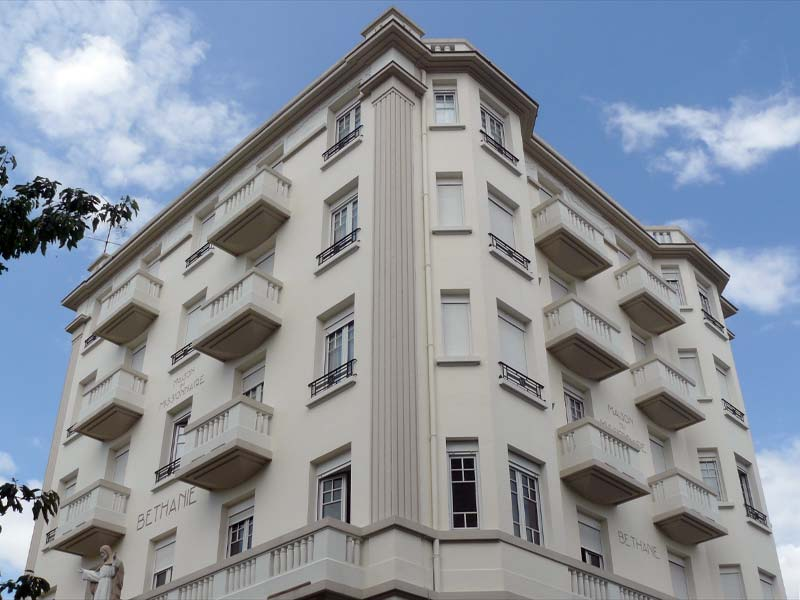
Façade de la Maison du Missionnaire.

La maison du Missionnaire, rue Mounin, date de 1922 et a été reconstruite en 1931 dans sa forme actuelle. Elle est fondée par le R.P. Henri Watthé, ancien missionnaire en Chine, pour accueillir les missionnaires malades. Typique avec son architecture années 1920, coiffée d'un toit-terrasse en forme de pagode, elle abrite une structure d'hébergement et de restauration, à proximité des établissements thermaux. Elle dispose d'un oratoire, d'une bibliothèque, d'un réfectoire et d'une terrasse dominant la ville, ainsi que de la Chapelle des Missions de Vichy, avenue Thermale.
L'église Notre-Dame-des-Malades, située rue d'Allier, adossée à l'église Saint-Blaise, est bâtie entre 1925 et 1931 par les architectes Antoine Chanet et Jean Liogier. En béton, l'église possède une coupole atteignant une hauteur de 42 mètres, décorée par les frères Mauméjean d'une fresque en trois parties : Ancien Testament (synagogue), Nouveau Testament (Clovis, Louis XIII et Louis XVI) et le Christ en croix - au centre de la coupole se trouve une représentation de Dieu. Le clocher n'est construit qu'en 1956.
Des bâtiments sont construits pour les loisirs. Ainsi du stade équestre construit en 1887 et en 1888 par Jean Décoret (rue Jean-Jaurès) pour accueillir le concours hippique du Sud-Est qui se déroulait auparavant à Lyon. Des courses cyclistes et des concours agricoles s'y sont également déroulés. Des concours de saut d'obstacle et des courses de lévriers y ont encore lieu.
Plusieurs hôtels de la période subsistent.
- Le Thermal Palace situé sur la place Aletti est dû à l'architecte René Moreau. Construit entre 1908 et 1911, il accueille le commandant en chef des forces militaires et une partie du secrétariat d'État à la guerre.
- L'hôtel des Ambassadeurs, de style néo-Louis XIII, est lui aussi situé place Aletti, est occupé par le corps diplomatique français entre 1940 et 1944.

D'autres types de bâtiments datent de la période 1861-1944.
La sous-préfecture, sise au croisement de la rue Alquié et de la rue Prunelle est construite à la fin du XIXe siècle. Vichy devient sous-préfecture de l'Allier le 28 août 1941. Près de là se situe la résidence du sous-préfet de l'Allier, construite en 1896 par Henri Décoret, de style néo-classique.
L'hôtel de ville est de l'architecte Antoine Chanet. Sa construction, commencée en 1913, s'interrompt lors de la Première Guerre mondiale, pour ne s'achever qu'en 1925. Le ministre de l'intérieur, Albert Sarraut, est présent le jour de l'inauguration, le 2 septembre 1928. L'édifice est de style néo-Renaissance et dispose d'un escalier monumental.
L'hôtel des Postes est construit en granit en 1935 place Charles-de-Gaulle. Il est l'œuvre de Léon Azéma, qui a auparavant construit d'autres bâtiments pour les PTT ainsi que l'ossuaire de Douaumont. Sa façade est proche de celle du Conseil économique et social à Paris. Son standard téléphonique performant a contribué à décider le gouvernement français de se rendre à Vichy en 1940.
Les halles centrales datent de 1935. Construites en béton par Mazon, elles sont inaugurées avec l'hôtel des Postes par le ministre des Finances, Marcel Régnier, le 23 octobre 1935.

#### Après la Seconde Guerre mondiale
À partir des années 1960, le maire Pierre Coulon lance un programme de constructions qui donne à la ville son aspect actuel. De nouveaux quartiers sont construits tandis que l'Allier est aménagé pour réaliser un lac de retenue destiné aux loisirs.
Le barrage de l'Europe en béton, faisant office de pont, date de 1963. Il se compose de sept passes de trente mètres de long chacune.
La Rotonde du Lac, en béton, est bâtie la même année par l'architecte Louis Marol. Il s'agit d'un restaurant de plan circulaire construit sur l'Allier même. Après avoir été réhabilité à la fin des années 2000, le bâtiment est repris par le groupe Bocuse en septembre 2023, qui propose deux concepts de gastronomie française (cuisine de rue au rez-de-chaussée et cuisine haut de gamme avec les classiques de la maison Bocuse à l'étage), qui ouvrent en juin 2025.
L'église Sainte-Bernadette des Garets est inaugurée le 16 avril 1967 par Francis-Albert Bougon. Outre la particularité d'être dotée de sept cloches provenant de la paroisse de Montgolfier en Algérie (rapatriées par M. et Mme Meyer), elle possède une Vierge en bois pétrifié. En 2005, deux toiles murales de Josette Bournet sont installées de part et d'autre de la porte d'entrée. Représentant une Crucifixion et une Piéta, ces toiles de grandes dimensions ont été réalisées en 1961 pour répondre à une demande du chanoine Côte qui souhaitait orner l'église Saint-Louis à Vichy.

### Patrimoine culturel

#### Patrimoine mondial
L'UNESCO a inscrit Vichy le 24 juillet 2021 sur la liste du patrimoine mondial dans la série « Grandes villes d'eaux d'Europe »,.
Le périmètre inscrit inclut :
- la gare de Vichy et la rue de Paris ;
- le quartier thermal :
  - le parc des Sources,
  - l'établissement thermal de 1re classe,
  - l'établissement thermal de 2de classe,
  - le hall des Sources,
  - les galeries promenades,
  - le kiosque à musique de la source de l'hôpital,
  - la source de l'hôpital,
  - le grand casino et l'opéra,
  - l'église Saint-Louis,
  - le temple protestant,
  - le passage Giboin,
  - l'hôtel Astoria, l'hôtel International, l'hôtel du Parc, l'hôtel des Ambassadeurs, le Thermal Palace,
  - la rue Alquié,
  - le Castel flamand, la villa Strauss et la villa vénitienne ;
- la vieille ville ;
  - la rue Hubert-Colombier,
  - l'église Saint-Blaise et Notre-Dame-des-Malades,
  - la synagogue,
  - le parc des Célestins,
  - le pavillon de la source des Célestins,
  - la buvette Lardy ;
- les parcs d'Allier :
  - les chalets Napoléon III,
  - le pavillon de gardien.

#### Les eaux de Vichy
Le premier périmètre du bassin de Vichy a été créé en 1861. Il a été modifié à plusieurs reprises jusqu'en 1930.
Les vertus des eaux thermales de Vichy, appelée Aquis Calidis dans la Table de Peutinger, (une copie du XIIIe siècle d'une carte romaine), étaient déjà connues à l'époque de la Tène (de 450 av. J.-C. à 25 av. J.-C.). Les Romains leur firent honneur, et elles furent remises à la mode à partir du XVIIe siècle. Les sources minérales produisent des eaux chargées en bicarbonate de sodium et en gaz carbonique ainsi que de nombreux oligo-éléments. Les curistes qui fréquentent les établissements thermaux viennent soigner leurs foie, vésicule biliaire, pancréas, estomac et intestin.
Les six principales sources sont classées en deux catégories :
| Illustration          | Source et explications | Température     |
| Sources chaudes       | Sources chaudes | Sources chaudes |
| --------------------- | --- | --------------- |
| Source Chomel.        | La source Chomel doit son nom au médecin qui la fit aménager en 1750. | 43 °C           |
| Source Grande Grille. | La source Grande Grille doit son nom à une grille qui en interdisait autrefois l'accès au bétail. Elle était utilisée en buvette en 1734 et rejoint le hall des Sources en 1903.                                | 39 °C           |
| Source de l'Hôpital.  | La source de l'Hôpital jaillit derrière le Casino, près de l'endroit où se trouvait le premier hôpital de la ville.                                                                                             | 34 °C           |
|                       | |                 |
| Sources froides       | |                 |
| Source Lucas.         | La source Lucas est nommée ainsi en souvenir du baron Lucas, un médecin inspecteur qui acheta la source au nom de l'État, au début du XIXe siècle. Elle a porté plusieurs noms, comme la « source des Galeux ». | 27 °C           |
|                       | La source du Parc jaillit dans le Parc des Sources. Elle a porté plusieurs noms. Elle apparaît en 1844 et devient intermittente en 1850.                                                                        | 23,8 °C         |
| Source des Célestins  | La source des Célestins doit son nom à un ancien couvent fondé en 1410, dont il reste quelques vestiges. | 22 °C           |
| Source Vichy Dubois   | La source Dubois se situe au coeur de la ville. Elle n'est plus exploitée à ce jour, et est la plus froide des sources de Vichy.                                                                                | 11 °C           |

En dehors de la source du Parc, ces sources sont gérées par la Compagnie de Vichy.
Par ailleurs, deux eaux (Saint-Yorre et Vichy Célestins) et des sels minéraux de Vichy sont commercialisées internationalement, pour leurs vertus bienfaisantes.
L'eau de Vichy Saint-Yorre, nom commercial de la « Royale France », est captée dans le département de l'Allier à Saint-Yorre, Mariol et Hauterive et dans celui du Puy-de-Dôme à Saint-Sylvestre-Pragoulin et Saint-Priest-Bramefant. Celle de Vichy Célestins est captée à la source du même nom, à Vichy même, boulevard Kennedy.

#### Équipements culturels
Le 1er janvier 2019, l'opéra de Vichy et le centre culturel Valery-Larbaud (et sa salle d'exposition) sont réunis au sein de l'établissement public de coopération culturelle Vichy Culture, dont le conseil d'administration est présidé par Charlotte Benoit (adjointe au maire), est composé de la ville de Vichy et de représentants de Vichy Communauté et du département de l'Allier, et dont le directeur est Martin Kubich.

##### Opéra de Vichy
Inauguré en 1902, cet opéra est l'œuvre de plusieurs architectes dont Charles Le Cœur. Monument classé et témoignage unique de l'époque « Art nouveau », il présente une merveilleuse décoration. La salle peut accueillir plus de 1 450 spectateurs. Vichy était nommée de 1901 à 1964 la « capitale d'été de la musique ».

##### Musées
La commune de Vichy compte cinq musées :
- le musée des arts d'Afrique et d'Asie[VHY 60] ;
- le musée surréaliste François-Boucheix, exposition d'œuvres de François Boucheix[VHY 61] ;
- le musée municipal de Vichy ;
- le musée de l'Opéra : créé en 2002, cette structure « conserve et met en valeur les archives de l'opéra de Vichy »[VHY 62] ;
- le musée Valery-Larbaud, où sont exposées les œuvres de l'écrivain Valery Larbaud[VHY 63].

##### Maison des jeunes et de la culture et théâtre de verdure

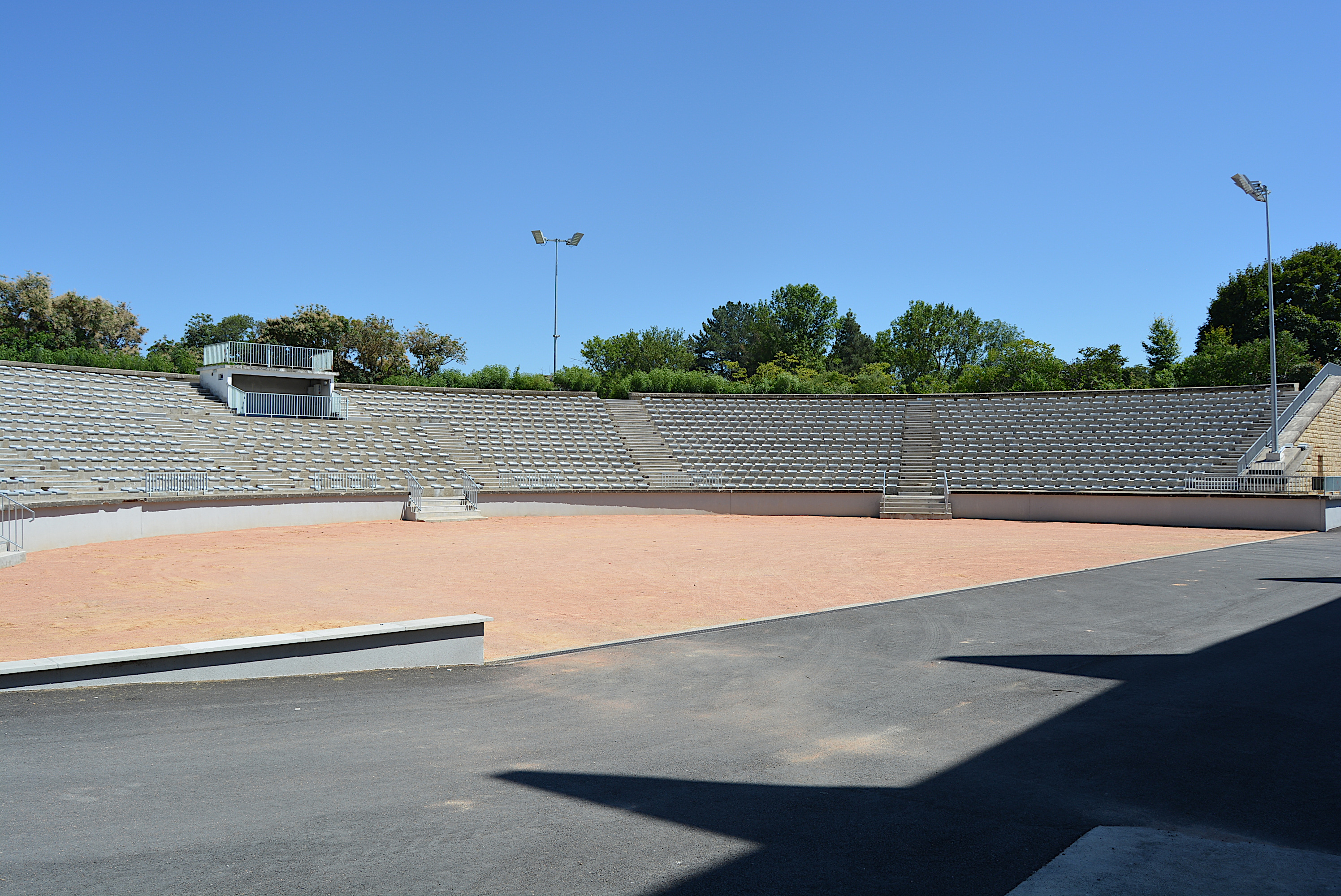
Théâtre de verdure, après sa réhabilitation, en juillet 2022.

La maison des jeunes et de la culture (MJC), située en rive gauche, sur le territoire communal de Bellerive-sur-Allier, est voisine du bâtiment principal du centre omnisports. Elle a été inaugurée le 8 octobre 1968 et propose à l'époque plusieurs activités culturelles (ateliers et concerts) et sportives. Mais l'arrivée, en 1989, du maire Claude Malhuret, qui décide de réorienter la MJC sur le sport, rend l'équipement désuet au profit du centre culturel Valery-Larbaud, mais reste utilisé pour des conférences (lorsque le palais des congrès est occupé) ou des événements sportifs.
À l'extérieur, le théâtre de verdure, construit en 1964 par les architectes Louis et Jean Marol, peut accueillir 3 400 spectateurs. Longtemps laissé à l'abandon, il a été rénové en 2021 avec la suppression de l'ancien bassin d'ornement et l'augmentation de la capacité, portée de 1 800 à 2 800 places.

#### Gastronomie
Les carottes Vichy désignent une recette de cuisine dans laquelle les carottes sont cuites à l'eau de Vichy. Cela rend les légumes plus digestes, fixe leur couleur et permet d'apporter goût et saveur sans rajouter de sel (chlorure de sodium).
La vichyssoise est un velouté froid composé de pommes de terre et de poireaux. Cette soupe est préparée dans de l'eau de Vichy Célestins[réf. nécessaire].
La Comtesse de Vichy est un fromage au lait de vache cru et entier, à pâte molle entourée d'une écorce d'épicéa, dont le goût se rapproche du coulommiers.
La pastille de Vichy est un bonbon rafraîchissant blanc de forme octogonale confectionné avec des sels extraits des eaux minérales de Vichy.

#### Dans la littérature
Le romancier Georges Simenon a fait de Vichy le cadre d'un de ses romans, Maigret à Vichy, publié en 1967. Le point de départ de l'intrigue se situe dans la prescription, par le docteur Pardon, d'une cure au commissaire Maigret, qui se rend dans la ville d'eaux, accompagné de sa femme Louise. L'assassinat d'une femme, remarquée par Maigret après son arrivée, est presque supplantée, dans la narration de Simenon, par un approfondissement de la description du personnage du commissaire et celle de l'ambiance particulière aux stations thermales.
Le Bouclier arverne, onzième aventure d'Astérix, se passe à Aquae Calidae (nom latin de Vichy) et dans les environs, à l'occasion d'une cure thermale suivie par le chef Abraracourcix pour soigner son foie mis à mal par le dernier banquet.

#### Au cinéma
En été 1957, Une gosse sensass est tournée au bord de la piscine du Sporting (interprétation par Charles Aznavour et Raymond Bussières).
En 1975, Costa-Gavras tourne le film Section spéciale.
En 1978, Pierre Richard tourne à Vichy (mais aussi à Nice et à Deauville) Je suis timide mais je me soigne.
En 1987, Claude Chabrol tourne Le Cri du hibou.
En 1992, Jean Marbœuf tourne le film Pétain, avec Jacques Dufilho dans le rôle du maréchal Pétain et Jean Yanne dans celui de Pierre Laval.
En 2001, Jean-Pierre Marielle et Carole Bouquet tournent à Vichy le téléfilm Madame De d'après le livre de Louise de Vilmorin, diffusé par France 2 le 1er octobre 2001.
Entre le 2 et le 14 septembre 2002, Jean-Paul Rappeneau tourne à l'Aletti Palace Bon Voyage, en faisant appel à plus de 150 Vichyssois. Le film est sorti le 16 avril 2003.
Le Promeneur du Champ-de-Mars, réalisé par Robert Guédiguian, consacre quelques scènes au passé de Mitterrand à Vichy, avec Michel Bouquet. Tourné en 2004, ce film est sorti en salles le 16 février 2005 ; il est inspiré du roman de Georges-Marc Benamou, Le Dernier Mitterrand.
Mitterrand à Vichy est une docu-fiction de 90 minutes réalisée par Serge Moati, tournée à Vichy pendant douze jours pour la télévision (retransmis sur France 2 en avril 2008). Mathieu Bisson joue le rôle de Mitterrand (qui a alors 25 ans) et Maurice Mons celui de Pétain.
En 2008, le téléfilm franco-italien (2 fois 90 minutes) Coco Chanel, réalisé par Christian Duguay avec Barbora Bobulova dans le rôle-titre et Olivier Sitruk, est tourné en anglais à l'Aletti Palace, dans le salon Napoléon-III et dans la grande salle de l'Opéra.
Le documentaire L'Année dernière à Vichy, de Paule Muxel et Bertrand de Solliers, présente les dernières mémoires des années d'occupation de 1940 à 1944. Il est tourné de 2002 à 2006. Ces mêmes réalisateurs réitèrent en 2010 avec Philippe Pétain, puis Le Grand Vichy en 2014 et Le Glissement, consacré à Pierre Laval vu par sa fille Josée.
En 2015, Stéphanie Di Giusto tourne le film La Danseuse, à l'opéra de Vichy censé être le Madison Square Garden, une célèbre salle new-yorkaise.
En 2020, Laurent Heynemann tourne Laval, le collaborateur, avec Patrick Chesnais dans le rôle de Pierre Laval. Le téléfilm a été tourné en grande partie à Vichy, principalement dans l'hôtel de ville, mais aussi au parc des Sources.
En 2025, Jean-Paul Salomé tourne L'Affaire Bojarski à l'Aletti Palace renommé Thermal Hôtel, au centre culturel et à la gare SNCF. Reda Kateb incarne Jan Bojarski, célèbre faussaire contrefacteur de billets de banque dans la France des années 1943 à 1964. La sortie de ce film est prévue fin 2025 ou début 2026.

#### Fleurissement
Vichy est labellisée ville fleurie (quatre fleurs) depuis 1967 et a reçu le Grand Prix national de Fleurissement depuis 1989 ainsi que le Prix national de l'arbre depuis 1996.

### Personnalités liées à la commune
- Marie de Rabutin-Chantal, marquise de Sévigné (1626-1696), femme de lettres.
- Pierre Jacques Forestier (1739-1823), homme politique, député de l'Allier.
- Étienne Sauret (23 août 1758, Vichy - 28 février 1804, Paris), magistrat et homme politique, député de l'Allier sous le Consulat et le Premier Empire.
- Saint-Cyr Nugues (1774-1842), général des armées de la République et de l'Empire, décédé à Vichy.
- Jean-Baptiste Antoine Lassus, (1807-1857), architecte français mort à Vichy le 15 juillet 1857.
- Napoléon III (1808-1873) et l'impératrice Eugénie (1826-1920).
- Jean Coulon (1853-1923), sculpteur.
- Philippe Pétain (1856-1951).
- Georges Stein (1864-1917), peintre, a peint Vichy à la Belle Époque.
- Valery Larbaud (1881-1957), écrivain, la médiathèque et le centre culturel de la ville sont nommés d'après lui.
- Maurice Germot (1882-1952), joueur de tennis français, champion olympique en double messieurs en 1912.
- Pierre Laval (1883-1945). Dirigeant du régime de Vichy, il était originaire de Châteldon, à une vingtaine de kilomètres de Vichy.
- Albert Londres (1884-1932), journaliste. Une rue, à Vichy, et la cité scolaire, à Cusset, portent ce nom. Sa maison natale est en cours de préservation.
- Charles Guéret (1885-1932), écrivain.
- Magda Julin (1894-1990), patineuse suédoise née à Vichy de père français, championne olympique en 1920.
- Marcel Reynal (1895-1982), violoniste et pédagogue français, y est mort.
- Rachel Van Cleef, (1896-1942), propriétaire de la société Van Cleef & Arpels, dite Renée Puissant, fille de Alfred Van Cleef, fondateur de Van Cleef & Arpels[Note 21].
- Louis Neillot (1898-1973), né à Vichy, peintre fauve.
- Roger Désormière (1898-1963), né à Vichy, chef d'orchestre, compositeur, résistant.
- Raoul Salan (1899-1984), général, enterré au cimetière de Vichy.
- Madeleine Charnaux (1902-1943), aviatrice, sculptrice, née, morte et inhumée à Vichy
- Roger Kespy (1908-1944), résistant.
- Simone Louise des Forest (1910-2004), pilote automobile française, dont le nom est associé à une expression populaire française : « En voiture Simone ! ».
- Marc Juge (1911-1944), commissaire de police en fonction à Vichy durant la guerre et résistant mort fusillé par les Allemands. Il est inhumé à Vichy.
- Jacques Lacarin (1912-2009), maire de Vichy de 1967 à 1989 et député de l'Allier. Le centre hospitalier porte son nom.
- Pierre Coulon (1913-1967), maire de Vichy de 1950 à 1967.
- Mila Parély (1917-2012), actrice française d'origine polonaise, y est décédée.
- Jacques Laurent (1918-1944), résistant et poète, une école primaire de la ville est nommée d'après lui.
- Henri Thévenin (1922-1993), compositeur de musique et écrivain.
- René Fallet (1927-1983), écrivain et scénariste.
- Gin Coste-Crasnier (1928-), artiste peintre née à Vichy.
- Robert Faurisson (1929-2018), professeur et négationniste français. décédé et inhumé à Vichy.
- Guy Ligier (1930-2015), pilote automobile et patron d'écurie de Formule 1[278].
- Jacqueline Dulac (1934-), chanteuse française.
- Pierre Castagnou (1940-2009), inspecteur général de l'industrie puis maire socialiste du 14e arrondissement de Paris.
- Just Jaeckin (1940-2022), photographe et réalisateur français.
- Claude Vorilhon, dit Raël (1946-), fondateur et chef spirituel du mouvement raëlien.
- Denis Tillinac (1947-2020), écrivain, Il a passé son adolescence à Vichy (1961-1966).
- Guy Touvron (1950-2024), trompettiste.
- Didier Boubé (1957-), pentathlonien, médaillé olympique.
- Vincent Duluc (1962-), journaliste sportif.
- Dominique Farrugia (1962-), dirigeant de Comédie+, né à Vichy où son père après l'indépendance de l'Algérie avait trouvé un emploi de chef d'orchestre au casino.
- Bruno Letort (1963-), compositeur, essayiste et homme de radio.
- Philippe Bugalski (1963-2012), ancien pilote de rallye[279].
- Jacques Decoret (1965-), chef étoilé à Vichy.
- Nicolas Ray (1981-), député de l'Allier, né à Vichy.
- Nolwenn Leroy (1982-), chanteuse française.
- Pierre Bouby (1983-), footballeur français.
- Carole Juge-Llewellyn (1983-), dirigeante d'entreprise et romancière, elle a passé son enfance à Vichy.

### Héraldique
| Blason de Vichy | Blason  | D'or aux deux fasces d'azur et aux deux pals d'argent brochant sur le tout. |
| Blason de Vichy | Détails | Ces armoiries ont été établies en 1696 par Charles d'Hozier.                |

### Patrimoine fruitier et viticole
La pomme « Racine blanche de l'Allier » est la pomme ancienne, locale et traditionnelle la plus répandue dans le bassin de Vichy.
Le fruit, parfois très gros, est de couleur jaune, moyennement juteux, parfumé et goûteux. La chair est de couleur crème, ferme, à la texture fine, faiblement sucrée et faiblement acide. La cueillette est tardive, elle peut se conserver jusqu'à la sortie de l'hiver.
Pomme de table et à cuire (pâtisserie, compotes…). Peut être utilisée pour le jus.
Cette variété de pomme est identifiée et présente au Verger conservatoire du Vernet.
À partir du XIe siècle jusque dans les années 1950-1960, les collines aux alentours de Vichy étaient couvertes de vignes, on peut ainsi parler de « l'ancien vignoble vichyssois ». Le cépage Saint-pierre doré, originaire du Vernet, y était particulièrement cultivé.

### Divers
- La toile Vichy à gros carreaux fut à la mode dans les années 1960.